# PRODUCE X 101
PRODUCE X 101（プロデュース エックス ワンオーワン、朝: 프로듀스 X 101）は、韓国の音楽専門チャンネルMnet企画の公開オーディション番組である。Mnetで2019年5月3日から7月19日まで放送された。上位練習生10人のキム・ヨハン、キム・ウソク、ハン・スンウ、ソン・ヒョンジュン、チョ・スンヨン、ソン・ドンピョ、イ・ハンギョル、ナム・ドヒョン、チャ・ジュノ、カン・ミンヒと、X枠の練習生イ・ウンサンの計11人が「X1」として2019年8月27日にデビュー。

## 解説
当番組は韓国のオーディション番組「PRODUCE 101」シリーズの第4弾にあたる。番組のタイトル「X」は「Xtension」を意味する。拡張を意味する英単語「extension」に着目し、練習生たちが持っている未知なる成長の可能性をグローバルに拡大するという企画意図を反映したものである。シリーズ史上、初めて番組テーマ曲のセンター視聴者投票が実施された。
当番組からデビューするグループの活動期間も5年契約（2年6か月は専属契約、残りの2年6か月は個人活動と共に活動を並行）とされ、これまで番組から誕生したアイドルグループI.O.I（10か月）、Wanna One（1年6か月）、IZ*ONE（2年6か月）と比べて大幅に延長されている。その理由として、「前シーズンでアイドルグループを活動させる過程で生じた、活動期間が短くて残念なところがあったなどの様々な疑問を解消するため」と番組側は明かしている。また、デビューグループのビルボード進出を目標に掲げている。

## 略歴

### 2018年
- 12月14日　-　「PRODUCE X 101」の予告映像が公開[4]。
- 12月17日　-　「PRODUCE X 101」参加の個人練習生を公募開始[5]。

### 2019年
- 3月4日　-　番組収録開始[6]。国民プロデューサー代表に俳優のイ・ドンウクが引き受けたと発表[7]。
- 3月15日　-　テーマ曲「X1-MA」の当日の昼12時から夜12時までの12時間センター投票を実施[2]。
- 3月18日　-　テーマ曲「X1-MA」のテレビ収録を行う[8]。
- 3月20日　-　京畿高陽市一山東区ピッマル放送支援センターにて練習生によるランウェイショーを開催[9]。
- 3月21日　-　テーマ曲「X1-MA」の音楽配信を開始。同日午後にはソウル市麻浦区上岩洞DMC文化公園にてファンミーティングを開催し[10]、韓国の音楽番組「M COUNTDOWN（エムカウントダウン）」でテレビで初披露した。
- 3月22日　-　公式HPにて練習生のプロフィール公開開始[11]。
- 4月7日　-　番組の一次評価（グループ評価）の収録を行う[12]。
- 4月10日　-　練習生の応援企画「DEAR.101」HP公開[13]。
- 4月23日　-　2回目のファンイベントにあたる「BLUE CARPET CEREMONY」開催。
- 5月3日　-　番組放送開始。同日午後9時よりV LIVEにてSPECIAL V LIVE "COUNTDOWN X"を配信。
- 5月23日　-　「M COUNTDOWN（エムカウントダウン）」にAクラスの練習生が出演し、2度目の「X1-MA」を披露。
- 6月2日　-　コンセプト評価曲のマッチング投票開始（6月8日まで）[14]。
- 6月30日　-　仁川三山世界体育館にて3回目のファンイベント「BLUE CARPET CEREMONY」開催[15]。コンセプト評価収録。
- 7月5日　-　番組のコンセプト評価のオリジナル課題曲を収録したデジタルアルバム「PRODUCE X 101 - 31 Boys 5 Concepts」がiTunesなどで配信開始。
- 7月11日　-　「M COUNTDOWN（エムカウントダウン）」にコンセプト評価に参加した30人の練習生が出演（降板したチェ・ビョンチャンは不出演）、コンセプト評価曲を披露。
- 7月13日　-　SPECIAL V LIVEを配信。イ・ドンウク、デビュー評価に進出した20人の練習生が出演[16]。
- 7月19日　-　番組にて、デビューグループの名称が「X1（エックスワン）」発表。デビューメンバー11人が確定。
- 7月20日　-　番組のコンセプト評価のデビュー課題曲を収録したデジタルアルバム「PRODUCE X 101 - FINAL」がiTunesなどで配信開始。
- 11月5日　-　プロデューサーが練習生の事務所から接待を受ける見返りに視聴者投票を操作した件で逮捕される[17]（#投票操作問題）。逮捕されたプロデューサーはIZ*ONEが誕生した「PRODUCE 48」についても同様の操作が行われたと自供している[18]。PRODUCE X 101では、アンザルディ・ティモシー、キム・グクホン、イ・ジヌ、ク・ジョンモ、イ・ジニョク、クム・ドンヒョンが被害を受けた練習生として裁判所が公開した。[19]

## 放送日程・地域
2019年5月3日からMnetで日韓同時生放送（字幕なし）で放送。
また日本ではAbemaTVのK WORLDチャンネルで日本語字幕版が2019年5月9日夜9時から毎週木曜に放送される。なお、最終回放送日の2019年7月19日は字幕なしの日韓同時生放送となり、AbemaGOLDチャンネルでは日本語通訳付きで放送される。
その他ではストリーミングとして以下の会社を通じ、アジア各国に配信をしている。
- JOOX　-　配信対象：マレーシア、インドネシア、タイ、ミャンマー
- htvN Asia　-　配信対象：香港、台湾、シンガポール、マレーシア、インドネシア、タイ、フィリピン、ミャンマー、スリランカ
- YouTube
- NAVER
- V LIVE

| PRODUCE X 101 放送日程 | PRODUCE X 101 放送日程 | PRODUCE X 101 放送日程 | PRODUCE X 101 放送日程                                             |
| 放送回                 | 放送日                 | 視聴率 （韓国国内）    | 放送内容                                                           |
| ---------------------- | ---------------------- | ---------------------- | ------------------------------------------------------------------ |
| ビギニング放送         | 2019年4月26日          | -                      | 参加練習生の紹介                                                   |
| エピソード1（第1回）   | 2019年5月3日           | 1.4%                   | 事務所別評価（クラス分け）                                         |
| エピソード2（第2回）   | 2019年5月10日          | 2.3%                   | 事務所別評価（クラス分け）、「X1-MA」のレッスン                    |
| エピソード3（第3回）   | 2019年5月17日          | 2.1%                   | クラス再評価、「M COUNTDOWN」収録、グループバトル前半              |
| エピソード4（第4回）   | 2019年5月24日          | 2.2%                   | グループバトル後半                                                 |
| エピソード5（第5回）   | 2019年5月31日          | 2.1%                   | 第1回順位発表式、合宿ビハインド、ビジュアルセンタートップ11発表    |
| エピソード6（第6回）   | 2019年6月7日           | 2.2%                   | ポジション評価グループ分け、ポジション評価前半                     |
| エピソード7（第7回）   | 2019年6月14日          | 2.0%                   | ポジション評価後半                                                 |
| エピソード8（第8回）   | 2019年6月21日          | 2.2%                   | コンセプト評価曲発表、仮グループ決め、第2回順位発表式、X復活バトル |
| エピソード9（第9回）   | 2019年6月28日          | 2.5%                   | コンセプト評価グループ再編、X復活バトル復活生存者発表              |
| エピソード10（第10回） | 2019年7月5日           | 2.3%                   | コンセプト評価                                                     |
| エピソード11（第11回） | 2019年7月12日          | 2.2%                   | 運動会、第3回順位発表式、デビュー評価曲発表                        |
| エピソード12（第12回） | 2019年7月19日          | 3.9%                   | デビュー評価、最終選抜者発表（生放送）                             |

## トレーニングチーム
- 国民プロデューサー代表 - イ・ドンウク
- ボーカルトレーナー
  - イ・ソクフン - 韓国の音楽グループ「SG Wannabe」のメンバー。
  - シン・ユミ - BLACK PINK等のトレーナーを務めていた。
  - ソユ - 韓国のガールズグループSISTARの元メンバーでリードボーカル。エピソード1～2の事務所別評価（クラス分け）のみの特別トレーナー。
- ラップトレーナー 
  - チーター - 「PRODUCE 101」、「PRODUCE 101 シーズン2」、「PRODUCE 48」のトレーナーとしても参加している。
- ダンストレーナー
  - ペ・ユンジョン - KARA の代表曲「ミスター」をはじめ「ジャンピン」「Lupin」「マンマミーア!」などの振付を担当。『PRODUCE 101』シーズン1のテーマ曲「Pick Me」、シーズン1からデビューしたI.O.Iのデビュー曲「Dream Girls」の振付も担当した。「PRODUCE 101」、「PRODUCE 48」のトレーナーとしても参加している。
  - チェ・ヨンジュン 『PRODUCE 101』シーズン2からデビューしたWanna Oneのデビュー曲「Energetic」などの振付を担当。「PRODUCE 48」のトレーナーとしても参加している。
  - クォン・ジェスン -　JYP、CUBEで振付師をしていた。「PRODUCE 101 シーズン2」のトレーナーとしても参加している。

## 参加メンバー
| カン・ヒョンス             | 강현수          | 24歳 | 韓国           | 173cm   | AAP.Y                         | 8年3ヵ月  | A→A    | 第3回発表脱落 | 26位    | LC9、BLK                                                                |
| イ・ミダム                 | 이미담          | 23歳 | 韓国           | 175cm   | AAP.Y                         | 3年0ヵ月  | B→C    | 第2回発表脱落 | 37位    |                                                                         |
| チョン・ミョンフン         | 정명훈          | 23歳 | 韓国           | 173cm   | AAP.Y                         | 1年8ヵ月  | B→C    | 第1回発表脱落 | 71位    |                                                                         |
| クォン・テウン             | 권태은          | 21歳 | 韓国           | 185cm   | A.CONIC                       | 0年3ヵ月  | X→F    | 第2回発表脱落 | 34位    |                                                                         |
| チョン・ヒョヌ             | 전현우          | 23歳 | 韓国           | 173cm   | ASTORY                        | 2年3ヵ月  | B→B    | 第1回発表脱落 | 64位    |                                                                         |
| ホ・ジノ                   | 허진호          | 22歳 | 韓国           | 171cm   | ASTORY                        | 1年3ヵ月  | C→B    | 第1回発表脱落 | 83位    |                                                                         |
| ウ・ジェウォン             | 우제원          | 22歳 | 韓国           | 170cm   | Around USエンターテインメント | 1年11ヵ月 | A→B    | 第2回発表脱落 | 54位    | NINE.iのメンバー                                                        |
| チェ・シヒョク             | 최시혁          | 20歳 | 韓国           | 171cm   | Around USエンターテインメント | 1年8ヵ月  | B→C    | 第1回発表脱落 | 79位    |                                                                         |
| チョン・ジェフン           | 정재훈          | 20歳 | 韓国           | 180cm   | Around USエンターテインメント | 1年3ヵ月  | A→C    | 第2回発表脱落 | 39位    |                                                                         |
| キム・シフン               | 김시훈          | 21歳 | 韓国           | 175cm   | BRANDNEW MUSIC                | 2年9ヵ月  | B→A    | 第3回発表脱落 | 27位    | BDC のメンバー                                                          |
| ユン・ジョンファン         | 윤정환          | 19歳 | 韓国           | 181cm   | BRANDNEW MUSIC                | 2年6ヵ月  | A→B    | 第2回発表脱落 | 38位    | BDCのメンバー                                                           |
| イ・ウンサン               | 이은상          | 18歳 | 韓国           | 179cm   | BRANDNEW MUSIC                | 1年2ヵ月  | A→C    | 最終発表選抜  | 11位(X) | 2020年にソロデビュー YOUNITEのメンバー                                  |
| ホン・ソンジュン           | 홍성준          | 21歳 | 韓国           | 175cm   | BRANDNEW MUSIC                | 1年4ヵ月  | B→F    | 第2回発表脱落 | 51位    | BDCのメンバー                                                           |
| ピーク                     | 픽              | 19歳 | タイ           | 186cm   | Chanderlier Music             | 0年6ヵ月  | D→D    | 第2回発表脱落 | 50位    | タイでソロデビュー                                                      |
| クォン・ヒジュン           | 권희준          | 19歳 | 韓国           | 174cm   | Cre.ker                       | 0年3ヵ月  | X→F    | 第2回発表脱落 | 56位    |                                                                         |
| クム・ドンヒョン           | 금동현          | 17歳 | 韓国           | 174cm   | C9エンターテイメント          | 1年10ヵ月 | B→C    | 最終発表脱落  | 14位    | EPEXのメンバー ※投票操作により脱落                                      |
| イ・ジェビン               | 이재빈          | 20歳 | 韓国           | 171cm   | C9エンターテイメント          | 1年4ヵ月  | B→C    | 第1回発表脱落 | 95位    |                                                                         |
| スティーブン・キム         | 스티븐 킴       | 20歳 | オーストラリア | 176cm   | DS                            | 2年8ヵ月  | X→D    | 第1回発表脱落 | 72位    | LUMINOUSのメンバー                                                      |
| ソン・ドンピョ             | 손동표          | 18歳 | 韓国           | 166cm   | DSPメディア                   | 1年5ヵ月  | B→A    | 最終発表選抜  | 6位     | MIRAEのメンバー                                                         |
| イ・ジュニョク             | 이준혁          | 20歳 | 韓国           | 180cm   | DSPメディア                   | 2年3ヵ月  | C→A    | 第1回発表脱落 | 75位    | MIRAEのメンバー                                                         |
| イ・ファン                 | 이환            | 21歳 | 韓国           | 169cm   | DSPメディア                   | 2年9ヵ月  | B→B    | 第1回発表脱落 | 67位    |                                                                         |
| イ・ウォンジュン           | 이원준          | 18歳 | 韓国           | 171cm   | Eent                          | 0年9ヵ月  | B→D    | 第2回発表脱落 | 47位    | E'LASTのメンバー                                                        |
| ウォン・ヒョク             | 원혁            | 18歳 | 韓国           | 181cm   | Eent                          | 1年2ヵ月  | B→D    | 第2回発表脱落 | 33位    | E'LASTのメンバー                                                        |
| チェ・ビョンフン           | 최병훈          | 20歳 | 韓国           | 174cm   | ENFANT TERRIBLE               | 1年1ヵ月  | D→F    | 第1回発表脱落 | 98位    |                                                                         |
| アンザルディ・ティモシー   | 앙자르디 디모데 | 21歳 | フランス       | 180cm   | ESteem                        | 0年3ヵ月  | X→F    | 第1回発表脱落 | 61位    | ※投票操作により脱落                                                     |
| キム・ジンゴン             | 김진곤          | 22歳 | 韓国           | 185cm   | ESteem                        | 0年4ヵ月  | X→D    | 第1回発表脱落 | 62位    |                                                                         |
| ユリ                       | 유리            | 26歳 | ロシア         | 186cm   | ESteem                        | 3年0ヵ月  | B→D    | 第2回発表脱落 | 40位    |                                                                         |
| キム・スンファン           | 김승환          | 21歳 | 韓国           | 184cm   | ESteem                        | 1年2ヵ月  | X→F    | 第1回発表脱落 | 89位    |                                                                         |
| ハン・ギチャン             | 한기찬          | 22歳 | 韓国           | 183cm   | fantagio                      | 0年10ヵ月 | X→C    | 第2回発表脱落 | 57位    |                                                                         |
| ユン・ヒョンジョ           | 윤현조          | 23歳 | 韓国           | 188cm   | Gost                          | 0年8ヵ月  | X→F    | 第1回発表脱落 | 96位    |                                                                         |
| イ・サンホ                 | 이상호          | 23歳 | 韓国           | 189cm   | Gost                          | 0年5ヵ月  | X→X    | 第1回発表脱落 | 88位    |                                                                         |
| ウォン・ヒョンシク         | 원현식          | 23歳 | 韓国           | 173cm   | Happy Face                    | 2年9ヵ月  | C→D    | 第1回発表脱落 | 77位    |                                                                         |
| トニー（余景天）           | 토니            | 18歳 | カナダ         | 185cm   | HONGYI                        | 0年8ヵ月  | A→F    | 最終発表脱落  | 20位    |                                                                         |
| ウィ・ジャウォル（魏子越） | 위자월          | 22歳 | 中国           | 182cm   | HONGYI                        | 0年8ヵ月  | C→F    | 第2回発表脱落 | 43位    |                                                                         |
| イ・セジン                 | 이세진          | 24歳 | 韓国           | 173cm   | iMe KOREA                     | 0年5ヵ月  | X→F    | 最終発表脱落  | 18位    |                                                                         |
| チェ・ジュンソン           | 최준성          | 18歳 | 韓国           | 170cm   | Jellyfishエンターテインメント | 1年11ヵ月 | B→D    | 第2回発表脱落 | 46位    | GHOST9のメンバー                                                        |
| キム・ミンギュ             | 김민규          | 19歳 | 韓国           | 183cm   | Jellyfishエンターテインメント | 0年8ヵ月  | X→D    | 最終発表脱落  | 17位    |                                                                         |
| 上原潤                     | 우에하라 준     | 24歳 | 日本           | 176cm   | JH1                           | 2年3ヵ月  | D→C    | 第1回発表脱落 | 91位    | ORβITのメンバー                                                         |
| ユン・ソビン               | 윤서빈          | 21歳 | 韓国           | 176cm   | JYPエンターテインメント       | 1年7ヵ月  | C→X    | 降板          | -       |                                                                         |
| キム・グァヌ               | 김관우          | 23歳 | 韓国           | 181cm   | KRAZY                         | 1年10ヵ月 | D→D    | 第1回発表脱落 | 80位    |                                                                         |
| イム・ダフン               | 임다훈          | 20歳 | 韓国           | 174cm   | KIWI MEDIA                    | 2年2ヵ月  | C→D    | 第1回発表脱落 | 97位    |                                                                         |
| ソン・チャンハ             | 송창하          | 20歳 | 韓国           | 177cm   | KIWI MEDIA                    | 1年5ヵ月  | C→C    | 第1回発表脱落 | 73位    |                                                                         |
| キム・ヒョンミン           | 김형민          | 21歳 | 韓国           | 175cm   | KIWI MEDIA                    | 1年2ヵ月  | D→C    | 第1回発表脱落 | 90位    |                                                                         |
| イ・ウジン                 | 이우진          | 17歳 | 韓国           | 178cm   | MAROO企画                     | 0年9ヵ月  | X→F    | 第2回発表脱落 | 41位    |                                                                         |
| イ・ジヌ                   | 이진우          | 16歳 | 韓国           | 172cm   | MAROO企画                     | 0年5ヵ月  | C→B    | 第3回発表脱落 | 22位    | GHOST9のメンバー ※投票操作により脱落                                    |
| イ・テスン                 | 이태승          | 17歳 | 韓国           | 182cm   | MAROO企画                     | 0年3ヵ月  | X→F    | 第2回発表脱落 | 53位    | GHOST9の元メンバー(2021年に脱退)                                        |
| イ・ハンギョル             | 이한결          | 21歳 | 韓国           | 176cm   | MBKエンターテインメント       | 4年2ヵ月  | C→D    | 最終発表選抜  | 7位     | BAE173のメンバー H&Dのメンバー (2020年に解散)                           |
| ナム・ドヒョン             | 남도현          | 16歳 | 韓国           | 180cm   | MBKエンターテインメント       | 0年5ヵ月  | A→D    | 最終発表選抜  | 8位     | BAE173のメンバー H&Dのメンバー (2020年に解散)                           |
| キム・ヨンサン             | 김영상          | 23歳 | 韓国           | 182cm   | MBKエンターテインメント       | 4年0ヵ月  | D→F    | 第1回発表脱落 | 65位    |                                                                         |
| キム・ドンビン             | 김동빈          | 19歳 | 韓国           | 184cm   | MLDエンターテインメント       | 1年9ヵ月  | B→C    | 第2回発表脱落 | 42位    |                                                                         |
| ユ・ゴンミン               | 유건민          | 22歳 | 韓国           | 179.5cm | MILLION MARKET                | 3年2ヵ月  | C→D    | 第1回発表脱落 | 70位    |                                                                         |
| パク・ユンソル             | 박윤솔          | 24歳 | 韓国           | 173cm   | NEST                          | 2年1ヵ月  | C→A    | 第2回発表脱落 | 48位    | NIKのメンバー                                                           |
| オ・セボム                 | 오새봄          | 26歳 | 韓国           | 189cm   | NEST                          | 0年7ヵ月  | C→C    | 第1回発表脱落 | 69位    |                                                                         |
| キム・ヨハン               | 김요한          | 21歳 | 韓国           | 181cm   | OUIエンターテインメント       | 0年3ヵ月  | A→C    | 最終発表選抜  | 1位     | 2021年に俳優デビュー WEiのメンバー 2020年にソロデビュー                 |
| チェ・ビョンチャン         | 최병찬          | 23歳 | 韓国           | 184cm   | PLAN A                        | 4年11ヵ月 | A→A    | 降板          | -       | VICTONのメンバー                                                        |
| ハン・スンウ               | 한승우          | 26歳 | 韓国           | 182cm   | PLAN A                        | 7年2ヵ月  | A→A    | 最終発表選抜  | 3位     | 2020年にソロデビュー VICTONのメンバー                                   |
| パク・シオン               | 박시온          | 18歳 | 韓国           | 170cm   | PLASMA                        | 0年5ヵ月  | X→F    | 第1回発表脱落 | 93位    |                                                                         |
| ソン・ミンソ               | 성민서          | 19歳 | 韓国           | 190cm   | SF                            | 1年0ヵ月  | D→D    | 第1回発表脱落 | 87位    |                                                                         |
| パク・ソンホ               | 박선호          | 27歳 | 韓国           | 187cm   | sidusHQ                       | 10年6ヵ月 | B→B    | 第3回発表脱落 | 25位    |                                                                         |
| キム・ヒョンビン           | 김현빈          | 18歳 | 韓国           | 176cm   | SOURCE MUSIC                  | 1年7ヵ月  | D→A    | 第3回発表脱落 | 30位    | NOWADAYSのメンバー                                                      |
| チェ・ガホ                 | 채가호          | 22歳 | マカオ         | 183cm   | SOURCE MUSIC                  | 1年3ヵ月  | D→D    | 第1回発表脱落 | 78位    | Jwiiverのメンバー                                                       |
| ユン・ミングク             | 윤민국          | 18歳 | 韓国           | 181cm   | SOURCE MUSIC                  | 2年1ヵ月  | D→B    | 第1回発表脱落 | 92位    | WAKERのメンバー                                                         |
| カン・ミニ                 | 강민희          | 18歳 | 韓国           | 182cm   | STARSHIPエンターテインメント  | 1年9ヵ月  | X→D    | 最終発表選抜  | 10位    | CRAVITYのメンバー                                                       |
| ク・ジョンモ               | 구정모          | 20歳 | 韓国           | 180cm   | STARSHIPエンターテインメント  | 1年2ヵ月  | X→F    | 最終発表脱落  | 13位    | CRAVITYのメンバー ※投票操作により脱落                                   |
| ムン・ヒョンビン           | 문현빈          | 20歳 | 韓国           | 175cm   | STARSHIPエンターテインメント  | 2年7ヵ月  | D→A    | 第2回発表脱落 | 32位    | Ciipherのメンバー                                                       |
| ソン・ヒョンジュン         | 송형준          | 18歳 | 韓国           | 174cm   | STARSHIPエンターテインメント  | 1年3ヵ月  | X→D    | 最終発表選抜  | 4位     | CRAVITYのメンバー                                                       |
| ハム・ウォンジン           | 함원진          | 19歳 | 韓国           | 174cm   | STARSHIPエンターテインメント  | 2年6ヵ月  | D→A    | 最終発表脱落  | 19位    | CRAVITYのメンバー                                                       |
| キム・ソンヒョン           | 김성현          | 24歳 | 韓国           | 187cm   | Stone Music Entertainment     | 7年2ヵ月  | C→C    | 第2回発表脱落 | 44位    | IN2ITの元メンバー (2019年に脱退)                                        |
| キム・グクホン             | 김국헌          | 23歳 | 韓国           | 176cm   | MUSICWORKS                    | 7年9ヵ月  | A→A    | 第3回発表脱落 | 21位    | MYTEENのメンバー (2019年に解散) ※投票操作により脱落                     |
| ソン・ユビン               | 송유빈          | 22歳 | 韓国           | 180cm   | MUSICWORKS                    | 5年2ヵ月  | A→A    | 最終発表脱落  | 16位    | MYTEENのメンバー (2019年に解散)                                         |
| ナム・ドンヒョン           | 남동현          | 21歳 | 韓国           | 178cm   | THE SOUTH                     | 1年5ヵ月  | A→C    | 第2回発表脱落 | 60位    |                                                                         |
| キム・ジュンジェ           | 김준재          | 20歳 | 韓国           | 178cm   | THINK ABOUT                   | 1年3ヵ月  | X→F    | 第1回発表脱落 | 94位    |                                                                         |
| キム・ウソク               | 김우석          | 24歳 | 韓国           | 173cm   | TOP MEDIA                     | 4年7ヵ月  | B→A    | 最終発表選抜  | 2位     | 2020年にソロデビュー UP10TIONのメンバー(活動不参加、活動名はウシン)     |
| イ・ジニョク               | 이진혁          | 24歳 | 韓国           | 185cm   | TOP MEDIA                     | 7年2ヵ月  | B→A    | 最終発表脱落  | 12位    | UP10TIONの元メンバー (活動名はウェイ、2023年に脱退) ※投票操作により脱落 |
| キム・ドンギュ             | 김동규          | 20歳 | 韓国           | 176cm   | Urban Works                   | 0年7ヵ月  | C→B    | 第1回発表脱落 | 99位    |                                                                         |
| キム・ミンソ               | 김민서          | 18歳 | 韓国           | 177cm   | Urban Works                   | 1年2ヵ月  | D→B    | 第1回発表脱落 | 82位    |                                                                         |
| ビョン・ソンテ             | 변성태          | 22歳 | 韓国           | 180cm   | Urban Works                   | 3年5ヵ月  | D→D    | 第1回発表脱落 | 66位    |                                                                         |
| ホン・ソンヒョン           | 홍성현          | 24歳 | 韓国           | 175cm   | Urban Works                   | 2年0ヵ月  | B→C    | 第1回発表脱落 | 85位    |                                                                         |
| ペク・ジン                 | 백진            | 25歳 | 韓国           | 174cm   | VINE                          | 1年8ヵ月  | B→F    | 第2回発表脱落 | 36位    |                                                                         |
| イ・ギュヒョン             | 이규형          | 26歳 | 韓国           | 182cm   | WMエンターテインメント        | 5年6ヵ月  | C→C    | 第1回発表脱落 | 76位    |                                                                         |
| ファン・ユンソン           | 황윤성          | 20歳 | 韓国           | 179cm   | Woollimエンターテインメント   | 1年1ヵ月  | B→D    | 最終発表脱落  | 15位    | DRIPPINのメンバー                                                       |
| チャ・ジュノ               | 차준호          | 18歳 | 韓国           | 178cm   | Woollimエンターテインメント   | 1年3ヵ月  | C→C    | 最終発表選抜  | 9位     | DRIPPINのメンバー                                                       |
| チュ・チャンウク           | 주창욱          | 19歳 | 韓国           | 180cm   | Woollimエンターテインメント   | 1年3ヵ月  | D→B    | 第3回発表脱落 | 29位    | DRIPPINのメンバー                                                       |
| ムン・ジュノ               | 문준호          | 20歳 | 韓国           | 173cm   | Woollimエンターテインメント   | 1年2ヵ月  | X→F    | 第2回発表脱落 | 59位    |                                                                         |
| キム・ミンソ               | 김민서          | 18歳 | 韓国           | 177cm   | Woollimエンターテインメント   | 0年3ヵ月  | X→F    | 第2回発表脱落 | 52位    | DRIPPINのメンバー                                                       |
| キム・ドンユン             | 김동윤          | 18歳 | 韓国           | 176cm   | Woollimエンターテインメント   | 1年5ヵ月  | D→B    | 第3回発表脱落 | 23位    | DRIPPINのメンバー                                                       |
| チェ・ジンファ             | 최진화          | 18歳 | 韓国           | 180cm   | WUZOエンターテインメント      | 0年7ヵ月  | A→D    | 第1回発表脱落 | 74位    | BLITZERSのメンバー                                                      |
| 日高真宙                   | 히다카 마히로   | 19歳 | 日本           | 174cm   | YGエンターテインメント        | 2年2ヵ月  | D→D    | 第2回発表脱落 | 49位    | BUGVELのメンバー                                                        |
| ワン・グノ（王君豪）       | 왕군호          | 20歳 | 中華民国       | 172cm   | YGエンターテインメント        | 3年0ヵ月  | C→F    | 第2回発表脱落 | 58位    | BUGVELのメンバー                                                        |
| ファン・グムニュル         | 황금률          | 22歳 | オーストラリア | 173cm   | YUE HUA Entertainment         | 1年6ヵ月  | C→B    | 第1回発表脱落 | 84位    |                                                                         |
| チョ・スンヨン             | 조승연          | 24歳 | 韓国           | 183cm   | YUE HUA Entertainment         | 9年0ヵ月  | B→B    | 最終発表選抜  | 5位     | WOODZ名義でソロ活動中 UNIQのメンバー (活動休止中)                       |
| ユ・ソンジュン             | 유성준          | 19歳 | 韓国           | 185cm   | YUE HUA Entertainment         | 2年3ヵ月  | X→F    | 第1回発表脱落 | 86位    |                                                                         |
| イ・ユジン                 | 이유진          | 16歳 | 韓国           | 170cm   | 個人練習生                    | 0年4ヵ月  | X→F    | 第2回発表脱落 | 55位    |                                                                         |
| イ・ヒョプ                 | 이협            | 21歳 | 韓国           | 177cm   | 個人練習生                    | 1年8ヵ月  | C→C    | 第3回発表脱落 | 24位    | DRIPPINのメンバー                                                       |
| パク・ジニョル             | 박진열          | 19歳 | 韓国           | 174cm   | 個人練習生                    | 2年4ヵ月  | C→C    | 第1回発表脱落 | 81位    | BLANK2Yのメンバー                                                       |
| キム・ソンヨン             | 김성연          | 18歳 | 韓国           | 172cm   | 個人練習生                    | 2年2ヵ月  | C→B    | 第2回発表脱落 | 45位    |                                                                         |
| カン・ソクファ             | 강석화          | 20歳 | 韓国           | 172cm   | 個人練習生                    | 1年11ヵ月 | C→B    | 第2回発表脱落 | 35位    | WEiのメンバー                                                           |
| チェ・スファン             | 최수환          | 19歳 | 韓国           | 167cm   | 個人練習生                    | 2年1ヵ月  | A→A    | 第3回発表脱落 | 28位    |                                                                         |
| チョン・ヨンビン           | 정영빈          | 22歳 | 韓国           | 172cm   | 個人練習生                    | 2年6ヵ月  | B→B    | 第1回発表脱落 | 68位    | LUMINOUSのメンバー                                                      |
| イム・シウ                 | 임시우          | 21歳 | 韓国           | 175cm   | 個人練習生                    | 2年2ヵ月  | D→降板 | 降板          | -       |                                                                         |
| イ・ハミン                 | 이하민          | 24歳 | 韓国           | 177cm   | 個人練習生                    | 3年5ヵ月  | A→B    | 第1回発表脱落 | 63位    | Bz-Boysのメンバー                                                       |

※練習生期間・所属事務所は番組放送開始時に公表されたもの。個人練習生は特定の芸能事務所に所属していない練習生を指す。
このうち、キム・ドンビンは「PRODUCE 101」シリーズのシーズン2にあたる「PRODUCE 101 シーズン2」にも参加しており（最終順位は58位）、PRODUCE101シリーズには2回目の参加となる 。またカン・ソクファ、ワン・グノ、日高真宙、キム・ソンヨン、イ・ミダムはオーディション番組「YG宝石箱」の参加経験がある。その他UNDER19、少年24等他のサバイバル番組にに参加した練習生も存在する。

## ゲスト出演
- ビギニング放送（エピソード0）
  - イ・ホンギ - ビギニング放送司会。韓国のロックバンドFTISLANDのメインボーカルで、「PRODUCE 48」のボーカルトレーナーを務めた。
  - IZ*ONE
- エピソード2（第2回放送） 
  - チャン・ウォニョン（IZ*ONE） -　練習生のトレーニング合宿所にて練習生への案内放送役（トレーニングウェア配布）として出演。
- エピソード4（第4回放送） 
  - ジュホン（MONSTA X） -　グループ評価のラップの特別トレーナーとして出演。
- エピソード5（第5回放送） 
  - クォン・ウンビ（IZ*ONE） -　練習生のトレーニング合宿所にて練習生への案内放送（身体トレーニングのコーナー）役として出演。
- エピソード10（第10回放送） 
  - キム・ソヘ（I.O.I） -　コンセプト評価「Super Special Girl」チームメンバーの激励に出演[28]。
  - ジコ（Block B） -　コンセプト評価曲「움직여(MOVE)」の作曲者。 レコーディグ等のシーンに登場。
- エピソード11（第11回放送）
  - シンニム - 韓国の美容系YouTuber。メイクレッスンの先生として出演。
  - フイ（PENTAGON） - デビュー評価曲「소년미（少年美）」の作曲者。VTR等に出演。
- エピソード12（第12回放送） 
  - IZ*ONE
  - イ・デフィ（AB6IX） - 「꿈을 꾼다(Dream For You)」の作詞作曲を手掛けた。スタジオにも登場。

## 審査方法等

### 能力ごとのクラス分け
事前に練習生のパフォーマンスや歌唱力などをトレーナーが審査し、A・B・C・D・Xの5つのクラスに分類し、レッスンを受けた。
レッスン後、再度評価を受けて再びA・B・C・D・F・Xクラスに仕分けし直す（Aクラスに分類された練習生は「X1-MA」のセンター候補となる）。
最終的にXクラスとなった練習生は「M COUNTDOWN」自体に出演することはできない。

### X1-MA（ジマ）センター選抜
最終Aクラスになった練習生から視聴者投票で選ばれた上位3名から、さらに他の練習生の投票により選出される。最終結果は「M COUNTDOWN」の収録現場で発表された。

### グループバトル
16曲の男性アイドルグループ曲が用意され、1つのアイドルグループに2曲ずつ課題曲が設けられ、各2グループ同士が挑戦し、勝った方のチームメンバー全員に対して3,000票が視聴者投票の結果に加算される。さらに優勝チーム1位になった練習生の得票は10倍に加算される。
グループの分け方は最初にX1-MAのセンターが12名～14名の練習生を指名し、その後は次に指名するランダム抽選で行われ、抽選で選ばれた練習生はグループを組みたい練習生を指名する（最後まで選ばれなかった練習生はその練習生同士で組む）。
アイドルグループの曲のどの課題曲になるかは、8つのグループの代表者が徒競走にて決定される。
その後に、12名または14名のグループをさらに2つのグループに分割し、そのグループ同士が対戦。分割方法は抽選で当たった練習生が、徒競走で勝ち取ったアイドルグループ曲2つのうちいづれか1曲を選び、12名または14名から6名または7名を指名する。残った練習生たちは自動的に対戦するグループとなる。
総合第1位になったチームは『M COUNTDOWN（エムカウントダウン）』の出演権が与えられる。

### 第1回順位発表
4週目までの合計投票数で1位～99位までを発表（降板した練習生は除く）。61位以下の練習生はこの時点で脱落となる。4週目までの投票数は一度リセットされ、5週目以降に再度投票が行われる。

### ポジション評価
ボーカル（4組）、ラップ（2組）、ダンス（3組）、ラップ×ダンス（1組）、ボーカル×ダンス（1組）の５ジャンルの計9組のチームに分けて各ジャンルごとに対戦する。なお、ラップ×ダンスとボーカル×ダンスはX枠として2チームの対戦になる。ボーカル、ラップ、ダンスでの各チーム1位は現場投票数の100倍、X枠での各チーム1位は現場投票数の200倍が加算され、ジャンル総合1位の練習生にはボーカル、ラップ、ダンスには10万票、X枠の総合1位の練習生には20万票が加算される。
チームの振り分け方法は1位から順番に選択し、各チームの定員は埋まり次第、そのチーム枠への選択は終了となる。ただし、選択する練習生はその前の練習生が選択した曲を知ることはできない。

### 第2回順位発表
6～7週目までの合計投票数で1位～60位までを発表。31位以下の練習生はこの時点で脱落となるが、1名だけ視聴者投票により救済される（次項参照）。7週目までの投票数は一度リセットされ、8週目以降に再度投票が行われる。

### X復活バトル
第2回順位発表で31位～60位までの練習生が対象となり、練習生は任意の課題曲2曲と1分間に自己PR時間を与えられ、その動画を公式HPに公開し、公開後24時間の視聴者投票によりもっとも投票数が多かった1名が復活生存となる。
復活生存者は上位4名がテレビ電話で呼びだされ、その場で発表された。

### コンセプト評価
5曲のオリジナル曲が課題曲として与えられ、「コンセプト評価マッチング投票」と呼ばれる、任意の課題曲を歌わせたいメンバーを選ぶ視聴者（国民プロデューサー）投票が2019年6月2日～6月9日までの期間で実施された。なお、チーム分けは第2回順位発表前に行われるため、脱落者も含めた60人で一旦暫定的に行われ、第2回順位発表後に1曲あたり6人に再編される。 再編成の際は、最初に割り振られたチーム内で匿名で投票し、結果下位になったメンバーが定員に満たない他のチームに移動する。 
復活生存者の取り扱いについては、再編後の復活者1名を受け入れるかどうかを決め、受け入れ可能と回答したチームに加わる。
最終的なメンバー構成を決めた後に、公開放送の形で観客の前でステージを披露する。観客の投票によりチーム順位が決定され、各チームの1位は得票数の500倍が加算され、1位のチームには20万票が視聴者投票の票に加算される。1位のチームでチーム内1位の練習生には10万票、それ以外の1位チームのメンバーには2万票が加算される。 

### 第3回順位発表
9週目～10週目までの合計投票数で、降板者を除く1位～30位までを発表。21位以下の練習生はこの時点で脱落。10週目までの投票数は一度リセットされ、再度投票が行われる。

### デビュー評価
2曲のオリジナル曲（「To My World」、「소년미（少年美）」が課題曲として与えられ、下位の練習生(20位)から順に希望ポジションを選択する。上位の練習生が下位の練習生とポジションが重複した場合は、他の曲への移動も含めて下位練習生のポジションを変更する権利を持つ（最終的にはレコーディングで作曲者たちの意見も踏まえてパートが確定する）。
生放送のステージで披露し、視聴者投票1位～10位、その10人を除いた第1回投票～最終投票の累積投票数が最も多い練習生1名が選ばれ、計11人がデビューメンバーとなる。

## 審査・課題での使用楽曲

### テーマ曲
- X1-MA（_ジマ）- 当番組のタイトル曲。韓国タイトル名は「_ジマ（_지마）」（「～しないで」の意味）。2019年3月21日に配信開始。

### A-Xクラス分け段階
各グループにて披露された主なパフォーマンス曲は以下の通り。なお、個々のパフォーマンスの大部分の動画は公式サイトで公開されている（本放送で放送されなかったグループも含む）。
| A-Xクラス評価楽曲                       | A-Xクラス評価楽曲         | A-Xクラス評価楽曲 | A-Xクラス評価楽曲                                                                            | A-Xクラス評価楽曲 | A-Xクラス評価楽曲 | A-Xクラス評価楽曲 | A-Xクラス評価楽曲                      |
| 楽曲名                                  | 原曲歌唱者                | 原曲発表年        | メンバー                                                                                     | 所属先            | 本放送            | 番組 公式動画     | 備考                                   |
| --------------------------------------- | ------------------------- | ----------------- | -------------------------------------------------------------------------------------------- | ----------------- | ----------------- | ----------------- | -------------------------------------- |
| Ko Ko Bop                               | EXO                       | 2017年            | チェ・ガホ、ユン・ミングク、キム・ヒョンビン                                                 | SOURCE MUSIC      | ep.1（第1回放送） | 〇                |                                        |
| Ko Ko Bop                               | EXO                       | 2017年            | ソン・ドンピョ、イ・ジュニョク、イ・ファン                                                   | DSPメディア       | ep.1（第1回放送） | 〇                |                                        |
| Oh Little Girl                          | Slate （슬레이트）        | 2017年            | カン・ミンヒ、ク・ジョンモ、ムン・ヒョンビン、ソン・ヒョンジュン、ハム・ウォンジン           | STARSHIP          | ep.1（第1回放送） | 〇                | PRODUCE101 シーズン2のコンセプト課題曲 |
| 누난 너무 예뻐(Replay)                  | SHINee                    | 2008年            | イ・ウジン、イ・ジヌ、イ・テスン                                                             | マル企画          | ep.1（第1回放送） | 〇                |                                        |
| Lie                                     | BTS(防弾少年団)           | 2016年            | クォン・ヒジュン                                                                             | Cre.ker           | ep.1（第1回放送） | 〇                |                                        |
| MIC Drop                                | BTS(防弾少年団)           | 2017年            | パク・シオン                                                                                 | PLASMA            | ep.1（第1回放送） | 〇                |                                        |
| 와줘..(Come back to me)                 | SE7EN                     | 2003年            | キム・ヨハン                                                                                 | OUI               | ep.1（第1回放送） | 〇                | ローラーシューズを使用                 |
| YOUTH                                   | Troye Sivan               | 2016年            | パク・ソンホ                                                                                 | SidusHQ           | ep.1（第1回放送） | 〇                |                                        |
| Chewing Gum                             | NCT DREAM                 | 2016年            | キム・ドンビン                                                                               | MLD               | ep.1（第1回放送） | 〇                |                                        |
| Perfect Man                             | SHINHWA                   | 2002年            | キム・ドンビン                                                                               | MLD               | ep.1（第1回放送） | 〇                |                                        |
| 사이렌 (Siren)                          | SUNMI                     | 2018年            | クォン・テウン                                                                               | A.CONIC           | ep.1（第1回放送） | 〇                |                                        |
| BLOOM                                   | BLOOM                     | BLOOM             | カン・ヒョンス、イ・ミダム、チョン・ミョンフン                                               | AAP.Y             | ep.1（第1回放送） | 〇                | 自作曲                                 |
| DREAM                                   | DREAM                     | DREAM             | ファン・グムニュル、チョ・スンヨン、ユ・ソンジュン                                           | YUE HUA           | ep.1（第1回放送） | 〇                | 自作曲                                 |
| Go Get Her                              | Go Get Her                | Go Get Her        | キム・シフン、ユン・ジョンファン、イ・ウンサン、ホン・ソンジョン                             | BRANDNEW MUSIC    | ep.1（第1回放送） | 〇                | 自作曲                                 |
| Roly-Poly                               | T-ARA                     | 2011年            | イ・ハンギョル、ナム・ドヒョン、キム・ヨンサン                                               | MBK               | ep.1（第1回放送） | 〇                |                                        |
| BOOMERANG                               | Wanna One                 | 2018年            | イ・ハンギョル、ナム・ドヒョン、キム・ヨンサン                                               | MBK               | ep.1（第1回放送） | 〇                |                                        |
| 봄날 (Spring Day)                       | BTS(防弾少年団)           | 2017年            | キム・グクホン、ソン・ユビン                                                                 | THE MUSICWORKS    | ep.1（第1回放送） | 〇                |                                        |
| 죽겠다(KILLING ME)                      | iKON                      | 2018年            | アンザルディ ティモシー、キム・ジンゴン、ユリ、キム・スンファン                              | ESteem            | ep.2（第2回放送） | 〇                |                                        |
| JACKPOT                                 | Block B                   | 2014年            | イ・ウォンジュン、ウォン・ヒョク                                                             | Eent              | ep.2（第2回放送） | 〇                |                                        |
| BTD (Before The Down)                   | INFINITE                  | 2011年            | ファン・ユンソン、チャ・ジュノ、チュ・チャンウク、ムン・ジュノ、キム・ミンソ、キム・ドンユン | Woollim           | ep.2（第2回放送） | 〇                |                                        |
| Pop                                     | イン・シンク              | 2005年            | ファン・ユンソン、チャ・ジュノ、チュ・チャンウク、ムン・ジュノ、キム・ミンソ、キム・ドンユン | Woollim           | ep.2（第2回放送） | 〇                |                                        |
| Oasis (Feat. ZICO)                      | Crush                     | 2015年            | ウエハラジュン                                                                               | JH1               | ep.2（第2回放送） | 〇                |                                        |
| Love Shot                               | EXO                       | 2018年            | ピーク                                                                                       | Chanderlier Music | ep.2（第2回放送） | 〇                |                                        |
| Love Shot                               | EXO                       | 2018年            | チェ・ジョンフン                                                                             | ENFANT TERRIBLE   | 未放送            | 〇                |                                        |
| 으르렁 (Growl)                          | EXO                       | 2013年            | トニー、ウィ・ジャウォル                                                                     | HONGYI            | ep.2（第2回放送） | 〇                |                                        |
| D***boy                                 | nafla                     | 2016年            | ウ・ジェウォン、チェ・シヒョク、チョン・ジェフン                                             | Around us         | ep.2（第2回放送） | 〇                |                                        |
| 얼굴 찌푸리지 말아요 (PIz don't be sad) | Highlight                 | 2017年            | ウ・ジェウォン、チェ・シヒョク、チョン・ジェフン                                             | Around us         | ep.2（第2回放送） | 〇                |                                        |
| 이별공식(Love Equation)                 | VIXX                      | 2015年            | チェ・ジュンソン、キム・ミンギュ                                                             | Jellyfish         | ep.2（第2回放送） | 〇                |                                        |
| 봄바람(Spring Breeze)                   | Wanna One                 | 2018年            | イ・ユジン                                                                                   | 個人練習生        | ep.2（第2回放送） | 〇                |                                        |
| GOOD BOY                                | GD X TAEYANG              | 2014年            | ヒダカマヒロ、ワン・グノ                                                                     | YG                | ep.2（第2回放送） | 〇                |                                        |
| GOOD BOY                                | GD X TAEYANG              | 2014年            | ユン・ヒョンジョ、イ・サンホ                                                                 | Gost              | 未放送            | 〇                |                                        |
| DNA                                     | BTS(防弾少年団)           | 2017年            | イ・ハミン、イム・シウ、チョン・ヨンビン、チェ・スファン                                     | 個人練習生        | ep.2（第2回放送） | 〇                |                                        |
| 향수 뿌리지마 (No More Perfume On You)  | TEENTOP                   | 2011年            | キム・ウソク、イ・ジニョク                                                                   | TOP MEDIA         | ep.2（第2回放送） | 〇                |                                        |
| Save ME                                 | BTS(防弾少年団)           | 2016年            | チェ・ビョンチャン、ハン・スンウ                                                             | PLAN A            | ep.2（第2回放送） | 〇                |                                        |
| DRAMARAMA                               | MONSTA X                  | 2017年            | チョン・ヒョヌ、ホ・ジノ                                                                     | ASTORY            | 未放送            | 〇                |                                        |
| Get Cool                                | Stray Kids                | 2018年            | クム・ドンヒョン、イ・ジェビン                                                               | C9                | 未放送            | 〇                |                                        |
| 아낙네(FIANCÉ)                          | MINO (WINNER)             | 2018年            | スティーブン・キム                                                                           | DS                | 未放送            | 〇                |                                        |
| There's Nothing Holdin' Me Back         | ショーン・メンデス        | 2017年            | ハン・ギチャン                                                                               | Fantagio          | 未放送            | 〇                |                                        |
| 노메이크업(No Make Up)                  | Zion. T                   | 2015年            | ウォン・ヒョンシク                                                                           | Happy Face        | 未放送            | 〇                |                                        |
| 봄봄봄 (BOM BOM BOM)                    | ロイ・キム                | 2013年            | イ・セジン                                                                                   | iME KOREA         | 未放送            | 〇                |                                        |
| 포부                                    | 포부                      | 포부              | キム・グァヌ                                                                                 | KRAZY             | 未放送            | 〇                | 自作曲                                 |
| MILLIONS                                | WINNER                    | 2019年            | イム・ダフン、ソン・チャンハ、キム・ヒョンミン                                               | KIWI MEDIA        | 未放送            | 〇                |                                        |
| Fantasy                                 | JBJ                       | 2017年            | ユ・ゴンミン                                                                                 | MILLION MARKET    | 未放送            | 〇                |                                        |
| 전야 (The Eve)                          | EXO                       | 2017年            | パク・ユンソル、オ・セボム                                                                   | NEST              | 未放送            | 〇                |                                        |
| 불타오르네(FIRE)                        | BTS(防弾少年団)           | 2016年            | ソン・ミンソ                                                                                 | SF                | 未放送            | 〇                |                                        |
| GDFR                                    | フロー・ライダー          | 2014年            | キム・ソンヒョン                                                                             | Stone Music       | 未放送            | 〇                |                                        |
| 캥거루 (Kangaroo) (feat. ZICO)          | Wanna One Triple Position | 2018年            | ナム・ドンヒョン                                                                             | THE SOUTH         | 未放送            | 〇                |                                        |
| 아주 NICE(VERY NICE)                    | SEVENTEEN                 | 2016年            | キム・ジュンジェ                                                                             | THINK ABOUT       | 未放送            | 〇                |                                        |
| 도원경 (桃源境)                         | VIXX                      | 2017年            | キム・ドンギュ、キム・ミンソ、ビョン・ソンテ、ホン・ソンヒョン                               | Urban Works       | 未放送            | 〇                |                                        |
| Solo (Feat. Hoody)                      | パク・ジェボム            | 2015年            | ペク・ジン                                                                                   | VINE              | 未放送            | 〇                |                                        |
| 니가 하면 (If You Do)                   | GOT7                      | 2015年            | イ・ギュヒョン                                                                               | WM                | 未放送            | 〇                |                                        |
| 홍연 (Red Ties)                         | アン・イェウン            | 2017年            | チェ・ジンファ                                                                               | WUZO              | 未放送            | 〇                |                                        |
| 예쁘다 (Pretty U)                       | SEVENTEEN                 | 2016年            | カン・ソクファ、キム・ソンヨン、パク・ジニョル、イ・ヒョプ                                   | 個人練習生        | 未放送            | 〇                |                                        |

### グループXバトル
| グループXバトル課題曲              | グループXバトル課題曲 | グループXバトル課題曲 | グループXバトル課題曲                | グループXバトル課題曲 | グループXバトル課題曲 | グループXバトル課題曲                                                                |
| 楽曲名                             | 原曲 歌唱者           | 原曲発表年            | グループ名                           | 本放送                | 番組 公式動画         | 備考                                                                                 |
| ---------------------------------- | --------------------- | --------------------- | ------------------------------------ | --------------------- | --------------------- | ------------------------------------------------------------------------------------ |
| MAMA                               | EXO                   | 2012年                | 배배 （ベベ）                        | ep.3 （第3回放送）    | 〇                    | ユン・ソビンは降板したため映像ではカットされている。                                 |
| Love Shot                          | EXO                   | 2018年                | Oh! 나나 （Oh！ナナ）                | ep.3 （第3回放送）    | 〇                    |                                                                                      |
| No More Dream                      | BTS(防弾少年団)       | 2013年                | P.T.S                                | ep.3 （第3回放送）    | 〇                    |                                                                                      |
| 피 땀 눈물 （Blood Sweat & Tears） | BTS(防弾少年団)       | 2016年                | PDX （プデュ少年団）                 | ep.4 （第4回放送）    | 〇                    |                                                                                      |
| 무단침입（Trespass）               | MONSTA X              | 2015年                | 피라미드 꼭대기 （ピラミッドの頂上） | ep.4 （第4回放送）    | 〇                    |                                                                                      |
| DRAMARAMA                          | MONSTA X              | 2017年                | 달콤한 인생 （甘い人生）             | ep.4 （第4回放送）    | 〇                    |                                                                                      |
| 아낀다（Adore U）                  | SEVENTEEN             | 2015年                | 우하화호호호 （ウハファホホホ）      | ep.4 （第4回放送）    | 〇                    | 아낀다（アッキンダ）は日本語で「大切にする」の意味。                                 |
| 박수（Clap）                       | SEVENTEEN             | 2017年                | 클래핑 （クラッピング）              | ep.4 （第4回放送）    | 〇                    | 박수（バクス）は日本語で「拍手」の意味。                                             |
| 에너제틱 (Energetic)               | Wanna One             | 2017年                | We Are The World                     | ep.4 （第4回放送）    | 〇                    |                                                                                      |
| 켜줘 (Light)                       | Wanna One             | 2018年                | 어머나 （オモナ）                    | ep.4 （第4回放送）    | 〇                    |                                                                                      |
| Girls Girls Girls                  | GOT7                  | 2014年                | 럴러랄라 （ロルロラルラ）            | ep.4 （第4回放送）    | 〇                    |                                                                                      |
| Lullaby                            | GOT7                  | 2018年                | Light                                | ep.4 （第4回放送）    | 〇                    | 途中でマイクトラブルが発生したが、相手チームの了承の上、ステージのやり直しを行った。 |
| Dejavu                             | NU'EST W              | 2018年                | Search                               | ep.4 （第4回放送）    | 〇                    |                                                                                      |
| WHERE YOU AT                       | NU'EST W              | 2017年                | 비상탈출 （非常脱出）                | ep.4 （第4回放送）    | 〇                    |                                                                                      |
| 일곱 번째 감각 （The 7th Sense）   | NCT U                 | 2016年                | 식스스톤 （シックスストーン）        | ep.4 （第4回放送）    | 〇                    |                                                                                      |
| BOSS                               | NCT U                 | 2018年                | 옐로우핑크 （イエローピンク）        | ep.4 （第4回放送）    | 〇                    |                                                                                      |

### ポジション評価バトル
| ポジション評価バトル楽曲        | ポジション評価バトル楽曲          | ポジション評価バトル楽曲 | ポジション評価バトル楽曲 | ポジション評価バトル楽曲 | ポジション評価バトル楽曲 | ポジション評価バトル楽曲                                                                              |
| ボーカル                        | ボーカル                          | ボーカル                 | ボーカル                 | ボーカル                 | ボーカル                 | ボーカル                                                                                              |
| 楽曲名                          | 原曲歌唱者                        | 原曲発表年               | 本放送                   | 番組公式動画             | 101 NO-CUT               | 備考                                                                                                  |
| ------------------------------- | --------------------------------- | ------------------------ | ------------------------ | ------------------------ | ------------------------ | --- |
| 멍청이（twit）                  | ファサ（MAMAMOO）                 | 2019年                   | ep.6 （第6回放送）       | 〇                       | 〇                       | |
| 너를 만나（Me After You）       | ポール・キム（폴킴）              | 2018年                   | ep.6 （第6回放送）       | 〇                       | 〇                       | シンガーソングライターのポール・キムによる曲で、韓国の音楽番組「人気歌謡」で自身初の1位を獲得した曲。 |
| 보여（Day By Day）              | Wanna One                         | 2018年                   | ep.7 （第7回放送）       | 〇                       | 〇                       | アルバム「0+1=1(I PROMISE YOU)」に収録。                                                              |
| 나의 사춘기에게 （To My Youth） | Bolbbalgan4 （赤頬思春期）        | 2017年                   | ep.7 （第7回放送）       | 〇                       | 〇                       | 日本語で「私の思春期へ」の意味。ミニアルバム「Red Diary Page.1」に収録。                              |
| ラップ                          |                                   |                          |                          |                          |                          | |
| 楽曲名                          | 原曲歌唱者                        | 原曲発表年               | 本放送                   | 番組公式動画             | 101 NO-CUT               | 備考                                                                                                  |
| 말해 Yes Or No                  | ZICO (Feat. PENOMECO, The Quiett) | 2015年                   | ep.6 （第6回放送）       | 〇                       | 〇                       | Block Bのジコと韓国のラッパーThe Quiettとのコラボ作品。「말해（マレ）」は「言う」の意味。             |
| 바코드（Barcode）               | HAON&VINXEN                       | 2018年                   | ep.7 （第7回放送）       | 〇                       | 〇                       | 韓国のラッパーバトル番組「高等ラッパー2」出身者のキム・ハオンとイ・ビョンジによる作品。               |
| ダンス                          |                                   |                          |                          |                          |                          | |
| 楽曲名                          | 原曲歌唱者                        | 原曲発表年               | 本放送                   | 番組公式動画             | 101 NO-CUT               | 備考                                                                                                  |
| Finesse                         | ブルーノ・マーズ                  | 2016年                   | ep.6 （第6回放送）       | 〇                       | 〇                       | |
| Believer                        | イマジン・ドラゴンズ              | 2018年                   | ep.7 （第7回放送）       | 〇                       | 〇                       | アルバム「Evolve」（2018年）に収録。                                                                  |
| Swalla                          | ジェイソン・デルーロ              | 2017年                   | ep.7 （第7回放送）       | 〇                       | 〇                       | |
| ボーカルXダンス                 |                                   |                          |                          |                          |                          | |
| 楽曲名                          | 原曲歌唱者                        | 原曲発表年               | 本放送                   | 番組 公式動画            | 101 NO-CUT               | 備考                                                                                                  |
| Attention                       | チャーリー・プース                | 2017年                   | ep.6 （第6回放送）       | 〇                       | 〇                       | アルバム「Voicenotes」（2018年）に収録。                                                              |
| ボーカルXラップ                 |                                   |                          |                          |                          |                          | |
| 楽曲名                          | 原曲歌唱者                        | 原曲発表年               | 本放送                   | 番組 公式動画            | 101 NO-CUT               | 備考                                                                                                  |
| 거북선（Turtle Ship）           | Ja Mezz, Andup , MINO             | 2015年                   | ep.7 （第7回放送）       | 〇                       | 〇                       | 거북선は「亀甲船」の意味。韓国のラッパーバトル番組「Show Me The Money」のシーズン4から生まれた曲。    |

### コンセプト評価
当番組のオリジナル曲。この6曲はデジタルアルバム「PRODUCE X 101 - 31 Boys 5 Concepts」に収録されており、2019年7月5日にiTunesなどで配信された。
| コンセプト評価曲        | コンセプト評価曲                        | コンセプト評価曲                  | コンセプト評価曲                                   | コンセプト評価曲  | コンセプト評価曲 | コンセプト評価曲 | コンセプト評価曲                                                                                          |
| 楽曲名                  | 音楽ジャンル                            | 作曲者                            | 曲解説 （本放送より)                               | 試聴音源 （公式） | 番組 公式動画    | 2倍速 公式動画   | 備考 |
| ----------------------- | --------------------------------------- | --------------------------------- | -------------------------------------------------- | ----------------- | ---------------- | ---------------- | --- |
| U GOT IT                | Future EDM Dance                        | ノエル、キゲン                    | 愛する人を守るという覚悟を表現した曲。             | ○                 | 〇               | 〇               | ノエル、キゲンはシーズン2のコンセプト評価曲「Oh Little Girl」を作曲。                                     |
| Monday to Sunday        | R&B, Dance House                        | プライムボイ                      | 愛する恋人で満たされた心を表現した曲。             | ○                 | 〇               | 〇               | プライムボイはTWICE「KNOCK KNOCK」を作曲。                                                                |
| 이뻐이뻐（Pretty Girl） | Funky Retro Dance                       | KZ、エンソニウス ザ・プライベート | 恥ずかしそうに愛を告白する少年の心を表現した曲。   | ○                 | 〇               | 〇               | 作曲チームはStray Kids「I am YOU」、IZ*ONE「하늘 위로（Up）」を手掛けている。振り付けはクォン・ジェスン。 |
| Super Special Girl      | Future funk (ハウスミュージックの一種） | クォン・ドックン Young Chance     | 謎めいた女性へのもどかしさやときめきを表現した曲。 | ○                 | 〇               | 〇               | クォン・ドックンはGAT7「°1」Red Velvet「달빛 소리(Moonlight Melody)」を作曲。振り付けはKasper。           |
| 움직여（MOVE）          | Mainstream Pop                          | ZICO Poptime                      | 「世界を動かす」というメッセージが込められた曲。   | ○                 | 〇               | 〇               | 振り付けはチェ・ヨンジュン。                                                                              |

### デビュー評価
当番組のオリジナル曲。この6曲はデジタルアルバム「PRODUCE X 101 - FINAL」に収録されており、2019年7月20日にiTunesなどで配信された。
| デビュー評価曲              | デビュー評価曲                  | デビュー評価曲                                                                                 | デビュー評価曲 | デビュー評価曲                                                                                   |
| 楽曲名                      | 作曲者                          | 曲解説 （本放送より)                                                                           | 番組 公式動画  | 備考                                                                                             |
| --------------------------- | ------------------------------- | ---------------------------------------------------------------------------------------------- | -------------- | ------------------------------------------------------------------------------------------------ |
| To My World                 | Sean Alexander,DrewRyan Scott他 | ジャンルはファンキーK-POP。                                                                    | 〇             | 振付はチェ・ヨンジュン。コンセプト評価曲「U GOT IT」の作曲チームが手掛けた。                     |
| 소년미（少年美）            | Flow Blow・フイ（PENTAGON）     | ジャンルはEDMダンスナンバー。                                                                  | 〇             | 振付はクォン・ジェスン。PRODUCE 101 シーズン2のコンセプト評価曲「NEVER」の作曲チームが手掛けた。 |
| 꿈을 꾼다 （Dream For You） | イ・デフィ（AB6IX）             | イ・デフィがPRODUCE 101（シーズン2）に出演した時に感じたことを曲にしたと番組中で説明している。 | 〇             | センターはキム・ミンギュ。                                                                       |

## 審査・投票結果

### X1-MA（ジマ）センター選抜
視聴者投票により上位3名（キム・ウソク、キム・シフン、ソン・ドンピョ）が選ばれ、練習生による決選投票によってソン・ドンピョが選ばれた。
| ハム・ウォンジン   | STARSHIP       | 不選抜       | 〇 |
| チェ・スファン     | 個人練習生     | 不選抜       | 〇 |
| キム・ウソク       | TOP MEDIA      | 上位3名      | 〇 |
| ハン・スンウ       | PLAN A         | 不選抜       | 〇 |
| イ・ジュニョク     | DSPメディア    | 不選抜       | 〇 |
| イ・ジニョク       | TOP MEDIA      | 不選抜       | 〇 |
| キム・グクホン     | MUSICWORKS     | 不選抜       | 〇 |
| パク・ユンソル     | NEST           | 不選抜       | 〇 |
| キム・シフン       | BRANDNEW MUSIC | 上位3名      | 〇 |
| キム・ヒョンビン   | SOURCE MUSIC   | 不選抜       | 〇 |
| カン・ヒョンス     | AAP.Y          | 不選抜       | 〇 |
| ムン・ヒョンビン   | STARSHIP       | 不選抜       | 〇 |
| ソン・ドンピョ     | DSPメディア    | センター選抜 | 〇 |
| チェ・ビョンチャン | PLAN A         | 不選抜       | 〇 |
| ソン・ユビン       | MUSICWORKS     | 不選抜       | 〇 |

### グループXバトル
以下、X1メンバーについては太字で表記する。
| グループバトル結果                                   | グループバトル結果 | グループバトル結果      | グループバトル結果           | グループバトル結果   | グループバトル結果 | グループバトル結果         | グループバトル結果        |
| 課題曲                                               | メンバー           | 所属                    | パート・ポジション           | 会場内 個人別 投票数 | 合計 得票数        | 勝利による 加算票込 得票数 | 個人チッケム 番組公式動画 |
| ---------------------------------------------------- | ------------------ | ----------------------- | ---------------------------- | -------------------- | ------------------ | -------------------------- | ------------------------- |
| 「MAMA」 EXO                                         | ユン・ソビン       | JYP                     | センター メインボーカル      | 62                   | 327                | -                          | 降板                      |
| 「MAMA」 EXO                                         | カン・ソクファ     | 個人練習生              | サブボーカル１               | 30                   | 327                | -                          | 〇                        |
| 「MAMA」 EXO                                         | トニー             | HONGYI                  | サブボーカル２               | 24                   | 327                | -                          | 〇                        |
| 「MAMA」 EXO                                         | ファン・ユンソン   | Woollim                 | サブボーカル３               | 99                   | 327                | -                          | 〇                        |
| 「MAMA」 EXO                                         | カン・ミンヒ       | STARSHIP                | サブボーカル４               | 56                   | 327                | -                          | 〇                        |
| 「MAMA」 EXO                                         | ヒダカマヒロ       | YG                      | ラッパー1                    | 8                    | 327                | -                          | 〇                        |
| 「MAMA」 EXO                                         | ハン・ギチャン     | fantagio                | リーダー ラッパー２          | 48                   | 327                | -                          | 〇                        |
| 「Love Shot」 EXO                                    |                    |                         |                              |                      |                    |                            |                           |
| チョ・スンヨン                                       | YUE HUA            | メインボーカル          | 77                           | 517                  | 1,077              | 〇                         |                           |
| イ・ハンギョル                                       | MBK                | サブボーカル１          | 53                           | 517                  | 1,053              | 〇                         |                           |
| ホン・ソンジュン                                     | BRANDNEW MUSIC     | サブボーカル２          | 5                            | 517                  | 1,005              | 〇                         |                           |
| イ・セジン                                           | iME KOREA          | サブボーカル３          | 87                           | 517                  | 1,087              | 〇                         |                           |
| キム・ウソク                                         | TOP MEDIA          | センター サブボーカル４ | 210                          | 517                  | 1,210              | 〇                         |                           |
| クム・ドンヒョン                                     | C9                 | ラッパー１              | 50                           | 517                  | 1,050              | 〇                         |                           |
| キム・シフン                                         | BRANDNEW MUSIC     | リーダー ラッパー２     | 35                           | 517                  | 1,035              | 〇                         |                           |
| 「No More Dream」 BTS(防弾少年団)                    |                    |                         |                              |                      |                    |                            |                           |
| ホン・ソンヒョン                                     | Urban Works        | リーダー メインラッパー | 113                          | 597                  | 1,113              | 〇                         |                           |
| スティーブン・キム                                   | DS                 | サブラッパー１          | 75                           | 597                  | 1,075              | 〇                         |                           |
| キム・ヒョンビン                                     | SOURCE MUSIC       | センター サブラッパー２ | 285                          | 597                  | 1,285              | 〇                         |                           |
| ウォン・ヒョンシク                                   | Happy Face         | ボーカル１              | 32                           | 597                  | 1,032              | 〇                         |                           |
| キム・ソンヨン                                       | 個人練習生         | ボーカル２              | 80                           | 597                  | 1,080              | 〇                         |                           |
| イ・サンホ                                           | Gost               | ボーカル３              | 12                           | 597                  | 1,012              | 〇                         |                           |
| 「피 땀 눈물 (Blood Sweat & Tears)」 BTS(防弾少年団) | イ・ウォンジュン   | Eent                    | メインラッパー               | 51                   | 237                | -                          | 〇                        |
| 「피 땀 눈물 (Blood Sweat & Tears)」 BTS(防弾少年団) | イ・ファン         | DSP Media               | サブラッパー１               | 32                   | 237                | -                          | 〇                        |
| 「피 땀 눈물 (Blood Sweat & Tears)」 BTS(防弾少年団) | ユン・ヒョンジョ   | Gost                    | サブラッパー２               | 27                   | 237                | -                          | 〇                        |
| 「피 땀 눈물 (Blood Sweat & Tears)」 BTS(防弾少年団) | チョン・ヨンビン   | 個人練習生              | ボーカル１                   | 14                   | 237                | -                          | 〇                        |
| 「피 땀 눈물 (Blood Sweat & Tears)」 BTS(防弾少年団) | ムン・ヒョンビン   | STARSHIP                | ボーカル２                   | 59                   | 237                | -                          | 〇                        |
| 「피 땀 눈물 (Blood Sweat & Tears)」 BTS(防弾少年団) | パク・ユンソル     | NEST                    | ボーカル３                   | 54                   | 237                | -                          | 〇                        |
| 「무단침입 (Trespass)」 MONSTA X                     |                    |                         |                              |                      |                    |                            |                           |
| ユン・ミングク                                       | SOURCE MUSIC       | メインボーカル          | 39                           | 461                  | 1,039              | 〇                         |                           |
| ウィ・ジャウォル                                     | HONGYI             | サブボーカル１          | 218                          | 461                  | 1,218              | 〇                         |                           |
| イ・ギュヒョン                                       | WM                 | リーダー サブボーカル２ | 30                           | 461                  | 1,030              | 〇                         |                           |
| イ・ユジン                                           | 個人練習生         | サブボーカル３          | 111                          | 461                  | 1,111              | 〇                         |                           |
| ユ・ソンジュン                                       | YUE HUA            | ラッパー１              | 27                           | 461                  | 1,027              | 〇                         |                           |
| チョン・ジェフン                                     | Around us          | センター ラッパー２     | 36                           | 461                  | 1,036              | 〇                         |                           |
| 「DRAMARAMA」 MONSTA X                               | チェ・ジュンソン   | Jellyfish               | メインボーカル               | 15                   | 283                | -                          | 〇                        |
| 「DRAMARAMA」 MONSTA X                               | オ・セボム         | NEST                    | リーダー サブボーカル１      | 66                   | 283                | -                          | 〇                        |
| 「DRAMARAMA」 MONSTA X                               | ナム・ドンヒョン   | THE SOUTH               | サブボーカル２               | 84                   | 283                | -                          | 〇                        |
| 「DRAMARAMA」 MONSTA X                               | ユ・ゴンミン       | MILLION MARKET          | サブボーカル３               | 56                   | 283                | -                          | 〇                        |
| 「DRAMARAMA」 MONSTA X                               | キム・グァヌ       | KRAZY                   | センター ラッパー１          | 27                   | 283                | -                          | 〇                        |
| 「DRAMARAMA」 MONSTA X                               | キム・ドンギュ     | Urban Works             | ラッパー２                   | 35                   | 283                | -                          | 〇                        |
| 「아낀다 (Adore U)」 SEVENTTEN                       | チョン・ヒョヌ     | ASTORY                  | メインボーカル               | 30                   | 233                | -                          | 〇                        |
| 「아낀다 (Adore U)」 SEVENTTEN                       | ワン・グノ         | YG                      | サブボーカル１               | 50                   | 233                | -                          | 〇                        |
| 「아낀다 (Adore U)」 SEVENTTEN                       | パク・ソンホ       | sidusHQ                 | リーダー サブボーカル２      | 27                   | 233                | -                          | 〇                        |
| 「아낀다 (Adore U)」 SEVENTTEN                       | ムン・ジュノ       | Woollim                 | サブボーカル３               | 21                   | 233                | -                          | 〇                        |
| 「아낀다 (Adore U)」 SEVENTTEN                       | ソン・チャンハ     | KIWI MEDIA              | ラッパー１                   | 87                   | 233                | -                          | 〇                        |
| 「아낀다 (Adore U)」 SEVENTTEN                       | チェ・ジンファ     | WUZO                    | センター ラッパー２          | 18                   | 233                | -                          | 〇                        |
| 「박수 (Clap)」 SEVENTEEN                            | イ・ヒョプ         | 個人練習生              | メインボーカル               | 18                   | 544                | 1,018                      | 〇                        |
| 「박수 (Clap)」 SEVENTEEN                            | クォン・テウン     | A.CONIC                 | サブボーカル１               | 57                   | 544                | 1,057                      | 〇                        |
| 「박수 (Clap)」 SEVENTEEN                            | キム・ジンゴン     | ESteem                  | リーダー サブボーカル２      | 56                   | 544                | 1,056                      | 〇                        |
| 「박수 (Clap)」 SEVENTEEN                            | ハム・ウォンジン   | STARSHIP                | センター サブボーカル３      | 164                  | 544                | 1,164                      | 〇                        |
| 「박수 (Clap)」 SEVENTEEN                            | ナム・ドヒョン     | MBK                     | ラッパー１                   | 78                   | 544                | 1,078                      | 〇                        |
| 「박수 (Clap)」 SEVENTEEN                            | キム・ドンユン     | Woollim                 | ラッパー２                   | 71                   | 544                | 1,071                      | 〇                        |
| 「에너제틱 (Energetic)」 Wanna One                   |                    |                         |                              |                      |                    |                            |                           |
| チョン・ミョンフン                                   | AAP.Y              | メインボーカル          | 113                          | 582                  | 1,113              | 〇                         |                           |
| ウ・ジェウォン                                       | Around us          | リーダー サブボーカル１ | 39                           | 582                  | 1,039              | 〇                         |                           |
| アンザルディ・ティモシー                             | ESteem             | サブボーカル２          | 27                           | 582                  | 1,027              | 〇                         |                           |
| ピーク                                               | Chanderlier Music  | サブボーカル３          | 56                           | 582                  | 1,056              | 〇                         |                           |
| イ・ジュニョク                                       | DSP Media          | ラッパー１              | 173                          | 582                  | 1,173              | 〇                         |                           |
| ウォン・ヒョク                                       | Eent               | センター ラッパー２     | 174                          | 582                  | 1,174              | 〇                         |                           |
| 「켜줘 (Light)」 Wanna One                           | チェ・シヒョク     | Around us               | リーダー メインボーカル      | 18                   | 219                | -                          | 〇                        |
| 「켜줘 (Light)」 Wanna One                           | ウエハラジュン     | JH1                     | サブボーカル１               | 14                   | 219                | -                          | 〇                        |
| 「켜줘 (Light)」 Wanna One                           | チェ・ガホ         | SOURCE MUSIC            | サブボーカル２               | 69                   | 219                | -                          | 〇                        |
| 「켜줘 (Light)」 Wanna One                           | イ・ジェビン       | C9                      | サブボーカル３               | 35                   | 219                | -                          | 〇                        |
| 「켜줘 (Light)」 Wanna One                           | パク・ジニョル     | 個人練習生              | センター ラッパー１          | 41                   | 219                | -                          | 〇                        |
| 「켜줘 (Light)」 Wanna One                           | クォン・ヒジュン   | Cre.ker                 | ラッパー２                   | 42                   | 219                | -                          | 〇                        |
| 「Girls Girls Girls」 GOT7                           |                    |                         |                              |                      |                    |                            |                           |
| キム・グクホン                                       | MUSIC WORKS        | リーダー メインボーカル | 80                           | 463                  | 1,080              | 〇                         |                           |
| カン・ヒョンス                                       | AAP.Y              | サブボーカル１          | 17                           | 463                  | 1,017              | 〇                         |                           |
| ビョン・ソンテ                                       | Urban Works        | サブボーカル２          | 38                           | 463                  | 1,038              | 〇                         |                           |
| キム・ヒョンミン                                     | KIWI MEDIA         | サブボーカル３          | 15                           | 463                  | 1,015              | 〇                         |                           |
| チェ・ビョンチャン                                   | PLAN A             | センター サブボーカル４ | 135                          | 463                  | 1,135              | 〇                         |                           |
| キム・ソンヒョン                                     | Stone Music        | ラッパー１              | 101                          | 463                  | 1,101              | 〇                         |                           |
| ユリ                                                 | ESteem             | ラッパー２              | 77                           | 463                  | 1,077              | 〇                         |                           |
| 「Lullaby」 GOT7                                     | ソン・ユビン       | MUSIC WORKS             | メインボーカル               | 89                   | 331                | -                          | 〇                        |
| 「Lullaby」 GOT7                                     | イ・ハミン         | 個人練習生              | サブボーカル１               | 9                    | 331                | -                          | 〇                        |
| 「Lullaby」 GOT7                                     | チェ・スファン     | 個人練習生              | センター サブボーカル２      | 66                   | 331                | -                          | 〇                        |
| 「Lullaby」 GOT7                                     | チュ・チャンウク   | Woollim                 | サブボーカル３               | 59                   | 331                | -                          | 〇                        |
| 「Lullaby」 GOT7                                     | ユン・ジョンファン | BRANDNEW MUSIC          | リーダー サブボーカル４      | 39                   | 331                | -                          | 〇                        |
| 「Lullaby」 GOT7                                     | ペク・ジン         | VINE                    | ラッパー１                   | 51                   | 331                | -                          | 〇                        |
| 「Lullaby」 GOT7                                     | ファン・グムニュル | YUE HUA                 | ラッパー２                   | 19                   | 331                | -                          | 〇                        |
| 「Dejavu」 N'UEST W                                  | キム・ミンソ       | Urban Works             | センター メインボーカル      | 51                   | 144                | -                          | 〇                        |
| 「Dejavu」 N'UEST W                                  | イム・ダフン       | KIWI MEDIA              | サブボーカル１               | 8                    | 144                | -                          | 〇                        |
| 「Dejavu」 N'UEST W                                  | チェ・ビョンフン   | ENFANT TERRIBLE         | サブボーカル２               | 15                   | 144                | -                          | 〇                        |
| 「Dejavu」 N'UEST W                                  | キム・ヨンサン     | MBK                     | サブボーカル３               | 26                   | 144                | -                          | 〇                        |
| 「Dejavu」 N'UEST W                                  | キム・ジュンジェ   | THINK ABOUT             | ラッパー１                   | 18                   | 144                | -                          | 〇                        |
| 「Dejavu」 N'UEST W                                  | キム・スンファン   | ESteem                  | リーダー ラッパー２          | 26                   | 144                | -                          | 〇                        |
| 「WHERE YOU AT」 N'UEST W                            | イ・テスン         | マル企画                | メインボーカル               | 128                  | 588                | 1,128                      | 〇                        |
| 「WHERE YOU AT」 N'UEST W                            | ホ・ジノ           | ASTORY                  | リーダー サブボーカル１      | 59                   | 588                | 1,059                      | 〇                        |
| 「WHERE YOU AT」 N'UEST W                            | パク・シオン       | PLASMA                  | サブボーカル２               | 23                   | 588                | 1,023                      | 〇                        |
| 「WHERE YOU AT」 N'UEST W                            | キム・ミンソ       | Woollim                 | サブボーカル３               | 95                   | 588                | 1,095                      | 〇                        |
| 「WHERE YOU AT」 N'UEST W                            | ソン・ミンソ       | SF                      | センター ラッパー１          | 56                   | 588                | 1,056                      | 〇                        |
| 「WHERE YOU AT」 N'UEST W                            | イ・ウジン         | マル企画                | ラッパー２                   | 227                  | 588                | 1,227                      | 〇                        |
| 「일곱 번째 감각 (The 7th Sense)」 NCT U             | キム・ドンビン     | MLD                     | メインラッパー               | 27                   | 248                | -                          | 〇                        |
| 「일곱 번째 감각 (The 7th Sense)」 NCT U             | イ・ジヌ           | マル企画                | サブラッパー１               | 36                   | 248                | -                          | 〇                        |
| 「일곱 번째 감각 (The 7th Sense)」 NCT U             | ソン・ヒョンジュン | STARSHIP                | サブラッパー２               | 45                   | 248                | -                          | 〇                        |
| 「일곱 번째 감각 (The 7th Sense)」 NCT U             | ク・ジョンモ       | STARSHIP                | ボーカル１                   | 45                   | 248                | -                          | 〇                        |
| 「일곱 번째 감각 (The 7th Sense)」 NCT U             | キム・ミンギュ     | Jellyfish               | ボーカル２                   | 78                   | 248                | -                          | 〇                        |
| 「일곱 번째 감각 (The 7th Sense)」 NCT U             | イ・ミダム         | AAP.Y                   | センター リーダー ボーカル３ | 17                   | 248                | -                          | 〇                        |
| 「BOSS」 NCT U                                       | キム・ヨハン       | OUI                     | メインラッパー               | 170                  | 566                | 1,170                      | 〇                        |
| 「BOSS」 NCT U                                       | イ・ウンサン       | BRANDNEW MUSIC          | サブラッパー１               | 48                   | 566                | 1,048                      | 〇                        |
| 「BOSS」 NCT U                                       | イ・ジニョク       | TOP Media               | センター サブラッパー２      | 93                   | 566                | 1,093                      | 〇                        |
| 「BOSS」 NCT U                                       | ハン・スンウ       | PLAN A                  | リーダー ボーカル１          | 99                   | 566                | 1,099                      | 〇                        |
| 「BOSS」 NCT U                                       | ソン・ドンピョ     | DSP Media               | ボーカル２                   | 54                   | 566                | 1,054                      | 〇                        |
| 「BOSS」 NCT U                                       | チャ・ジュノ       | Woollim                 | ボーカル３                   | 102                  | 566                | 1,102                      | 〇                        |

### ビジュアルセンタートップ11
エピソード5（第5回放送）にて練習生内の投票により、ビジュアルセンターだと思う上位11位の練習生を発表。なお、このランキングの結果は練習生の当落とは関係しない。
| ビジュアルセンタートップ11 | ビジュアルセンタートップ11 | ビジュアルセンタートップ11 | ビジュアルセンタートップ11                                |
| 順位                       | メンバー                   | 所属                       | 視聴者投票順位（推移）                                    |
| -------------------------- | -------------------------- | -------------------------- | --------------------------------------------------------- |
| 1位                        | キム・ミンギュ             | Jellyfish                  | 1位→3位→2位→2位→3位→10位→5位→17位（最終発表で脱落）       |
| 2位                        | キム・ウソク               | TOP MEDIA                  | 5位→7位→6位→4位→1位→1位→2位→2位（X１選抜）                |
| 3位                        | キム・ヨハン               | OUI                        | 3位→1位→1位→1位→5位→3位→1位→1位（X１選抜）                |
| 4位                        | チャ・ジュノ               | Woollim                    | 4位→11位→11位→11位→15位→13位→11位→9位（X１選抜）          |
| 5位                        | ク・ジョンモ               | STARSHIP                   | 2位→9位→9位→9位→8位→5位→15位→13位（最終発表で脱落）       |
| 6位                        | チェ・ビョンチャン         | PLAN A                     | 20位→25位→20位→19位→14位→16位（第9回放送で降板）          |
| 7位                        | ソン・ヒョンジュン         | STARSHIP                   | 9位→10位→4位→3位→2位→4位→8位→4位（X１選抜）               |
| 8位                        | イ・ウンサン               | BRANDNEW MUSIC             | 14位→2位→3位→5位→6位→6位→9位→11位（X）（X１選抜）         |
| 9位                        | ペク・ジン                 | VINE                       | 30位→32位→42位→45位→30位→36位（第2回発表で脱落）          |
| 10位                       | ファン・ユンソン           | Woollim                    | 13位→24位→22位→15位→21位→18位→13位→15位（最終発表で脱落） |
| 11位                       | ユリ                       | ESteem                     | 33位→34位→27位→29位→33位→40位（第2回発表で脱落）          |

### ポジション評価バトル
| ポジション評価結果 | ポジション評価結果                                          | ポジション評価結果 | ポジション評価結果                   | ポジション評価結果                        | ポジション評価結果        | ポジション評価結果 | ポジション評価結果 | ポジション評価結果        |
| 種目別             | 課題曲                                                      | メンバー           | 所属                                 | パート・ ポジション                       | チーム内順位 (会場内投票) | 全体順位           | 会場内 得票数      | 個人チッケム 番組公式動画 |
| ------------------ | ----------------------------------------------------------- | ------------------ | ------------------------------------ | ----------------------------------------- | ------------------------- | ------------------ | ------------------ | ------------------------- |
| ボーカル           | 「멍청이 (TWIT)」 ファサ (MAMAMOO)                          | ユン・ジョンファン | BRANDNEW MUSIC                       | リーダー・センター（メインボーカル）      | 2位                       |                    | 427                | 〇                        |
| ボーカル           | 「멍청이 (TWIT)」 ファサ (MAMAMOO)                          | カン・ソクファ     | 個人練習生                           |                                           | 5位                       |                    | 272                | 〇                        |
| ボーカル           | 「멍청이 (TWIT)」 ファサ (MAMAMOO)                          | イ・ミダム         | AAP.Y                                |                                           | 4位                       |                    | 317                | 〇                        |
| ボーカル           | 「멍청이 (TWIT)」 ファサ (MAMAMOO)                          | イ・ウンサン       | BRANDNEW MUSIC                       |                                           | 1位                       |                    | 490                | 〇                        |
| ボーカル           | 「멍청이 (TWIT)」 ファサ (MAMAMOO)                          | イ・ヒョプ         | 個人練習生                           |                                           | 3位                       |                    | 413                | 〇                        |
| ボーカル           | 「너를 만나 (Me after you)」 ポール・キム (폴킴)            |                    |                                      |                                           |                           |                    |                    |                           |
| ボーカル           | ハン・スンウ                                                | PLAN A             | リーダー・センター（メインボーカル） | 1位                                       |                           | 580                | 〇                 |                           |
| ボーカル           | チャ・ジュノ                                                | Woollim            |                                      | 2位                                       |                           | 533                | 〇                 |                           |
| ボーカル           | キム・ヒョンビン                                            | SOURCE MUSIC       |                                      | 4位                                       |                           |                    | 〇                 |                           |
| ボーカル           | キム・ヨハン                                                | OUI                |                                      | 5位                                       |                           | 362                | 〇                 |                           |
| ボーカル           | ウィ・ジャウォル                                            | HONGYI             |                                      | 3位                                       |                           |                    | 〇                 |                           |
| ボーカル           | 「보여 (Day By Day) 」 Wanna One                            | クォン・テウン     | A.CONIC                              |                                           | 2位                       |                    | 384                | 〇                        |
| ボーカル           | 「보여 (Day By Day) 」 Wanna One                            | ソン・ユビン       | THE MUSICWORKS                       | センター（メインボーカル）                | 1位                       |                    | 545                | 〇                        |
| ボーカル           | 「보여 (Day By Day) 」 Wanna One                            | チェ・スファン     | 個人練習生                           |                                           | 5位                       |                    | 235                | 〇                        |
| ボーカル           | 「보여 (Day By Day) 」 Wanna One                            | ナム・ドンヒョン   | THE SOUTH                            | リーダー                                  | 4位                       |                    | 262                | 〇                        |
| ボーカル           | 「보여 (Day By Day) 」 Wanna One                            | ムン・ジュノ       | Woollim                              |                                           | 3位                       |                    | 293                | 〇                        |
| ボーカル           | 「나의 사춘기에게(To My Youth) 」 Bolbbalgan4（赤頬思春期） | イ・ジヌ           | マル企画                             |                                           | 2位                       |                    | 571                | 〇                        |
| ボーカル           | 「나의 사춘기에게(To My Youth) 」 Bolbbalgan4（赤頬思春期） | キム・ウソク       | TOP MEDIA                            | リーダー・センター（メインボーカル）      | 1位                       | 1位（ボーカル枠）  | 606                | 〇                        |
| ボーカル           | 「나의 사춘기에게(To My Youth) 」 Bolbbalgan4（赤頬思春期） | イ・セジン         | iME KOREA                            |                                           | 5位                       |                    |                    | 〇                        |
| ボーカル           | 「나의 사춘기에게(To My Youth) 」 Bolbbalgan4（赤頬思春期） | キム・ミンギュ     | Jellyfish                            |                                           | 3位                       |                    | 508                | 〇                        |
| ボーカル           | 「나의 사춘기에게(To My Youth) 」 Bolbbalgan4（赤頬思春期） | チェ・ビョンチャン | PLAN A                               |                                           | 4位                       |                    | 473                | 〇                        |
| ラップ             | 「말해 Yes Or No 」 ZICO (Feat. PENOMECO, The Quiett)       |                    |                                      |                                           |                           |                    |                    |                           |
| ラップ             | 「말해 Yes Or No 」 ZICO (Feat. PENOMECO, The Quiett)       | ナム・ドヒョン     | MBK                                  | センター（メインラッパー）                | 1位                       |                    | 499                | 〇                        |
| ラップ             | 「말해 Yes Or No 」 ZICO (Feat. PENOMECO, The Quiett)       | チョ・スンヨン     | YUE HUA                              | リーダー                                  | 2位                       |                    | 478                | 〇                        |
| ラップ             | 「말해 Yes Or No 」 ZICO (Feat. PENOMECO, The Quiett)       | キム・ソンヨン     | 個人練習生                           |                                           | 3位                       |                    | 378                | 〇                        |
| ラップ             | 「말해 Yes Or No 」 ZICO (Feat. PENOMECO, The Quiett)       | チョン・ジェフン   | Around us                            |                                           | 4位                       |                    | 354                | 〇                        |
| ラップ             | 「바코드(Barcode) 」 HAON&VINXEN                            | イ・ウジン         | マル企画                             |                                           | 3位                       |                    | 367                | 〇                        |
| ラップ             | 「바코드(Barcode) 」 HAON&VINXEN                            | ウォン・ヒョク     | Eent                                 |                                           | 1位                       | 1位（ラップ枠）    | 514                | 〇                        |
| ラップ             | 「바코드(Barcode) 」 HAON&VINXEN                            | ペク・ジン         | VINE                                 | リーダー・センター（メインラッパー）      | 2位                       |                    | 410                | 〇                        |
| ラップ             | 「바코드(Barcode) 」 HAON&VINXEN                            | ユリ               | ESteem                               |                                           | 4位                       |                    | 340                | 〇                        |
| ダンス             | 「Finesse」 ブルーノ・マーズ                                | キム・シフン       | BRANDNEW MUSIC                       | リーダー                                  | 5位                       |                    | 374                | 〇                        |
| ダンス             | 「Finesse」 ブルーノ・マーズ                                | イ・ハンギョル     | MBK                                  | センター（メインダンサー）                | 1位                       |                    | 563                | 〇                        |
| ダンス             | 「Finesse」 ブルーノ・マーズ                                | ソン・ヒョンジュン | STARSHIP                             |                                           | 2位                       |                    | 539                | 〇                        |
| ダンス             | 「Finesse」 ブルーノ・マーズ                                | ハム・ウォンジン   | STARSHIP                             |                                           | 4位                       |                    | 452                | 〇                        |
| ダンス             | 「Finesse」 ブルーノ・マーズ                                | カン・ミンヒ       | STARSHIP                             |                                           | 3位                       |                    | 458                | 〇                        |
| ダンス             | 「Finesse」 ブルーノ・マーズ                                | キム・ドンユン     | Woollim                              |                                           | 6位                       |                    | 301                | 〇                        |
| ダンス             | 「Finesse」 ブルーノ・マーズ                                | チュ・チャンウク   | Woollim                              |                                           | 7位                       |                    | 275                | 〇                        |
| ダンス             | 「Believer」 イマジン・ドラゴンズ                           | キム・グクホン     | THE MUSICWORKS                       | センター（メインダンサー）                | 4位                       |                    | 485                | 〇                        |
| ダンス             | 「Believer」 イマジン・ドラゴンズ                           | キム・ドンビン     | MLD                                  |                                           | 5位                       |                    | 290                | 〇                        |
| ダンス             | 「Believer」 イマジン・ドラゴンズ                           | クム・ドンヒョン   | C9                                   |                                           | 2位                       |                    | 586                | 〇                        |
| ダンス             | 「Believer」 イマジン・ドラゴンズ                           | ソン・ドンピョ     | DSPメディア                          |                                           | 3位                       |                    | 487                | 〇                        |
| ダンス             | 「Believer」 イマジン・ドラゴンズ                           | パク・ソンホ       | sidusHQ                              |                                           | 6位                       |                    | 175                | 〇                        |
| ダンス             | 「Believer」 イマジン・ドラゴンズ                           | ファン・ユンソン   | Woollim                              | リーダー                                  | 1位                       |                    | 612                | 〇                        |
| ダンス             | 「Swalla 」 ジェイソン・デルーロ                            | イ・テスン         | マル企画                             |                                           | 4位                       |                    | 451                | 〇                        |
| ダンス             | 「Swalla 」 ジェイソン・デルーロ                            | カン・ヒョンス     | AAP.Y                                | センター（メインダンサー）                | 1位                       | 1位（ダンス枠）    | 616                | 〇                        |
| ダンス             | 「Swalla 」 ジェイソン・デルーロ                            | キム・ミンソ       | Woollim                              |                                           | 5位                       |                    | 386                | 〇                        |
| ダンス             | 「Swalla 」 ジェイソン・デルーロ                            | チェ・ジュンソン   | Jellyfish                            |                                           | 3位                       |                    | 478                | 〇                        |
| ダンス             | 「Swalla 」 ジェイソン・デルーロ                            | パク・ユンソル     | NEST                                 | リーダー                                  | 2位                       |                    | 601                | 〇                        |
| ダンス             | 「Swalla 」 ジェイソン・デルーロ                            | ワン・グノ         | YG                                   |                                           | 6位                       |                    | 290                | 〇                        |
| ボーカルXダンス    | 「Attention」 チャーリー・プース                            | ヒダカマヒロ       | YG                                   | センター（メインボーカルXメインダンサー） | 7位                       |                    |                    | 〇                        |
| ボーカルXダンス    | 「Attention」 チャーリー・プース                            | キム・ソンヒョン   | Stone Music                          | リーダー                                  | 3位                       |                    | 330                | 〇                        |
| ボーカルXダンス    | 「Attention」 チャーリー・プース                            | ク・ジョンモ       | STARSHIP                             |                                           | 1位                       |                    | 476                | 〇                        |
| ボーカルXダンス    | 「Attention」 チャーリー・プース                            | ムン・ヒョンビン   | STARSHIP                             |                                           | 4位                       |                    | 319                | 〇                        |
| ボーカルXダンス    | 「Attention」 チャーリー・プース                            | トニー             | HONGYI                               |                                           | 5位                       |                    | 302                | 〇                        |
| ボーカルXダンス    | 「Attention」 チャーリー・プース                            | ハン・ギチャン     | fantagio                             |                                           | 2位                       |                    | 349                | 〇                        |
| ボーカルXダンス    | 「Attention」 チャーリー・プース                            | ホン・ソンジュン   | BRANDNEW MUSIC                       |                                           | 6位                       |                    |                    | 〇                        |
| ラップXダンス      | 「거북선 (Turtle Ship) 」 Ja Mezz, Andup , MINO             | イ・ウォンジュン   | Eent                                 | リーダー                                  | 2位                       |                    | 335                | 〇                        |
| ラップXダンス      | 「거북선 (Turtle Ship) 」 Ja Mezz, Andup , MINO             | イ・ジニョク       | TOP MEDIA                            | センター（メインラッパーXメインダンサー） | 1位                       | 1位（X枠）         | 680                | 〇                        |
| ラップXダンス      | 「거북선 (Turtle Ship) 」 Ja Mezz, Andup , MINO             | イ・ユジン         | 個人練習生                           |                                           | 6位                       |                    | 138                | 〇                        |
| ラップXダンス      | 「거북선 (Turtle Ship) 」 Ja Mezz, Andup , MINO             | ウ・ジェウォン     | Around us                            |                                           | 3位                       |                    | 236                | 〇                        |
| ラップXダンス      | 「거북선 (Turtle Ship) 」 Ja Mezz, Andup , MINO             | クォン・ヒジュン   | Cre.ker                              |                                           | 4位                       |                    | 206                | 〇                        |
| ラップXダンス      | 「거북선 (Turtle Ship) 」 Ja Mezz, Andup , MINO             | ピーク             | Chanderlier Music                    |                                           | 5位                       |                    | 194                | 〇                        |

### X復活バトル
- 対象投票期間 　2019年6月22日 2:00 ～ 2019年6月23日 23:00（韓国の現地時間。任意の練習生1名を選び投票）

| X復活バトル結果             | X復活バトル結果    | X復活バトル結果   | X復活バトル結果                                                                          | X復活バトル結果      | X復活バトル結果 | X復活バトル結果 | X復活バトル結果 |
| 順位 ep.8時点 （第8回放送） | 練習者名           | 所属              | 課題曲目                                                                                 | 本放送               | X復活 PR動画    | 結果            |                 |
| --------------------------- | ------------------ | ----------------- | ---------------------------------------------------------------------------------------- | -------------------- | --------------- | --------------- | --------------- |
| 31位                        | キム・ドンユン     | Woollim           | 「박수(Clap)」SEVENTEEN 「Finesse」ブルーノ・マーズ                                      | 未放送               | 〇              | 復活生存        |                 |
| 32位                        | ムン・ヒョンビン   | STARSHIP          | 「X1-MA(_ジマ)」 「너를 만나(Me After You)」ポール・キム                                 | ep.8 (第8回放送)     | 〇              | 脱落（上位4名） |                 |
| 33位                        | ウォン・ヒョク     | Eent              | 「X1-MA(_ジマ)」 「나의 사춘기에게(To My Youth)」Bolbbalgan4（赤頬思春期）               | ep.8 (第8回放送)     | 〇              | 脱落            |                 |
| 34位                        | クォン・テウン     | A.CONIC           | 「너를 만나(Me After You)」ポール・キム ポール・キム 「보여(Day By Day)」 Wanna One      | 未放送               | 〇              | 脱落（上位4名） |                 |
| 35位                        | カン・ソクファ     | 個人練習生        | 「MAMA」EXO 「나의 사춘기에게(To My Youth)」Bolbbalgan4（赤頬思春期） 「Listen」ビヨンセ | 未放送               | 〇              | 脱落            |                 |
| 36位                        | ペク・ジン         | VINE              | 「바코드(Barcode)」 HAON&VINXEN 「Lazarus」Trip Lee                                      | ep.8 (第8回放送)     | 〇              | 脱落（上位4名） |                 |
| 37位                        | イ・ミダム         | AAP.Y             | 「너를 만나(Me After You)」ポール・キム 「멍청이(TWIT)」ファサ(MAMAMOO)                  | 未放送 ※PR部分は放送 | 〇              | 脱落            |                 |
| 38位                        | ユン・ジョンファン | BRANDNEW MUSIC    | 「X1-MA(_ジマ)」 「나의 사춘기에게(To My Youth)」Bolbbalgan4（赤頬思春期）               | 未放送               | 〇              | 脱落            |                 |
| 39位                        | チョン・ジェフン   | Around us         | 「너를 만나(Me After You)」ポール・キム 「SOFA」Crush                                    | ep.8 (第8回放送)     | 〇              | 脱落            |                 |
| 40位                        | ユリ               | ESteem            | 「X1-MA(_ジマ)」 「바코드(Barcode)」 HAON&VINXEN 「YOU NEVER WALK ALONE」BTS(防弾少年団) | 未放送               | 〇              | 脱落            |                 |
| 41位                        | イ・ウジン         | マル企画          | 「X1-MA(_ジマ)」 「바코드(Barcode)」HAON&VINXEN                                          | 未放送               | 〇              | 脱落            |                 |
| 42位                        | キム・ドンビン     | MLD               | 「X1-MA(_ジマ)」 「BOSS」NCT U 「전하지 못한 진심(The Truth Untold)」BTS(防弾少年団)     | ep.8 (第8回放送)     | 〇              | 脱落            |                 |
| 43位                        | ウィ・ジャウォル   | HONGYI            | 「너를 만나(Me After You)」ポール・キム 「에너제틱(Energetic)」Wanna One                 | 未放送               | 〇              | 脱落            |                 |
| 44位                        | キム・ソンヒョン   | Stone Music       | 「말해 Yes Or No」ZICO(Feat. PENOMECO, The Quiett) 「Believer」イマジン・ドラゴンズ      | 未放送 ※PR部分は放送 | 〇              | 脱落            |                 |
| 45位                        | キム・ソンヨン     | 個人練習生        | 「X1-MA(_ジマ)」 「너를 만나(Me After You)」ポール・キム                                 | ep.8 (第8回放送)     | 〇              | 脱落            |                 |
| 46位                        | チェ・ジュンソン   | Jellyfish         | 「X1-MA(_ジマ)」 「너를 만나(Me After You)」ポール・キム                                 | 未放送               | 〇              | 脱落            |                 |
| 47位                        | イ・ウォンジュン   | Eent              | 「X1-MA(_ジマ)」 「너를 만나(Me After You)」ポール・キム                                 | 未放送 ※PR部分は放送 | 〇              | 脱落            |                 |
| 48位                        | パク・ユンソル     | NEST              | 「X1-MA(_ジマ)」 「Swalla」ジェイソン・デルーロ 「Stuck On Stupid」クリス・ブラウン      | ep.8 (第8回放送)     | 〇              | 脱落            |                 |
| 49位                        | 日高真宙           | YG                | 「X1-MA(_ジマ)」 「Attention」チャーリー・プース 「We Own It (Fast&Furious)」2チェインズ | 未放送               | 〇              | 脱落            |                 |
| 50位                        | ピーク             | Chanderlier Music | 「거북선(Turtle)｣ Ja Mezz,Andup,MINO 「Believer」イマジン・ドラゴンズ                    | 未放送               | 〇              | 脱落            |                 |
| 51位                        | ホン・ソンジュン   | BRANDNEW MUSIC    | 「X1-MA(_ジマ)」 「Attention」チャーリー・プース                                         | ep.8 (第8回放送)     | 〇              | 脱落            |                 |
| 52位                        | キム・ミンソ       | Woollim           | 「X1-MA(_ジマ)」 「Swalla」ジェイソン・デルーロ                                          | 未放送               | 〇              | 脱落            |                 |
| 53位                        | イ・テスン         | マル企画          | 「너를 만나(Me After You)」ポール・キム 「Love Shot」EXO                                 | 未放送               | 〇              | 脱落            |                 |
| 54位                        | ウ・ジェウォン     | Around us         | 「너를 만나(Me After You)」ポール・キム 「아낀다(Adore U)」SEVENTTEN                     | 未放送               | 〇              | 脱落            |                 |
| 55位                        | イ・ユジン         | 個人練習生        | 「X1-MA(_ジマ)」 「Dejavu」NU'EST W                                                      | ep.8 (第8回放送)     | 〇              | 脱落            |                 |
| 56位                        | クォン・ヒジュン   | Cre.ker           | 「X1-MA(_ジマ)」 「바코드(Barcode)」 HAON&VINXEN                                         | 未放送               | 〇              | 脱落            |                 |
| 57位                        | ハン・ギチャン     | fantagio          | 「X1-MA(_ジマ)」 「Attention」チャーリー・プース                                         | 未放送               | 〇              | 脱落            |                 |
| 58位                        | ワン・グノ         | YG                | 「X1-MA(_ジマ)」 「Swalla」ジェイソン・デルーロ                                          | 未放送               | 〇              | 脱落            |                 |
| 59位                        | ムン・ジュノ       | Woollim           | 「너를 만나(Me After You)」ポール・キム 「To be honest」キム・ナヨン                     | 未放送               | 〇              | 脱落            |                 |
| 60位                        | ナム・ドンヒョン   | THE SOUTH         | 「X1-MA(_ジマ)」※アコースティック・ギターver 「무단침입 (Trespass)」MONSTA X             | 未放送               | 〇              | 脱落            |                 |

### コンセプト評価

#### グループ編成・再編成
| コンセプト評価グループ編成・再編結果 | コンセプト評価グループ編成・再編結果 | コンセプト評価グループ編成・再編結果 | コンセプト評価グループ編成・再編結果 | コンセプト評価グループ編成・再編結果 | コンセプト評価グループ編成・再編結果 | コンセプト評価グループ編成・再編結果 | コンセプト評価グループ編成・再編結果 |
| 楽曲名                               | 暫定メンバ－ エピソード8時点         | 所属名                               | 仮ポジション                         | 再編等結果 メンバー内投票            | 確定メンバー エピソード9時点         | 所属名                               | 備考                                 |
| ------------------------------------ | ------------------------------------ | ------------------------------------ | ------------------------------------ | ------------------------------------ | ------------------------------------ | ------------------------------------ | ------------------------------------ |
| U GOT IT                             |                                      |                                      |                                      |                                      |                                      |                                      |                                      |
| キム・ヨハン                         | OUI                                  |                                      | 1位（残留）                          | キム・ヨハン                         | OUI                                  |                                      |                                      |
| ファン・ユンソン                     | Woollim                              |                                      | 2位（残留）                          | ファン・ユンソン                     | Woollim                              |                                      |                                      |
| ハン・スンウ                         | PLAN A                               | リーダー                             | 3位（残留）                          | ハン・スンウ                         | PLAN A                               |                                      |                                      |
| キム・ウソク                         | TOP MEDIA                            | センター                             | 4位（残留）                          | キム・ウソク                         | TOP MEDIA                            |                                      |                                      |
| チャ・ジュノ                         | Woollim                              |                                      | 5位（残留）                          | チャ・ジュノ                         | Woollim                              |                                      |                                      |
| イ・ウンサン                         | BRAND NEW MUSIC                      |                                      | 6位（残留）                          | イ・ウンサン                         | BRAND NEW MUSIC                      |                                      |                                      |
| ナム・ドヒョン                       | MBK                                  |                                      | 7位（移動）                          | -                                    | -                                    |                                      |                                      |
| ソン・ユビン                         | THE MUSICWORKS                       |                                      | 8位（移動）                          | -                                    | -                                    |                                      |                                      |
| イ・ヒョプ                           | THE MUSICWORKS                       |                                      | 9位（移動）                          | -                                    | -                                    |                                      |                                      |
| チェ・ジュンソン                     | Jellyfish                            | センター                             | （脱落）                             | -                                    | -                                    |                                      |                                      |
| 日高真宙                             | YG                                   |                                      | （脱落）                             | -                                    | -                                    |                                      |                                      |
| ピーク                               | Chanderlier Music                    |                                      | （脱落）                             | -                                    | -                                    |                                      |                                      |
| 움직여(MOVE)                         |                                      |                                      |                                      |                                      |                                      |                                      |                                      |
| チョ・スンヨン                       | YUE HUA                              | センター・リーダー                   | 1位（残留）                          | チョ・スンヨン                       | YUE HUA                              |                                      |                                      |
| イ・ジニョク                         | TOP MEDIA                            |                                      | 2位（残留）                          | イ・ジニョク                         | TOP MEDIA                            |                                      |                                      |
| キム・グクホン                       | THE MUSICWORKS                       |                                      | 3位（残留）                          | キム・グクホン                       | THE MUSICWORKS                       |                                      |                                      |
| イ・ハンギョル                       | MBK                                  |                                      | 4位（残留）                          | イ・ハンギョル                       | MBK                                  |                                      |                                      |
| チェ・ビョンチャン                   | PLAN A                               |                                      | 5位（残留）                          | チェ・ビョンチャン                   | PLAN A                               |                                      |                                      |
| キム・ヒョンビン                     | SOURCE MUSIC                         |                                      | 6位（残留）                          | キム・ヒョンビン                     | SOURCE MUSIC                         |                                      |                                      |
| キム・シフン                         | BRANDNEW MUSIC                       |                                      | 7位（移動）                          | -                                    | -                                    |                                      |                                      |
| ペク・ジン                           | VINE                                 | センター                             | （脱落）                             | -                                    | -                                    |                                      |                                      |
| イ・ミダム                           | AAP.Y                                |                                      | （脱落）                             | -                                    | -                                    |                                      |                                      |
| ユリ                                 | ESteem                               |                                      | （脱落）                             | -                                    | -                                    |                                      |                                      |
| キム・ソンヒョン                     | Stone Music                          |                                      | （脱落）                             | -                                    | -                                    |                                      |                                      |
| パク・ユンソル                       | NEST                                 |                                      | （脱落）                             | -                                    | -                                    |                                      |                                      |
| 이뻐이뻐(Pretty Girl)                |                                      |                                      |                                      |                                      |                                      |                                      |                                      |
| ハム・ウォンジン                     | STARSHIP                             | センター                             | 1位（残留）                          | ハム・ウォンジン                     | STARSHIP                             |                                      |                                      |
| ソン・ヒョンジュン                   | STARSHIP                             |                                      | 2位（残留）                          | ソン・ヒョンジュン                   | STARSHIP                             |                                      |                                      |
| イ・ジヌ                             | マル企画                             |                                      | 3位（残留）                          | イ・ジヌ                             | マル企画                             |                                      |                                      |
| ソン・ドンピョ                       | DSPメディア                          | センター                             | 4位（残留）                          | ソン・ドンピョ                       | DSPメディア                          |                                      |                                      |
| ク・ジョンモ                         | STARSHIP                             |                                      | 5位（残留）                          | ク・ジョンモ                         | STARSHIP                             |                                      |                                      |
| カン・ミンヒ                         | STARSHIP                             |                                      | 6位（残留）                          | カン・ミンヒ                         | STARSHIP                             |                                      |                                      |
| イ・セジン                           | iME KOREA                            |                                      | 7位（移動）                          | -                                    | -                                    |                                      |                                      |
| チュ・チャンウク                     | Woollim                              |                                      | 8位（移動）                          | -                                    | -                                    |                                      |                                      |
| クム・ドンヒョン                     | C9                                   |                                      | 9位（移動）                          | -                                    | -                                    |                                      |                                      |
| キム・ミンギュ                       | Jellyfish                            |                                      | 10位（移動）                         | -                                    | -                                    |                                      |                                      |
| キム・ドンユン                       | Woollim                              |                                      | (復活後・移動)                       | -                                    | -                                    |                                      |                                      |
| ユン・ジョンファン                   | BRANDNEW MUSIC                       |                                      | （脱落）                             | -                                    | -                                    |                                      |                                      |
| Monday to Sunday                     |                                      |                                      |                                      |                                      |                                      |                                      |                                      |
| トニー                               | HONGYI                               |                                      | （残留）                             | トニー                               | HONGYI                               |                                      |                                      |
| カン・ソクファ                       | 個人練習生                           | センター                             | （脱落）                             | ナム・ドヒョン                       | MBK                                  |                                      |                                      |
| チョン・ジェフン                     | Around us                            |                                      | （脱落）                             | キム・ミンギュ                       | Jellyfish                            |                                      |                                      |
| イ・ウジン                           | マル企画                             |                                      | （脱落）                             | イ・セジン                           | iME KOREA                            |                                      |                                      |
| ウィ・ジャウォル                     | HONGYI                               |                                      | （脱落）                             | イ・ヒョプ                           | 個人練習生                           |                                      |                                      |
| イ・ウォンジュン                     | Eent                                 |                                      | （脱落）                             | チュ・チャンウク                     | Woollim                              |                                      |                                      |
| ホン・ソンジュン                     | BRANDNEW MUSIC                       | センター                             | （脱落）                             | キム・ドンユン                       | Woollim                              | 同チームの受け入れ表明で移動。       |                                      |
| イ・テスン                           | マル企画                             |                                      | （脱落）                             | -                                    | -                                    |                                      |                                      |
| ウ・ジェウォン                       | Around us                            | リーダー                             | （脱落）                             | -                                    | -                                    |                                      |                                      |
| イ・ユジン                           | 個人練習生                           |                                      | （脱落）                             | -                                    | -                                    |                                      |                                      |
| ハン・ギチャン                       | fantagio                             |                                      | （脱落）                             | -                                    | -                                    |                                      |                                      |
| ムン・ジュノ                         | Woollim                              |                                      | （脱落）                             | -                                    | -                                    |                                      |                                      |
| Super Special Girl                   |                                      |                                      |                                      |                                      |                                      |                                      |                                      |
| カン・ヒョンス                       | AAP.Y                                | センター                             | （残留）                             | カン・ヒョンス                       | AAP.Y                                |                                      |                                      |
| パク・ソンホ                         | sidusHQ                              |                                      | （残留）                             | パク・ソンホ                         | sidusHQ                              |                                      |                                      |
| チェ・スファン                       | 個人練習生                           | センター・リーダー                   | （残留）                             | チェ・スファン                       | 個人練習生                           |                                      |                                      |
| ムン・ヒョンビン                     | STARSHIP                             |                                      | （脱落）                             | クム・ドンヒョン                     | C9                                   |                                      |                                      |
| ウォン・ヒョク                       | Eent                                 |                                      | （脱落）                             | ソン・ユビン                         | THE MUSICWORKS                       |                                      |                                      |
| クォン・テウン                       | A.CONIC                              |                                      | （脱落）                             | キム・シフン                         | BRANDNEW MUSIC                       |                                      |                                      |
| キム・ドンビン                       | MLD                                  |                                      | （脱落）                             | -                                    | -                                    |                                      |                                      |
| キム・ソンヨン                       | 個人練習生                           |                                      | （脱落）                             | -                                    | -                                    |                                      |                                      |
| キム・ミンソ                         | Woollim                              |                                      | （脱落）                             | -                                    | -                                    |                                      |                                      |
| クォン・ヒジュン                     | Cre.ker                              |                                      | （脱落）                             | -                                    | -                                    |                                      |                                      |
| ワン・グノ                           | YG                                   |                                      | （脱落）                             | -                                    | -                                    |                                      |                                      |
| ナム・ドンヒョン                     | THE SOUTH                            |                                      | （脱落）                             | -                                    | -                                    |                                      |                                      |

#### コンセプトステージ評価
| コンセプト評価結果    | コンセプト評価結果 | コンセプト評価結果 | コンセプト評価結果 | コンセプト評価結果               | コンセプト評価結果  | コンセプト評価結果               | コンセプト評価結果 | コンセプト評価結果    | コンセプト評価結果        | コンセプト評価結果 | コンセプト評価結果 |
| 楽曲名                | チーム名           | メンバ－           | 所属名             | ポジション                       | 個人票数 （加算前） | 個人票数 （ベネフィット 加算後） | チーム内 順位      | 全体順位 (加算票除く) | 個人チッケム 番組公式動画 | 団体順位           | 団体票数           |
| --------------------- | ------------------ | ------------------ | ------------------ | -------------------------------- | ------------------- | -------------------------------- | ------------------ | --------------------- | ------------------------- | ------------------ | ------------------ |
| U GOT IT              | GOT U              | ハン・スンウ       | PLAN A             | メインボーカル                   | 91                  | 20,091                           | 4位                | 10位                  | 〇                        | 512                | 1位                |
| U GOT IT              | GOT U              | イ・ウンサン       | BRAND NEW MUSIC    | ラッパー                         | 95                  | 20,095                           | 3位                | 8位                   | 〇                        | 512                | 1位                |
| U GOT IT              | GOT U              | チャ・ジュノ       | Woollim            | サブボーカル                     | 31                  | 20,031                           | 6位                |                       | 〇                        | 512                | 1位                |
| U GOT IT              | GOT U              | ファン・ユンソン   | Woollim            | リーダー、サブボーカル           | 36                  | 20,036                           | 5位                |                       | 〇                        | 512                | 1位                |
| U GOT IT              | GOT U              | キム・ヨハン       | OUI                | ラッパー                         | 144                 | 172,000                          | 1位                | 2位                   | 〇                        | 512                | 1位                |
| U GOT IT              | GOT U              | キム・ウソク       | TOP MEDIA          | センター、サブボーカル           | 115                 | 20,115                           | 2位                | 4位                   | 〇                        | 512                | 1位                |
| 움직여(MOVE)          | SIXC (6 crazy)     | イ・ハンギョル     | MBK                | ボーカル                         | 69                  | -                                | 4位                |                       | 〇                        | 495                | 2位                |
| 움직여(MOVE)          | SIXC (6 crazy)     | チェ・ビョンチャン | PLAN A             | ボーカル                         | 98                  | -                                | 3位                | 7位                   | 〇                        | 495                | 2位                |
| 움직여(MOVE)          | SIXC (6 crazy)     | キム・グクホン     | THE MUSICWORKS     | ボーカル                         | 36                  | -                                | 5位                |                       | 〇                        | 495                | 2位                |
| 움직여(MOVE)          | SIXC (6 crazy)     | キム・ヒョンビン   | SOURCE MUSIC       | メインラッパー                   | 24                  | -                                | 6位                |                       | 〇                        | 495                | 2位                |
| 움직여(MOVE)          | SIXC (6 crazy)     | チョ・スンヨン     | YUE HUA            | センター、リーダー、サブラッパー | 145                 | 72,500                           | 1位                | 1位                   | 〇                        | 495                | 2位                |
| 움직여(MOVE)          | SIXC (6 crazy)     | イ・ジニョク       | TOP MEDIA          | サブラッパー                     | 123                 | -                                | 2位                | 3位                   | 〇                        | 495                | 2位                |
| 이뻐이뻐(Pretty Girl) | Crayon             | ソン・ドンピョ     | DSPメディア        | センター、サブボーカル           | 48                  | -                                | 5位                |                       | 〇                        | 395                | 3位                |
| 이뻐이뻐(Pretty Girl) | Crayon             | イ・ジヌ           | マル企画           | ラッパー                         | 54                  | -                                | 3位                |                       | 〇                        | 395                | 3位                |
| 이뻐이뻐(Pretty Girl) | Crayon             | カン・ミンヒ       | STARSHIP           | メインボーカル                   | 51                  | -                                | 4位                |                       | 〇                        | 395                | 3位                |
| 이뻐이뻐(Pretty Girl) | Crayon             | ク・ジョンモ       | STARSHIP           | サブボーカル                     | 93                  | -                                | 2位                | 9位                   | 〇                        | 395                | 3位                |
| 이뻐이뻐(Pretty Girl) | Crayon             | ソン・ヒョンジュン | STARSHIP           | ラッパー                         | 101                 | 50,500                           | 1位                | 6位                   | 〇                        | 395                | 3位                |
| 이뻐이뻐(Pretty Girl) | Crayon             | ハム・ウォンジン   | STARSHIP           | リーダー、サブボーカル           | 48                  | -                                | 5位                |                       | 〇                        | 395                | 3位                |
| Monday to Sunday      | Daily Vitamin      | トニー             | HONGYI             | センター、サブボーカル           | 53                  | -                                | 3位                |                       | 〇                        | 283                | 4位                |
| Monday to Sunday      | Daily Vitamin      | イ・セジン         | iME KOREA          | リーダー、サブボーカル           | 19                  | -                                | 4位                |                       | 〇                        | 283                | 4位                |
| Monday to Sunday      | Daily Vitamin      | ナム・ドヒョン     | MBK                | ラッパー                         | 110                 | 55,000                           | 1位                | 5位                   | 〇                        | 283                | 4位                |
| Monday to Sunday      | Daily Vitamin      | イ・ヒョプ         | 個人練習生         | メインボーカル                   | 11                  | -                                | 5位                |                       | 〇                        | 283                | 4位                |
| Monday to Sunday      | Daily Vitamin      | チュ・チャンウク   | Woollim            | ラッパー                         | 9                   | -                                | 7位                |                       | 〇                        | 283                | 4位                |
| Monday to Sunday      | Daily Vitamin      | キム・ミンギュ     | Jellyfish          | サブボーカル                     | 68                  | -                                | 2位                |                       | 〇                        | 283                | 4位                |
| Monday to Sunday      | Daily Vitamin      | キム・ドンユン     | Woollim            | サブボーカル                     | 13                  | -                                | 5位                |                       | 〇                        | 283                | 4位                |
| Super Special Girl    | MAMMAM             | カン・ヒョンス     | AAP.Y              | サブボーカル                     | 4                   | -                                | 6位                |                       | 〇                        | 92                 | 5位                |
| Super Special Girl    | MAMMAM             | クム・ドンヒョン   | C9                 | ラッパー                         | 31                  | 15,500                           | 1位                |                       | 〇                        | 92                 | 5位                |
| Super Special Girl    | MAMMAM             | パク・ソンホ       | sidusHQ            | リーダー、サブボーカル           | 4                   | -                                | 6位                |                       | 〇                        | 92                 | 5位                |
| Super Special Girl    | MAMMAM             | チェ・スファン     | 個人練習生         | サブボーカル                     | 9                   | -                                | 4位                |                       | 〇                        | 92                 | 5位                |
| Super Special Girl    | MAMMAM             | ソン・ユビン       | THE MUSICWORKS     | メインボーカル                   | 20                  | -                                | 3位                |                       | 〇                        | 92                 | 5位                |
| Super Special Girl    | MAMMAM             | キム・シフン       | BRANDNEW MUSIC     | センター、ラッパー               | 24                  | -                                | 2位                |                       | 〇                        | 92                 | 5位                |

### デビュー評価
| To My World        |                  |                         |                          |          |             |             |    |
| チョ・スンヨン     | YUE HUA          | メインボーカル          | 〇                       | 5位      | 929,311票   | 〇          |    |
| ハン・スンウ       | PLAN A           | サブボーカル1           | 〇                       | 3位      | 1,079,200票 | 〇          |    |
| イ・ウンサン       | BRANDNEW MUSIC   | サブボーカル2           | 〇                       | X (11位) | 689,989票   | 〇          |    |
| キム・ミンギュ     | Jellyfish        | サブボーカル3           | 〇                       | 17位     | 472,150票   | ×           |    |
| イ・セジン         | iME KOREA        | サブボーカル4           | 〇                       | 18位     | 464,655票   | ×           |    |
| ファン・ユンソン   | Woollim          | サブボーカル5・センター | 〇                       | 15位     | 554,589票   | ×           |    |
| チャ・ジュノ       | Woollim          | サブボーカル6           | 〇                       | 9位      | 756,939票   | 〇          |    |
| キム・ヨハン       | OUI              | ラッパー1               | 〇                       | 1位      | 1,334,011票 | 〇          |    |
| ソン・ヒョンジュン | STARSHIP         | ラッパー2・リーダー     | 〇                       | 4位      | 1,049,222票 | 〇          |    |
| クム・ドンヒョン   | C9               | ラッパー3               | 〇                       | 14位     | 674,500票   | ×           |    |
| 소년미（少年美）   | ソン・ユビン     | THE MUSICWORKS          | メインボーカル・センター | 〇       | 16位        | 479,644票   | ×  |
| 소년미（少年美）   | キム・ウソク     | TOP MEDIA               | サブボーカル1            | 〇       | 2位         | 1,304,033票 | 〇 |
| 소년미（少年美）   | ハム・ウォンジン | STARSHIP                | サブボーカル2            | 〇       | 19位        | 359,733票   | ×  |
| 소년미（少年美）   | カン・ミンヒ     | STARSHIP                | サブボーカル3            | 〇       | 10位        | 749,444票   | 〇 |
| 소년미（少年美）   | トニー           | HONGYI                  | サブボーカル4            | 〇       | 20位        | 284,789票   | ×  |
| 소년미（少年美）   | ク・ジョンモ     | STARSHIP                | サブボーカル5            | 〇       | 13位        | 704,748票   | ×  |
| 소년미（少年美）   | イ・ハンギョル   | MBK                     | サブボーカル6            | 〇       | 7位         | 794,411票   | 〇 |
| 소년미（少年美）   | イ・ジニョク     | TOP MEDIA               | ラッパー1・リーダー      | 〇       | 12位        | 719,466票   | ×  |
| 소년미（少年美）   | ナム・ドヒョン   | MBK                     | ラッパー2                | 〇       | 8位         | 764,433票   | 〇 |
| 소년미（少年美）   | ソン・ドンピョ   | DSPメディア             | ラッパー3                | 〇       | 6位         | 824,389票   | 〇 |

### 視聴者投票
Mnetと、公式グッズも販売しているGmarket（ジーマーケット）のオンライン投票や、グループ評価等の収録現場観覧者の投票を合算したものが投票結果として発表される。選ばれる11名は最終順位発表で10位以内に選ばれた10名。に全4回の順位発表式での投票数を合算し、累積投票数が1番多かった練習生1名が選ばれる。
- 対象投票期間 
  - 第1回投票　2019年5月13日 23:05 ～ 2019年5月25日 11:00（韓国の現地時間。任意の練習生11名を選び投票）
  - 第2回投票　2019年6月1日 2:00 ～ 2019年6月16日 1:00（韓国の現地時間。任意の練習生11名を選び投票）
  - 第3回投票　2019年6月29日 2:00 ～ 2019年7月6日 0:00（韓国の現地時間。任意の練習生2名を選び投票）
  - 第4回投票　2019年7月12日 2:00 ～ 2019年7月19日 1:00（韓国の現地時間。任意の練習生1名を選び投票）
  - 最終リアルタイム投票　2019年7月19日20：25～22：05　（韓国の現地時間。放送時間中に任意の練習生1名を選び投票。携帯・スマートフォンからのみの有効で7倍加算される）

| 視聴者投票・練習生ランキング | 視聴者投票・練習生ランキング  | 視聴者投票・練習生ランキング  | 視聴者投票・練習生ランキング  | 視聴者投票・練習生ランキング                  | 視聴者投票・練習生ランキング  | 視聴者投票・練習生ランキング                  | 視聴者投票・練習生ランキング                    | 視聴者投票・練習生ランキング                 |                                              |
| 順位                         | エピソード1時点 （第1回放送） | エピソード2時点 （第2回放送） | エピソード3時点 （第3回放送） | エピソード5時点 （第5回放送） 第1回順位発表式 | エピソード6時点 （第6回放送） | エピソード8時点 （第8回放送） 第2回順位発表式 | エピソード11時点 （第11回放送） 第3回順位発表式 | エピソード12時点 （第12回放送） 最終順位発表 | エピソード12時点 （第12回放送） 最終順位発表 |
| ---------------------------- | ----------------------------- | ----------------------------- | ----------------------------- | --------------------------------------------- | ----------------------------- | --------------------------------------------- | ----------------------------------------------- | -------------------------------------------- | -------------------------------------------- |
| 1                            | キム・ミンギュ                | キム・ヨハン ↑3               | キム・ヨハン →                | キム・ヨハン →                                | キム・ウソク ↑3               | キム・ウソク →                                | キム・ヨハン ↑2                                 | キム・ヨハン →                               | キム・ヨハン →                               |
| 2                            | ク・ジョンモ                  | イ・ウンサン ↑12              | キム・ミンギュ ↑1             | キム・ミンギュ →                              | ソン・ヒョンジュン ↑1         | イ・ジニョク ↑9                               | キム・ウソク ↓1                                 | キム・ウソク →                               | キム・ウソク →                               |
| 3                            | キム・ヨハン                  | キム・ミンギュ ↓3             | イ・ウンサン ↓1               | ソン・ヒョンジュン ↑1                         | キム・ミンギュ ↓1             | キム・ヨハン ↑2                               | イ・ジニョク ↓1                                 | ハン・スンウ ↑1                              | ハン・スンウ ↑1                              |
| 4                            | チャ・ジュノ                  | ナム・ドヒョン ↑33            | ソン・ヒョンジュン ↑6         | キム・ウソク ↑2                               | イ・ジヌ ↑4                   | ソン・ヒョンジュン ↓2                         | ハン・スンウ ↑5                                 | ソン・ヒョンジュン ↑4                        | ソン・ヒョンジュン ↑4                        |
| 5                            | キム・ウソク                  | ソン・ユビン ↑13              | ナム・ドヒョン ↓1             | イ・ウンサン ↓2                               | キム・ヨハン ↓4               | ク・ジョンモ ↑3                               | キム・ミンギュ ↑5                               | チョ・スンヨン ↑1                            | チョ・スンヨン ↑1                            |
| 6                            | ソン・ドンピョ                | ソン・ドンピョ →              | キム・ウソク ↑1               | ナム・ドヒョン ↓1                             | イ・ウンサン ↓1               | イ・ウンサン →                                | チョ・スンヨン ↑11                              | ソン・ドンピョ ↑5                            | ソン・ドンピョ ↑5                            |
| 7                            | イ・ユジン                    | キム・ウソク ↓2               | ソン・ドンピョ ↓1             | ソン・ドンピョ →                              | ナム・ドヒョン ↓1             | ナム・ドヒョン →                              | ナム・ドヒョン →                                | イ・ハンギョル ↑9                            | イ・ハンギョル ↑9                            |
| 8                            | イ・セジン                    | パク・ソンホ ↑28              | ソン・ユビン ↓3               | ソン・ユビン →                                | ク・ジョンモ ↑1               | イ・ジヌ ↓4                                   | ソン・ヒョンジュン ↓4                           | ナム・ドヒョン ↑2                            | ナム・ドヒョン ↑2                            |
| 9                            | ソン・ヒョンジュン            | ク・ジョンモ ↓7               | ク・ジョンモ →                | ク・ジョンモ →                                | ソン・ユビン ↓1               | ハン・スンウ ↑4                               | イ・ウンサン ↓3                                 | チャ・ジュノ ↑2                              | チャ・ジュノ ↑2                              |
| 10                           | イ・ジヌ                      | ソン・ヒョンジュン ↓1         | パク・ソンホ ↓2               | ハム・ウォンジン ↑2                           | ハム・ウォンジン →            | キム・ミンギュ ↓7                             | クム・ドンヒョン ↑9                             | カン・ミニ ↑4                                | カン・ミニ ↑4                                |
| 11                           | カン・ミニ                    | チャ・ジュノ ↓7               | チャ・ジュノ →                | チャ・ジュノ →                                | イ・ジニョク ↑14              | ソン・ドンピョ ↑1                             | チャ・ジュノ ↑2                                 | イ・ウンサン ↓2※X枠                          | イ・ウンサン ↓2※X枠                          |
| 12                           | ユン・ソビン                  | イ・ユジン ↓5                 | ハム・ウォンジン ↑3           | イ・ジヌ ↑2                                   | ソン・ドンピョ ↓5             | ソン・ユビン ↓3                               | ソン・ドンピョ ↓1                               | イ・ジニョク ↓10                             | イ・ジニョク ↓10                             |
| 13                           | ファン・ユンソン              | キム・グクホン ↑16            | イ・セジン ↑1                 | イ・セジン →                                  | ハン・スンウ ↑17              | チャ・ジュノ ↑2                               | ファン・ユンソン ↑5                             | ク・ジョンモ↑2                               | ク・ジョンモ↑2                               |
| 14                           | イ・ウンサン                  | イ・セジン ↓6                 | イ・ジヌ ↑5                   | パク・ソンホ ↓4                               | チェ・ビョンチャン ↑5         | ハム・ウォンジン ↓4                           | カン・ミニ ↑9                                   | クム・ドンヒョン ↓4                          | クム・ドンヒョン ↓4                          |
| 15                           | キム・ドンユン                | ハム・ウォンジン ↑4           | キム・グクホン ↓2             | ファン・ユンソン ↑7                           | チャ・ジュノ ↓4               | イ・ハンギョル ↑2                             | ク・ジョンモ ↓10                                | ファン・ユンソン ↓2                          | ファン・ユンソン ↓2                          |
| 16                           | ハン・ギチャン                | キム・ドンビン ↑2             | イ・ユジン ↓4                 | キム・グクホン ↓1                             | クム・ドンヒョン ↑1           | チェ・ビョンチャン ↓2                         | イ・ハンギョル ↓1                               | ソン・ユビン ↑1                              | ソン・ユビン ↑1                              |
| 17                           | ソン・ユビン                  | キム・シフン ↑26              | キム・ドンビン ↓1             | クム・ドンヒョン ↑13                          | イ・ハンギョル ↑4             | チョ・スンヨン ↑2                             | ソン・ユビン ↓5                                 | キム・ミンギュ ↓12                           | キム・ミンギュ ↓12                           |
| 18                           | キム・ドンビン                | ユン・ジョンファン ↑40        | カン・ミニ ↑2                 | キム・シフン ↑1                               | キム・グクホン ↓2             | ファン・ユンソン ↑3                           | ハム・ウォンジン ↓4                             | イ・セジン ↑2                                | イ・セジン ↑2                                |
| 19                           | ハム・ウォンジン              | イ・ジヌ ↓9                   | キム・シフン ↓2               | チェ・ビョンチャン ↑1                         | チョ・スンヨン ↑9             | クム・ドンヒョン ↓3                           | トニー ↑8                                       | ハム・ウォンジン ↓1                          | ハム・ウォンジン ↓1                          |
| 20                           | チェ・ビョンチャン            | カン・ミニ ↓9                 | チェ・ビョンチャン ↑5         | トニー ↑1                                     | イ・セジン ↓7                 | カン・ヒョンス ↑2                             | イ・セジン ↑1                                   | トニー ↓1                                    | トニー ↓1                                    |
| 21                           | カン・ソクファ                | キム・ドンユン ↓6             | トニー ↑23                    | イ・ハンギョル ↑7                             | ファン・ユンソン ↓6           | イ・セジン ↓1                                 | キム・グクホン ↑1                               |                                              |                                              |
| 22                           | キム・ソンヒョン              | ハン・ギチャン ↓5             | ファン・ユンソン ↑2           | カン・ミニ ↓4                                 | カン・ヒョンス ↑18            | キム・グクホン ↓4                             | イ・ジヌ ↓14                                    |                                              |                                              |
| 23                           | クン・ドンヒョン              | ホン・ソンジュン ↑30          | ユン・ジョンファン ↓5         | キム・ヒョンビン ↑6                           | カン・ミニ ↓1                 | カン・ミニ →                                  | キム・ドンユン ↑8                               |                                              |                                              |
| 24                           | チュ・チャンウク              | ファン・ユンソン ↓11          | チェ・スファン ↑32            | チェ・スファン →                              | トニー ↓4                     | キム・シフン ↓11                              | イ・ヒョプ ↑2                                   |                                              |                                              |
| 25                           | ムン・ジュノ                  | チェ・ビョンチャン ↓5         | ハン・ギチャン ↓3             | イ・ジニョク ↑7                               | キム・シフン ↓8               | キム・ヒョンビン ↑2                           | パク・ソンホ ↑3                                 |                                              |                                              |
| 26                           | イ・テスン                    | クム・ドンヒョン ↓3           | キム・ドンユン ↓5             | キム・ドンビン ↓9                             | パク・ソンホ ↓12              | イ・ヒョプ ↑14                                | カン・ヒョンス ↓6                               |                                              |                                              |
| 27                           | ムン・ヒョンビン              | キム・ヒョンビン ↑1           | ユリ ↑7                       | イ・ユジン ↓11                                | キム・ヒョンビン ↓4           | トニー ↓1                                     | キム・シフン ↓3                                 |                                              |                                              |
| 28                           | キム・ヒョンビン              | イ・ハンギョル ↑13            | イ・ハンギョル →              | チョ・スンヨン ↑10                            | チェ・スファン ↓4             | パク・ソンホ ↓2                               | チェ・スファン ↑1                               |                                              |                                              |
| 29                           | キム・グクホン                | カン・ソクファ ↓8             | キム・ヒョンビン ↓2           | ユリ ↓2                                       | キム・ドンユン ↑3             | チェ・スファン ↓1                             | チュ・チャンウク ↑1                             |                                              |                                              |
| 30                           | ペク・ジン                    | イ・ミダム ↑2                 | クム・ドンヒョン ↓4           | ハン・スンウ↑4                                | ペク・ジン↑15                 | チュ・チャンウク ↑1                           | キム・ヒョンビン ↓5                             |                                              |                                              |
| 31                           | ウィ・ジャウォル              | チュ・チャンウク ↓7           | ウィ・ジャウォル ↑12          | ユン・ジョンファン ↓8                         | チュ・チャンウク ↑7           | キム・ドンユン ↓2※"X復活"で生存               |                                                 |                                              |                                              |
| 32                           | イ・ミダム                    | ペク・ジン ↓2                 | イ・ジニョク ↑3               | キム・ドンユン ↓6                             | クォン・テウン ↑14            | ムン・ヒョンビン ↑7                           |                                                 |                                              |                                              |
| 33                           | ユリ                          | キム・ソンヒョン ↓11          | ホン・ソンジュン ↓10          | ハン・ギチャン ↓8                             | ユリ ↓4                       | ウォン・ヒョク ↑15                            |                                                 |                                              |                                              |
| 34                           | ピーク                        | ユリ ↓1                       | ハン・スンウ ↑5               | ウィ・ジャウォル ↓2                           | カン・ソクファ ↑1             | クォン・テウン ↓1                             |                                                 |                                              |                                              |
| 35                           | チョン・ヒョヌ                | イ・ジニョク ↑3               | カン・ソクファ ↓6             | カン・ソクファ →                              | ユン・ジョンファン ↓4         | カン・ソクファ ↓1                             |                                                 |                                              |                                              |
| 36                           | パク・ソンホ                  | ムン・ヒョンビン ↓1           | イ・ミダム ↓6                 | イ・ミダム →                                  | イ・ウォンジュン ↑8           | ペク・ジン ↓6                                 |                                                 |                                              |                                              |
| 37                           | ナム・ドヒョン                | ワン・グノ ↑5                 | チュ・チャンウク ↓6           | ホン・ソンジュン ↓4                           | キム・ドンビン ↓11            | イ・ミダム ↑1                                 |                                                 |                                              |                                              |
| 38                           | イ・ジニョク                  | ムン・ジュノ ↓13              | チョ・スンヨン ↑3             | チュ・チャンウク ↓1                           | イ・ミダム ↓1                 | ユン・ジョンファン ↓3                         |                                                 |                                              |                                              |
| 39                           | ハン・スンウ                  | ハン・スンウ →                | キム・ソンヒョン ↓6           | チェ・ジュンソン ↑1                           | ムン・ヒョンビン ↑2           | チョン・ジェフン ↑8                           |                                                 |                                              |                                              |
| 40                           | イ・ヒョプ                    | ナム・ドンヒョン ↑5           | チェ・ジュンソン ↑23          | カン・ヒョンス ↑29                            | イ・ヒョプ ↑9                 | ユリ ↓7                                       |                                                 |                                              |                                              |
| 41                           | イ・ハンギョル                | チョ・スンヨン ↑26            | ムン・ヒョンビン ↓5           | ムン・ヒョンビン →                            | チェ・ジュンソン ↓2           | イ・ウジン ↑1                                 |                                                 |                                              |                                              |
| 42                           | ワン・グノ                    | ピーク ↓8                     | ペク・ジン ↓10                | キム・ソンヒョン ↓3                           | イ・ウジン ↑8                 | キム・ドンビン ↓5                             |                                                 |                                              |                                              |
| 43                           | キム・シフン                  | ウィ・ジャウォル ↓12          | イ・ウォンジュン ↑40          | パク・ユンソル ↑6                             | パク・ユンソル →              | ウィ・ジャウォル ↑2                           |                                                 |                                              |                                              |
| 44                           | クォン・ヒジュン              | トニー ↑11                    | ムン・ジュノ ↓6               | イ・ウォンジュン ↓1                           | キム・ソンヒョン ↓2           | キム・ソンヒョン →                            |                                                 |                                              |                                              |
| 45                           | ナム・ドンヒョン              | 日高真宙 ↑2                   | ナム・ドンヒョン ↓5           | ペク・ジン ↓3                                 | ウィ・ジャウォル ↓9           | キム・ソンヨン ↑4                             |                                                 |                                              |                                              |
| 46                           | イ・ファン                    | クォン・ヒジュン ↓2           | ワン・グノ ↓9                 | クォン・テウン ↑20                            | ハン・ギチャン ↓13            | チェ・ジュンソン ↓5                           |                                                 |                                              |                                              |
| 47                           | 日高真宙                      | イ・テスン ↓21                | イ・テスン →                  | キム・ミンソ↑1                                | チョン・ジェフン↑13           | イ・ウォンジュン ↓11                          |                                                 |                                              |                                              |
| 48                           | キム・ミンソ                  | イ・ヒョプ ↓8                 | キム・ミンソ ↑6               | イ・テスン ↓1                                 | ウォン・ヒョク ↑9             | パク・ユンソル ↓5                             |                                                 |                                              |                                              |
| 49                           | アンジャルディティモシー      | イ・ファン ↓3                 | パク・ユンソル ↑35            | イ・ヒョプ ↑3                                 | キム・ソンヨン ↑10            | 日高真宙 ↑9                                   |                                                 |                                              |                                              |
| 50                           | イ・ハミン                    | キム・ヨンサン ↑43            | クォン・ヒジュン ↓4           | イ・ウジン ↑4                                 | ウ・ジェウォン ↑5             | ピーク ↑1                                     |                                                 |                                              |                                              |
| 51                           | イム・シウ                    | チョン・ヒョヌ ↓16            | ピーク ↓9                     | ムン・ジュノ ↓7                               | ピーク ↑7                     | ホン・ソンジュン ↑5                           |                                                 |                                              |                                              |
| 52                           | イ・ウジン                    | キム・ソンヨン ↑2             | イ・ヒョプ ↓4                 | ナム・ドンヒョン ↓5                           | クォン・ヒジュン ↑1           | キム・ミンソ ↑2                               |                                                 |                                              |                                              |
| 53                           | ホン・ソンジュン              | アンジャルディティモシー ↓4   | 日高真宙 ↓8                   | クォン・ヒジュン ↓3                           | イ・ユジン ↓26                | イ・テスン ↑2                                 |                                                 |                                              |                                              |
| 54                           | キム・ソンヨン                | キム・ミンソ ↓6               | イ・ウジン ↑14                | ワン・グノ ↓8                                 | キム・ミンソ ↓7               | ウ・ジェウォン ↓4                             |                                                 |                                              |                                              |
| 55                           | トニー                        | キム・ジンゴン ↑6             | ウ・ジェウォン ↑5             | ウ・ジェウォン →                              | イ・テスン ↓7                 | イ・ユジン ↓2                                 |                                                 |                                              |                                              |
| 56                           | チェ・スファン                | チェ・スファン →              | キム・ソンヨン ↓4             | 日高真宙 ↓3                                   | ホン・ソンジュン ↓19          | クォン・ヒジュン ↓4                           |                                                 |                                              |                                              |
| 57                           | チェ・ガホ                    | クォン・テウン ↑17            | ウォン・ヒョク ↑42            | ウォン・ヒョク →                              | ナム・ドンヒョン ↓5           | ハン・ギチャン ↓11                            |                                                 |                                              |                                              |
| 58                           | ユン・ジョンファン            | イ・ハミン ↓6                 | キム・ヨンサン ↓8             | ピーク ↓7                                     | 日高真宙 ↓2                   | ワン・グノ ↑2                                 |                                                 |                                              |                                              |
| 59                           | チェ・ジュンソン              | カン・ヒョンス ↑20            | チョン・ジェフン ↑7           | キム・ソンヨン ↓3                             | ムン・ジュノ ↓8               | ムン・ジュノ →                                |                                                 |                                              |                                              |
| 60                           | ビョン・ソンテ                | ウ・ジェウォン ↑3             | イ・ファン ↓11                | チョン・ジェフン ↓1                           | ワン・グノ ↓6                 | ナム・ドンヒョン ↓3                           |                                                 |                                              |                                              |
| 61                           | キム・ジンゴン                | チョン・ヨンビン ↑1           | アンザルディ ティモシー ↓8    | アンザルディ ティモシー →                     |                               |                                               |                                                 |                                              |                                              |
| 62                           | チョン・ヨンビン              | チェ・ガホ ↓5                 | チョン・ヨンビン ↓1           | キム・ジンゴン ↑3                             |                               |                                               |                                                 |                                              |                                              |
| 63                           | ウ・ジェウォン                | チェ・ジュンソン ↓4           | チョン・ヒョヌ ↓12            | イ・ハミン ↑3                                 |                               |                                               |                                                 |                                              |                                              |
| 64                           | パク・ジニョル                | パク・ジニョル →              | オ・セボム ↑12                | チョン・ヒョヌ ↓1                             |                               |                                               |                                                 |                                              |                                              |
| 65                           | チョン・ジェフン              | イ・ジュニョク ↑3             | キム・ジンゴン ↓10            | キム・ヨンサン ↓7                             |                               |                                               |                                                 |                                              |                                              |
| 66                           | ファン・グムリュル            | チョン・ジェフン ↓1           | クォン・テウン ↓9             | ビョン・ソンテ ↑4                             |                               |                                               |                                                 |                                              |                                              |
| 67                           | チョ・スンヨン                | ビョン・ソンテ ↓7             | イ・ハミン ↓9                 | イ・ファン ↓7                                 |                               |                                               |                                                 |                                              |                                              |
| 68                           | イ・ジュニョク                | ファン・グムリュル ↓2         | ユ・ゴンミン ↑9               | チョン・ヨンビン ↓6                           |                               |                                               |                                                 |                                              |                                              |
| 69                           | チェ・シヒョク                | チョン・ミョンフン ↑21        | カン・ヒョンス ↓10            | オ・セボム ↓5                                 |                               |                                               |                                                 |                                              |                                              |
| 70                           | スティーブン・キム            | チェ・シヒョク ↓1             | ビョン・ソンテ ↓3             | ユ・ゴンミン ↓2                               |                               |                                               |                                                 |                                              |                                              |
| 71                           | ソン・チャンハ                | イ・ウジン ↓19                | チョン・ミョンフン ↓2         | チョン・ミョンフン →                          |                               |                                               |                                                 |                                              |                                              |
| 72                           | ウォン・ヒョンシク            | スティーブン・キム ↓2         | チェ・ガホ ↓10                | スティーブン・キム ↑6                         |                               |                                               |                                                 |                                              |                                              |
| 73                           | イ・ジェビン                  | ウォン・ヒョンシク ↓1         | パク・ジニョル ↓9             | ソン・チャンハ ↑5                             |                               |                                               |                                                 |                                              |                                              |
| 74                           | クォン・テウン                | ソン・チャンハ ↓3             | チェ・シヒョク ↓4             | チェ・ジナ ↑7                                 |                               |                                               |                                                 |                                              |                                              |
| 75                           | チェ・ジナ                    | キム・グァヌ ↑5               | イ・ジュニョク ↓10            | イ・ジュニョク →                              |                               |                                               |                                                 |                                              |                                              |
| 76                           | キム・ドンギュ                | オ・セボム ↑23                | ウォン・ヒョンシク ↓3         | イ・ギュヒョン ↑10                            |                               |                                               |                                                 |                                              |                                              |
| 77                           | イ・ウォンジュン              | ユ・ゴンミン ↑24              | ファン・グムリュル ↓9         | ウォン・ヒョンシク ↓1                         |                               |                                               |                                                 |                                              |                                              |
| 78                           | ユ・ソンジュン                | キム・ドンギュ ↓3             | ソン・チャンハ ↓4             | チェ・ガホ ↓6                                 |                               |                                               |                                                 |                                              |                                              |
| 79                           | カン・ヒョンス                | キム・ヒョンミン ↑18          | スティーブン・キム ↓4         | チェ・シヒョク ↓5                             |                               |                                               |                                                 |                                              |                                              |
| 80                           | キム・グァヌ                  | キム・ソンファン ↑1           | キム・グァヌ ↓5               | キム・グァヌ →                                |                               |                                               |                                                 |                                              |                                              |
| 81                           | キム・スンファン              | ユン・ヒョンジョ ↑17          | チェ・ジナ ↑11                | パク・ジニョル ↓8                             |                               |                                               |                                                 |                                              |                                              |
| 82                           | パク・ユンソル                | ソン・ミンソ ↑10              | ウエハラジュン ↑14            | キム・ミンソ（Urban）↑12                      |                               |                                               |                                                 |                                              |                                              |
| 83                           | ウォン・ヒョク                | イ・ウォンジュン ↓6           | キム・スンファン ↓3           | ホ・ジノ↑10                                   |                               |                                               |                                                 |                                              |                                              |
| 84                           | パク・シオン                  | パク・ユンソル ↓2             | キム・ドンギュ ↓6             | ファン・グムリュル ↓7                         |                               |                                               |                                                 |                                              |                                              |
| 85                           | イ・ギュヒョン                | ユン・ミングク ↑11            | パク・シオン↑10               | ホン・ソンヒョン↑8                            |                               |                                               |                                                 |                                              |                                              |
| 86                           | ホン・ソンヒョン              | キム・ジュンジェ ↑1           | イ・ギュヒョン ↑11            | ユ・ソンジュン ↑9                             |                               |                                               |                                                 |                                              |                                              |
| 87                           | キム・ジュンジェ              | キム・ミンソ（Urban） ↑2      | キム・ジュンジェ ↓1           | ソン・ミンソ ↑5                               |                               |                                               |                                                 |                                              |                                              |
| 88                           | ウエハラジュン                | イ・ジェビン ↓15              | ホン・ソンヒョン ↑10          | イ・サンホ ↑8                                 |                               |                                               |                                                 |                                              |                                              |
| 89                           | キム・ミンソ（Urban）         | ホ・ジノ ↑5                   | キム・ヒョンミン ↓10          | キム・スンファン ↓6                           |                               |                                               |                                                 |                                              |                                              |
| 90                           | チョン・ミョンフン            | イ・サンホ ↑5                 | ユン・ヒョンジョ ↓9           | キム・ヒョンミン ↓1                           |                               |                                               |                                                 |                                              |                                              |
| 91                           | チェ・ビョンフン              | イム・ダフン ↑9               | イ・ジェビン ↓3               | ウエハラジュン ↓9                             |                               |                                               |                                                 |                                              |                                              |
| 92                           | ソン・ミンソ                  | チェ・ジナ ↓17                | ソン・ミンソ ↓10              | ユン・ミングク ↑7                             |                               |                                               |                                                 |                                              |                                              |
| 93                           | キム・ヨンサン                | ユン・ソンジュン ↓15          | ホ・ジノ ↓4                   | パク・シオン ↓8                               |                               |                                               |                                                 |                                              |                                              |
| 94                           | ホ・ジノ                      | チェ・ビョンフン ↓3           | キム・ミンソ（Urban） ↓7      | キム・ジュンジェ ↓7                           |                               |                                               |                                                 |                                              |                                              |
| 95                           | イ・サンホ                    | パク・シオン ↓11              | ユ・ソンジュン ↓2             | イ・ジェビン ↓4                               |                               |                                               |                                                 |                                              |                                              |
| 96                           | ユン・ミングク                | ウエハラジュン ↓11            | イ・サンホ ↓6                 | ユン・ヒョンジョ ↓6                           |                               |                                               |                                                 |                                              |                                              |
| 97                           | キム・ヒョンミン              | イ・ギュヒョン ↓12            | チェ・ビョンフン ↓3           | イム・ダフン ↑1                               |                               |                                               |                                                 |                                              |                                              |
| 98                           | ユン・ヒョンジョ              | ホン・ソンヒョン↓13           | イム・ダフン ↓7               | チェ・ビョンフン ↓1                           |                               |                                               |                                                 |                                              |                                              |
| 99                           | オ・セボム                    | ウォン・ヒョク ↓16            | ユン・ミングク↓14             | キム・ドンギュ↓15                             |                               |                                               |                                                 |                                              |                                              |
| 100                          | イム・ダフン                  |                               |                               |                                               |                               |                                               |                                                 |                                              |                                              |
| 101                          | ユ・ゴンミン                  |                               |                               |                                               |                               |                                               |                                                 |                                              |                                              |

## 番組コーナー
ここでは練習生評価以外の番組コーナー（未放送・WEB限定含む）について述べる。

### 番組放送内
- 第1回放送の鑑賞会　-　2019年5月3日に第1回放送を国民プロデューサー代表のイ・ドンウクと練習生100人（降板者除く）と共に鑑賞。その様子は第2回放送（エピソード2）の冒頭で放送された。

### WEB限定
- お菓子行かないで（ゲーム）　-　アメリカの玩具メーカーハズブロの「王様ビュッフェ」（王冠に吊り下げられて回るお菓子を時間制限内に手を使わずたべるゲーム）[33]を使い、ミッションをクリアした練習生は食べたお菓子１個につき15秒の自己PRタイムが与えられる。
- 箱の中身当てゲーム　-　2人の練習生が制限時間1分間以内で箱の中身を手の感触だけで当てるゲーム。先に当てた練習生は残り時間を使って自己PRができる。（中身を当てても1分間経過すれば自己PR不可）なお、勝者は番組公式SNSに自撮り写真を掲載する権利が与えられる。
- 国プのもとに行く道を塞がないで（ゲーム）　-　バランスボールに乗った状態でペットボトルの障害を飛び越えて1分以内にカメラの前に行くゲーム。練習生は残り時間を使って自己PRができる。
- りんご落ちないで（ゲーム）　-　2人チームでりんごを身体に挟んで、顔からゼッケンのところまで動かせばミッション成功。成功したチームはTikTokで自己PRができる。
- アイコンタクト（ゲーム）　-　まぶたを開いたままその間だけ自己PRが出来る。Mnet公式VLiveで公開。
- コンセプトポスター　-　コンセプト評価に進出した31人のコンセプトポスターが公式Twitter等で公開された。

| PRODUCE X 101 コンセプトポスター | PRODUCE X 101 コンセプトポスター | PRODUCE X 101 コンセプトポスター                      | PRODUCE X 101 コンセプトポスター |
| メンバー                         | 所属                             | コンセプト内容                                        | コンセプト ポスター画像          |
| -------------------------------- | -------------------------------- | ----------------------------------------------------- | -------------------------------- |
| キム・ヨハン                     | OUI                              | 新米の練習生からデビュー候補までのフルストーリー      | 〇                               |
| キム・ウソク                     | TOP MEDIA                        | 今年の夏を涼しく凍る彼が来た                          | 〇                               |
| ハン・スンウ                     | PLAN A                           | もしかして国民プロデューサー好きなの？                | 〇                               |
| ソン・ヒョンジュン               | STARSHIP                         | 票よ、早く出てこい！                                  | 〇                               |
| チョ・スンヨン                   | YUE HUA                          | デビューは私のもの                                    | 〇                               |
| ソン・ドンピョ                   | DSPメディア                      | アイドルの定番(キュートな顔、完璧な身体)              | 〇                               |
| イ・ハンギョル                   | MBK                              | 国民プロデューサーの心をわしづかみ                    | 〇                               |
| ナム・ドヒョン                   | MBK                              | ナムドヒョン旅行記                                    | 〇                               |
| チャ・ジュノ                     | Woollim                          | 暖かいヒューマニスト                                  | 〇                               |
| カン・ミンヒ                     | STARSHIP                         | 心配しないで、自分はあきらめない                      | 〇                               |
| イ・ウンサン                     | BRANDNEW MUSIC                   | ウンサンはたくさん見せます！                          | 〇                               |
| イ・ジニョク                     | TOP MEDIA                        | 一緒にご飯食べに行こうか？                            | 〇                               |
| ク・ジョンモ                     | STARSHIP                         | あなたは既にク・ジョンモ中毒です                      | 〇                               |
| クム・ドンヒョン                 | C9                               | デビューを作る黄金の手                                | 〇                               |
| ファン・ユンソン                 | Woollim                          | ファン·ユンソンのプッティな魅力にはまってみましょうか | 〇                               |
| ソン・ユビン                     | THE MUSICWORKS                   | 国民プロデューサー様、ソンユビンください！            | 〇                               |
| キム・ミンギュ                   | Jellyfish                        | デビュー,私が一度やってみせます！                     | 〇                               |
| イ・セジン                       | iME KOREA                        | 夜空の星                                              | 〇                               |
| ハム・ウォンジン                 | STARSHIP                         | 戦略アクションバトルPRODUCEX101で勝利せよ             | 〇                               |
| トニー                           | HONGYI                           | 2時半に起きます                                       | 〇                               |
| キム・グクホン                   | THE MUSICWORKS                   | 僕の中のデビュー本能が目を覚ます                      | 〇                               |
| イ・ジヌ                         | マル企画                         | 私のデビュー？しっ！教えてできません                  | 〇                               |
| キム・ドンユン                   | Woollim                          | 嬉しいな                                              | 〇                               |
| イ・ヒョプ                       | 個人練習生                       | 首席奨学生の実力を示します                            | 〇                               |
| パク・ソンホ                     | sidusHQ                          | 私には夢があり...その夢...実現できるだろうか          | 〇                               |
| カン・ヒョンス                   | AAP.Y                            | 誰も私を止めることはできない                          | 〇                               |
| キム・シフン                     | BRANDNEW MUSIC                   | BALANCE MAKES DEBUT                                   | 〇                               |
| チェ・スファン                   | 個人練習生                       | ボーカルの美味しい店                                  | 〇                               |
| チュ・チャンウク                 | Woollim                          | 私の名前は...チュ・チャンウク                         | 〇                               |
| キム・ヒョンビン                 | SOURCE MUSIC                     | NEVER STOP！                                          | 〇                               |
| チェ・ビョンチャン               | PLAN A                           | 僕のえくぼで君を噛む                                  | 〇                               |

## 番組の反響
- 「M COUNTDOWN」で初公開された「X1-MA」のステージ映像は、公開から2日で再生回数350万回を突破した。これは「PRODUCE 101 シーズン2」と比較して3倍ものペースとなる[64]。
- ニールセン・コリアの視聴率集計結果によると、番組の視聴率は2.3％を突破し、最高視聴率は2.7％まで上昇した。これは全シリーズ第２回目の放送としては歴代最高となる（これまでの最高はPRODUCE48の1.913％、次いでシーズン2の1.912％）。最高視聴率のシーンは、X評価の練習生たちのボーカルの基礎クラスのシーンである[65]。10代女性層の視聴率は2.7%から5.5%まで上昇しており、youtubeの公式Mnet K-POPチャンネルにアップロードされた番組クリップ映像の累積再生件数は1億回を突破した[66]。
- 韓国のバンドSouth Clubのメンバーであるナム・テヒョンが練習生として参加している弟のナム・ドンヒョンの応援のために番組公式PR動画に出演。「兄としても弟の夢をサポートするのが当たり前だと思っていたので、ぜひ頑張って欲しいし、応援する」とコメントした　[67]。
- 女優のイ・ユンジが自身のInstagramにて番組のファンであることを明かし、1pic（最も好きな練習生）にキム・ヨハンの名前を挙げた[68]。
- 番組のデビュー評価にて脱落した9人をデビューさせようと、脱落した練習生のファンが派生グループ“BY9”（バイナイン）と称し、デビューを求める活動を行う動きが出た[69]。

## 番組関連のエピソード
- 番組に参加する練習生を応援するために、その家族も投票を呼び掛ける動きも見られ、キム・ドンビン（MLD)の家族がソウル市の路上でドンビンのステッカーを張ったチョコレートを配り、カン・ヒョンス（AAP.Y）の父親がプラカードを持ち投票を呼び掛ける姿などが報じられ、[70]、カン・ヒョンスは番組の第5回放送のインタビューの中で泣きながら「もう父親にこんなことをさせなくても済むように頑張ります」とコメントしている。
- 事務所別評価（クラス分け）でユ・ゴンミン（MILLION MARKET）が披露したJBJ「Fantasy」について、元JBJのクォン・ヒョンビンがゴンミンに内緒で、評価用に録音に参加した。即興の歌詞に「ユ・ゴンミン」という言葉が含まれている[71]。
- 韓国のアイドルグループNTB（2018年デビュー）のリーダーのエルミンと同じメンバーのソウン「PRODUCE X 101」の書類審査及びオーディションを受けており、そのため日本ツアーを欠席している[72]。（※実際には参加メンバーに含まれておらず、その後2019年5月に公式サイトにて怪我による休養やソロ活動のアナウンスをしており、オーディションに不合格又は断念したと思われる[73]。）
- 番組で務めたボーカルトレーナーのシン・ユミが自身のyoutubeチャンネルでコンセプト評価曲をピアノバージョンのカバー動画を公開している[74]。
- 番組に練習生として参加したクォン・テウンは放送終了後、インタビューにて「アイドルに挑戦したくて参加した」とその動機を明かし、放送中でのポジション評価をきっかけに「반전(反転)」というニックネームがつけられたことについては、「とても満足です。それまでは事務所別評価の「サイレン」のためにちょっと落ち込んだが、なんかイメージが変わるきっかけになったような気もするんです。放送の中でそんなキャラクターが作られたなんて、とにかくすごく幸運です。」と感想を述べた。X復活戦について、ボーカルの実力を示したくて悩んだ末に「너를 만나(Me After You)」などを選曲したが、体調が非常に悪い状態だったため、放送を通じてX復活戦が一番残念だったと振り返った。「コンセプト評価にもし出られたらどの曲を選ぶか」との問いには「Monday to Sunday」と答えている[75]
- STARSHIPのムン・ヒョンビン、ク・ジョンモ、ハム・ウォンジンが2019年8月1日にVLIVE配信を行い、番組の舞台裏について語っている[76]。
  - ムン・ヒョンビンはポジション評価の待機室で最前列に並んで観戦していたことについて、自身がXポジション（ボーカル×ダンス）「Attention」 の練習に没頭して、他のチームの練習を見る時間が全く取れなかったため、本番では見逃さず見たい思いで最初から最後まで最前列にいたことを明かした。また最も印象に残ったポジション評価のステージとして「Believer」 をあげている。その他には「Blood Sweat & Tears」 でグループ評価のセンターを務めることになった時にイ・ジニョクが相談に乗ってくれたと明かした[77]。
  - ク・ジョンモがコンセプト評価で、待機室でもらったチョコをそのままポケットに入れたままステージに上がってしまい、本番中にチョコレートを落とすハプニングがあった。（当の本人は本番後に待機室へ戻り、チョコを食べようとポケットに手を入れるまで気が付かなかった）[78]。
  - ハム・ウォンジンは第10回予告に流れた「이뻐이뻐(Pretty Girl)」チームの外出シーンについて、予告編で流れた散歩道を歩く場面の前に、チームメンバーの希望として番組プロデューサーに撮影希望の内容を伝え、カフェで食事をして色んなゲームをする場面を撮影したと語った（その部分は未放送）[79]。
- 個人練習生として参加したイ・ユジンはインタビューでグループ評価の「무단침입 (Trespass)」の練習中に腰を痛める全治3週間の怪我を負っていたことを明かした。また最も親しかった練習生はペク・ジンであり、PRODUCE X 101が終了した後も一緒に映画観たり、ダンスを教えてもらっている仲とのこと[80]。
- キム・ドンビンは自身のtwitterで「自分の夢はアイドルと俳優ですが、本当に切に叶えたい夢であり、２回目の再挑戦者という肩書きにもためらわずに再参加した」と語り、その他twitter上でファンの質問に答える形で以下の通りのエピソードを明かしている[81][82]。
  - ポジション評価の「Believer」の時はリハーサルの日まで夜明けまで練習をしながら寝ないで準備し、テンションが上がらない時はチームの仲間が狼の形態模写をして気勢を上げながら練習していると、他のチームがみんな集まって来たりしたとのこと。
  - 番組で最も力になってくれた練習生としてドンビンはX1のカン・ミニ、ソン・ドンピョを挙げている。カン・ミニとは合宿所で遊んだりしていたとのこと。また、キム・ウソク（X1）にも優しくしてもらったと語っている。（なお、ウソクのメイクを修正する際に、目に書く筆がなくてリップ塗る筆で急いでドンビンが手伝ったことがあり[83]、そのシーンは第5回放送ビジュアルセンター発表のシーンで流れている[84]、。）
- カン・ソクファは、インタビューの取材で「『YG宝石箱』に参加した後はサバイバルオーディション番組を受けたくなかったが、父親の勧めもあり番組に参加することにした」と語っている。番組中最も力になった練習生としてはイ・ヒョプを挙げ、「멍청이(twit)」の舞台が一番楽しかったと語り、あまりのテンションの高さに制作スタッフが私たちに黙るように注意されるほどだったと振り返っている[85]。

## 参加メンバーのその後
| PRODUCE X 101 参加者番組終了後の活動 | PRODUCE X 101 参加者番組終了後の活動 | PRODUCE X 101 参加者番組終了後の活動                                                                         | PRODUCE X 101 参加者番組終了後の活動 | PRODUCE X 101 参加者番組終了後の活動              |
| 番組 最終順位                        | 名前                                 | 活動形態及びグループ                                                                                         | 活動の詳細 | SNS                                               |
| ------------------------------------ | ------------------------------------ | --- | --- | ------------------------------------------------- |
| 1位                                  | キム・ヨハン                         | X1(2019年8月27日 - 2020年1月6日) WEi (2020年10月5日 - ) ソロ活動 (2020年8月25日 - )、俳優                    | 1位でX1としてデビュー。X1解散後、数多くのバラエティ番組に単独出演。2020年8月にはソロデビュー。同年10月5日にWEiとしてデビュー。2021年、ドラマ「美しかった私たちへ」同年、ドラマ「学校2021」に出演。 | キム・ヨハン (@y_haa.n) - Instagram               |
| 2位                                  | キム・ウソク                         | UP10TION (活動不参加) X1(2019年8月27日 - 2020年1月6日) ソロ活動 (2020年5月25日 - )                           | 2位でX1としてデビュー。X1解散後、2020年5月にはソロアルバムを発売し、ソロデビュー。現在もUP10TIONでの活動は不参加であり、ソロ活動を中心に活動している。 | キム・ウソク (@woo.ddadda) - Instagram            |
| 3位                                  | ハン・スンウ                         | VICTON (復帰) X1(2019年8月27日 - 2020年1月6日) ソロ活動 (2020年8月10日 - )                                   | 3位でX1としてデビュー。X1解散後、VICTONに復帰。2020年8月にはソロデビュー。9月には単独オンラインコンサートを開催。 |                                                   |
| 4位                                  | ソン・ヒョンジュン                   | X1(2019年8月27日 - 2020年1月6日) CRAVITY (2020年4月14日 - )                                                  | 4位でX1としてデビュー。X1解散後、STARSHIPZとしての活動を経て、2020年4月にはCRAVITYとしてデビュー。 |                                                   |
| 5位                                  | チョ・スンヨン                       | UNIQ X1(2019年8月27日 - 2020年1月6日) ソロ活動 (WOODZ)                                                       | 5位でX1としてデビュー。X1解散後、「WOODZ」名義でのソロ活動を再開。 |                                                   |
| 6位                                  | ソン・ドンピョ                       | X1(2019年8月27日 - 2020年1月6日) MIRAE(未来少年) (2021年3月17日 - )                                          | 6位でX1としてデビュー。X1解散後、DSP N(DSP練習生)に戻る。2020年11月、単独でオンラインファンミーティングを開催。2021年3月17日、MIRAE(未来少年）としてデビュー。 |                                                   |
| 7位                                  | イ・ハンギョル                       | X1(2019年8月27日 - 2020年1月6日) H&D (2020年2月5日 - ) BAE173 (2020年11月19日 - ) POLARIX(2024年12月28日 - ) | 7位でX1としてデビュー。X1解散後、ナム・ドヒョンと共にH&Dとしてデビュー。 2020年11月19日、BAE173としてデビュー。 2024年10月にSBSとiQIYIによるオーディション番組「STARLIGHT BOYS」に参加し、最終6位で「POLARIX」としてデビュー。                                                                                                  |                                                   |
| 8位                                  | ナム・ドヒョン                       | X1(2019年8月27日 - 2020年1月6日) H&D (2020年2月5日 - ) BAE173 (2020年11月19日 - )                            | 8位でX1としてデビュー。X1解散後、イ・ハンギョルと共にH&Dとしてデビュー。2020年11月19日、BAE173としてデビュー。 |                                                   |
| 9位                                  | チャ・ジュノ                         | X1(2019年8月27日 - 2020年1月6日) DRIPPIN (2020年10月28日 - )                                                 | 9位でX1としてデビュー。X1解散後、Woollimの練習生に戻る。2020年10月28日、DRIPPINとしてデビュー。 |                                                   |
| 10位                                 | カン・ミニ                           | X1(2019年8月27日 - 2020年1月6日) CRAVITY (2020年4月14日 - )                                                  | 10位でX1としてデビュー。X1解散後、STARSHIPZとしての活動を経て、2020年3月にはCRAVITYとしてデビュー。 |                                                   |
| 11位(X)                              | イ・ウンサン                         | X1(2019年8月27日 - 2020年1月6日) ソロ活動 (2020年8月31日 - )                                                 | X枠でX1としてデビュー。X1解散後、同じ事務所のAs OneのMVに出演し、ソロでの活動を開始。2020年8月31日、1stシングル「Beautiful Scar」でソロデビュー。 | イ・ウンサン (@2eunsang_official) - Instagram     |
| 12位                                 | イ・ジニョク                         | UP10TION (活動不参加) ソロ活動 (2019年11月4日 - )、俳優                                                      | 個人でのファンミーティングを開催し、ラジオ番組にも出演。2019年8月のUP10TION(イ・ジニョクの所属グループ)カムバック活動には、同グループメンバーでありX1となったキム・ウソクと共に不参加となった。2019年11月4日、ソロアルバムを発売。                                                                                              | イ・ジニョク (@ljh_babysun) - Instagram           |
| 13位                                 | ク・ジョンモ                         | CRAVITY (2020年4月14日 - )                                                                                   | STARSHIPZとしての活動を経て、2020年4月、CRAVITYとしてデビュー |                                                   |
| 14位                                 | クム・ドンヒョン                     | EPEX (2021年 - )、俳優                                                                                       | 2020年、ウェブドラマ「イルチンに目を付けられたとき2」に出演。 2021年6月8日、EPEXとしてデビュー。 |                                                   |
| 15位                                 | ファン・ユンソン                     | W PROJECT 4 (2019年9月2日) DRIPPIN (2020年10月28日 - )                                                       | 2019年9月2日、W PROJECT 4として「1分1秒」をリリース。 2020年10月28日、DRIPPINとしてデビュー。 |                                                   |
| 16位                                 | ソン・ユビン                         | MY TEEN (2019年8月21日解散) B.O.Y (2020年1月7日 - 2021年)                                                    | 2020年1月、キム・グクホン(最終順位21位)とユニットB.O.Yとしてデビューするも2021年解散。 | ソン・ユビン (@syv0428) - Instagram               |
| 17位                                 | キム・ミンギュ                       | モデル活動、俳優                                                                                             | 2019年8月25日、ソウル・光云大学東海文化芸術館にて単独ファンミーティングを開催。2019年12月に「DAZED KOREA」11月号でグラビアモデルとして登場。同月「大韓民国ファーストブランド大賞」でホットルーキー賞を受賞。 | キム・ミンギュ (@kimminkyu_0312) - Instagram      |
| 18位                                 | イ・セジン                           | モデル活動、俳優                                                                                             | 2019年8月に単独ファンミーティングを開催。 2020年3月、ドラマ「半分の半分」に出演。 | イ・セジン (@ahoi_ing) - Instagram                |
| 19位                                 | ハム・ウォンジン                     | CRAVITY (2020年4月14日 - )                                                                                   | STARSHIPZとしての活動を経て、2020年4月、CRAVITYとしてデビュー |                                                   |
| 20位                                 | トニー（余景天）                     | FNCにマネジメント委託                                                                                        | FNCエンターテインメントを通じて新しいプロフィール写真を公開した。 2021年、中国版PRODUCE101シリーズ「青春有你3」に参加。デビュー圏内をキープし続けていたが番組が打ち切りとなった。 | トニー (@yu_jing_tian) - Instagram                |
| 21位                                 | キム・グクホン                       | MY TEEN (2019年8月21日解散) B.O.Y (2020年1月7日 - 2021年)                                                    | ソン・ユビン(最終順位16位)とユニットB.O.Yとしてデビューするも2021年解散。 | キム・グクホン (@kukon_2) - Instagram             |
| 22位                                 | イ・ジヌ                             | TEEN TEEN (2019年9月18日 - 2020年) GHOST9 (2020年9月23日 - )                                                 | 2019年9月18日、イ・ウジン(最終順位41位)、イ・テスン(最終順位53位)とともにユニットグループTEEN TEENでデビュー。2020年9月、GHOST9としてデビュー。 |                                                   |
| 23位                                 | キム・ドンユン                       | W PROJECT 4 (2019年9月2日) DRIPPIN (2020年10月28日 - )                                                       | 2019年9月2日、W PROJECT 4として「1分1秒」をリリース。 2020年10月28日、DRIPPINとしてデビュー。 |                                                   |
| 24位                                 | イ・ヒョプ                           | W PROJECT 4 (2019年9月2日) DRIPPIN (2020年10月28日 - )                                                       | 番組出演時は個人練習生であったが、番組終了後にWoollimエンターテインメントに所属となった。2019年9月2日、W PROJECT 4として「1分1秒」をリリース。 2020年10月28日、DRIPPINとしてデビュー。 |                                                   |
| 25位                                 | パク・ソンホ                         | 俳優 | 2020年3月にドラマ「ルガール」に出演。同年8月入隊を発表。 | パク・ソンホ (@pppppsunho) - Instagram            |
| 26位                                 | カン・ヒョンス                       | NIK (2020年8月29日 - )                                                                                       | 2019年11月3日に日本でファンミーティングを開催。その後日本発のグローバルアイドル育成プロジェクト「G-EGG」にパク・ユンソルと共に参加。2020年8月29日、日韓合同グローバルグループNIKとしてデビューが決まった。 | カン・ヒョンス (@kanghyeonsu__o) - Instagram      |
| 27位                                 | キム・シフン                         | BDC (2019年10月29日 - )                                                                                      | 2019年10月29日、ユン・ジョンファン(最終順位38位)、ホン・ソンジュン(最終順位51位)とともにBDCとしてデビュー。 2024年10月にJTBCによるオーディション番組「PROJECT 7」に参加するも脱落。 |                                                   |
| 28位                                 | チェ・スファン                       | ソロ活動 (2020年8月20日 - )                                                                                  | 2020年8月20日、1stシングル「Starry night」でソロデビュー。 | チェ・スファン (@suhwan_ee) - Instagram           |
| 29位                                 | チュ・チャンウク                     | W PROJECT 4 (2019年9月2日) DRIPPIN (2020年10月28日 - )                                                       | 2019年9月2日、W PROJECT 4として「1分1秒」をリリース。 2020年10月28日、DRIPPINとしてデビュー。 |                                                   |
| 30位                                 | キム・ヒョンビン                     | NOWADAYS (2024年4月2日 - )                                                                                   | 番組終了後、出演時所属していたソースミュージックを解雇された。2022年頃にCUBEエンターテインメントに移籍。 2023年の10月頃、Xにて本人を含む5人組での写真が拡散された。現在はNOWADAYSのメンバーとしてデビュー予定。 |                                                   |
| 32位                                 | ムン・ヒョンビン                     | Ciipher（2021年3月15日）                                                                                     | 番組終了後にSTARSHIPを退所し、RAIN COMPANYに移籍。2021年3月15日、Ciipherとしてデビュー。 2023年3月にMBCによるオーディション番組「少年ファンタジー」に参加するも脱落。 |                                                   |
| 33位                                 | ウォン・ヒョク                       | E'LAST (2020年6月9日 - )                                                                                     | 2020年6月9日、イ・ウォンジュン(最終順位47位)とともにE’LASTとしてデビュー。 |                                                   |
| 34位                                 | クォン・テウン                       | W.O.W（2021年3月8日 - ）、モデル                                                                             | 2019年9月1日、単独ファンミーティング『心ときめく最初の出会い、最初の一歩』を開催。2021年3月8日、W.O.Wとしてデビュー。 | クォン・テウン (@kwontaeeun_) - Instagram         |
| 35位                                 | カン・ソクファ                       | WEi (2020年10月5日 - )                                                                                       | 番組出演時は個人練習生であったが、番組終了後にOUIに所属となった。2020年10月5日、キム・ヨハンと(最終順位1位)ともにWEiとしてデビュー。 | カン・ソクファ (@stone_dol2) - Instagram          |
| 36位                                 | ペク・ジン                           | JxR (2019年12月5日 - )                                                                                       | 2019年12月5日、ユリ(最終順位40位）とともにプロジェクトグループ“JxR”としてデビュー。 |                                                   |
| 37位                                 | イ・ミダム                           | AAP.Y練習生                                                                                                  | 2019年12月23日に同じ所属事務所から参加したチョン・ミョンフン(最終順位71位)とLee Mi Dam x Jung Myong Hoon名義でデジタルシングル「Hello Christmas」を配信。 |                                                   |
| 38位                                 | ユン・ジョンファン                   | BDC (2019年10月29日 - )                                                                                      | 2019年10月29日にキム・シフン(最終順位27位)、ホン・ソンジュン(最終順位51位)とBDCでデビュー。 |                                                   |
| 39位                                 | チョン・ジェフン                     | Around us練習生                                                                                              | |                                                   |
| 40位                                 | ユリ                                 | JxR (2019年12月5日 - )                                                                                       | 2019年9月19日に韓国籍に帰化したことを自身のInstagramで報告。2019年12月、ペク・ジン(最終順位36位)とともにプロジェクトグループ“JxR”としてデビュー。 |                                                   |
| 41位                                 | イ・ウジン                           | TEEN TEEN (2019年9月18日 - 2020年) GHOST9 (2020年9月23日 - )                                                 | 2019年9月18日、イ・ジヌ(最終順位22位)、イ・テスン(最終順位53位)とともにユニットグループTEEN TEENとしてデビュー。2020年9月、GHOST9としてデビュー。 |                                                   |
| 42位                                 | キム・ドンビン                       | ソロ活動→OCJ NEWBIES                                                                                         | 2019年10月28日に中国・香港系列の芸能事務所のOne Cool Jacsoエンターテインメントに移籍。2020年1月に韓国のスポーツ用品メーカーFILAのモデルに抜擢され、2020年5月に香港のMEKO檸檬紅茶のCMに出演。2022年6月にOne Cool Jacsoエンターテインメントのデビューグループのメンバーとして2022下半期にデビュー予定であることが明らかになった。 | キム・ドンビン (@ornbhin) - Instagram             |
| 43位                                 | ウィ・ジャウォル/魏子越              | FNCにマネジメント委託                                                                                        | 2019年8月25日上海で初のファンミーティングを開催。 2021年、中国版PRODUCE101シリーズ「創造営2021」に参加。(最終順位31位) | ウィ・ジャウォル (@wei_ziyue_) - Instagram        |
| 44位                                 | キム・ソンヒョン                     | IN2IT(2019年9月5日脱退)                                                                                      | 番組終了後、IN2ITの活動を終了することを事務所が発表。その後自身のInstagramにて、ヘアカット等の費用も自腹で毎月5万ウォン(日本円で約5000円)以外に契約金及び、給料を一度も受け取ったことないと暴露した。その後2020年3月にyoutubeチャンネルを開設しBTSのダンスカバー動画を公開。                                                    | キム・ソンヒョン (@ss0_0hh) - Instagram           |
| 45位                                 | キム・ソンヨン                       | 個人練習生                                                                                                   | |                                                   |
| 46位                                 | チェ・ジュンソン                     | GHOST9 (2020年9月23日 - )                                                                                    | Jellyfishを退所し、マル企画に所属となった。2020年9月、GHOST9としてデビュー。 |                                                   |
| 47位                                 | イ・ウォンジュン                     | E'LAST (2020年6月9日 - )                                                                                     | 2020年6月9日、ウォン・ヒョク(最終順位33位)とともにE’LASTとしてデビュー。 |                                                   |
| 48位                                 | パク・ユンソル                       | NIK (2020年8月29日 - )                                                                                       | 日本発のグローバルアイドル育成プロジェクト「G-EGG」にカン・ヒョンスと共に参加。 2020年8月29日、日韓合同グローバルグループ「NIK」としてデビューが決まった。 | パク・ユンソル (@sol_s7ill) - Instagram           |
| 49位                                 | 日高真宙                             | BUGVEL (2020年10月30日 - )                                                                                   | 番組出演時はYG所属であったが、番組終了後にOUIに所属、2020年1月に退所。2020年10月30日、BUGVELの結成を発表、2021年に初の楽曲を全世界配信予定。 | 日高真宙 (@no1_mahiro0328) - Instagram            |
| 50位                                 | ピーク                               | 歌手、俳優                                                                                                   | 2019年8月、タイで主演ドラマに出演。 | ピーク (@kongthappeak) - Instagram                |
| 51位                                 | ホン・ソンジュン                     | BDC (2019年10月29日 - )                                                                                      | 2019年10月29日、キム・シフン(最終順位27位)、ユン・ジョンファン(最終順位38位)とBDCでデビュー。 |                                                   |
| 52位                                 | キム・ミンソ                         | W PROJECT 4 (2019年9月2日) DRIPPIN (2020年10月28日 - )                                                       | 2019年9月2日、W PROJECT 4として「1分1秒」をリリース。 2020年10月28日、DRIPPINとしてデビュー。 |                                                   |
| 53位                                 | イ・テスン                           | TEEN TEEN (2019年9月18日 - 2020年) GHOST9 (2020年9月23日 - )                                                 | 2019年9月18日、イ・ジヌ(最終順位22位)、イ・ウジン(最終順位41位)とともににユニットグループTEEN TEENとしてデビュー。2020年9月、GHOST9としてデビュー。 |                                                   |
| 54位                                 | ウ・ジェウォン                       | NINE.i (2022年3月30日 - )                                                                                    | 2022年3月30日、NINE.iとしてデビュー。 |                                                   |
| 55位                                 | イ・ユジン                           | 俳優 | 2019年10月、ナムアクターズと専属契約を結び、活動名をユ・ジヌに改名した。 | イ・ユジン (@eugeneleejinjoo) - Instagram         |
| 56位                                 | クォン・ヒジュン                     | MDEntertainment練習生                                                                                        | 2024年11月、「UNIVERSE LEAGUE」に参加。 | クォン・ヒジュン (@hee_jun01) - Instagram         |
| 57位                                 | ハン・ギチャン                       | 俳優 | 2020年5月、ウェブドラマ「君の視線が止まる先に」で主人公ハン・テジュを演じた。同年7月には日本ファンクラブが開設。 | ハン・ギチャン (@han_gi_chan) - Instagram         |
| 58位                                 | ワン・グノ/王君豪                    | BUGVEL (2020年10月30日 - )                                                                                   | 番組出演時はYG所属であったが、番組終了後にOUIに所属、2020年1月に退所。2020年10月30日、BUGVELの結成を発表、2021年に初の楽曲を全世界配信予定。 | ワン・グノ (@real_wangjyunhao0508n) - Instagram   |
| 59位                                 | ムン・ジュノ                         | ソロ活動 (2019年11月6日 - )                                                                                  | Wollimエンターテインメントを退所し、Luminantエンターテインメント所属となった。2019年11月6日にデジタルシングル「Dear My Song」でソロデビュー。 |                                                   |
| 60位                                 | ナム・ドンヒョン                     | サウスクラブ(バンド)→解散 ソロ活動(BOYHOOD) (2020年7月26日 - )                                               | BOYHOODという名前でソロ活動している。2020年7月26日にデジタルシングル「レトロな愛」を発売。 | ナム・ドンヒョン (@funny_hyun) - Instagram        |
| 61位                                 | アンザルディ・ティモシー             | モデル | 2021年、｢極限デビュー 野生ドル｣に参加。 | アンザルディ・ティモシー (@tim_0thee) - Instagram |
| 62位                                 | キム・ジンゴン                       | モデル | | キム・ジンゴン (@kimjingon__) - Instagram         |
| 63位                                 | イ・ハミン                           | 青空少年(Bz-Boys)（2021年 - ）                                                                               | 2021年、青空少年（Bz-Boys）に新メンバーとして合流。 | イ・ハミン (@minhi_1118) - Instagram              |
| 64位                                 | チョン・ヒョヌ                       | | | チョン・ヒョヌ (@hyw0315) - Instagram             |
| 65位                                 | キム・ヨンサン                       | | 2019年10月17日、入隊。 | キム・ヨンサン (@video_0406) - Instagram          |
| 66位                                 | ビョン・ソンテ                       | 俳優 | 2020年、MBCドラマ「深夜カフェ(심야카페)」に出演し、俳優として活動している。 |                                                   |
| 68位                                 | チョン・ヨンビン                     | LUMINOUS (2020年 - )                                                                                         | DSを退所し、WIPカンパニーに所属となった。デビュー準備中のボーイズグループ「LUMINOUS」のメンバーであることが発表された。デビュー日は未定である。 |                                                   |
| 69位                                 | オ・セボム                           | MAXXAM (2020年7月解散) ソロ活動 (2019年12月17日 - )                                                          | 2019年12月17日にシングル「Tie」でソロデビュー。 | オ・セボム (@saebomoh) - Instagram                |
| 70位                                 | ユ・ゴンミン                         | ミリオンマーケット練習生                                                                                     | | ユ・ゴンミン (@rjsals1029) - Instagram            |
| 71位                                 | チョン・ミョンフン                   | AAP.Y練習生                                                                                                  | 2019年12月23日に同じ所属事務所から参加したイ・ミダム（最終順位37位）とLee Mi Dam x Jung Myong Hoon名義でデジタルシングル「Hello Christmas」を配信。 |                                                   |
| 72位                                 | スティーブン・キム                   | LUMINOUS (2020年 - 2025年2月9日) AHOF (2025年7月1日 - )                                                      | DSを退所し、WIPカンパニーに所属となった。デビュー準備中のボーイズグループ「LUMINOUS」のメンバーであることが発表された。2021年9月9日にデビューするも、2025年2月9日に解散。 2024年11月、「UNIVERSE LEAGUE」に参加し、最終2位で｢AHOF｣のメンバーに選ばれた。2025年7月1日にデビュー。                                                |                                                   |
| 74位                                 | チェ・ジナ                           | CIRCLE (2020年3月 - )                                                                                        | 2020年3月、WUZOエンターテインメントよりデビュー準備中のボーイズグループ「CIRCLE」のメンバーであることが発表された。デビュー日は未定であるが、YouTubeチャンネル等を定期的に更新している。 |                                                   |
| 75位                                 | イ・ジュニョク                       | MIRAE（2021年3月17日 - 2024年2月14日） POLARIX（2025年 - ）                                                  | 2021年､MIRAEのメンバーとしてデビューするも、2024年2月14日にグループが解散。 2024年10月にSBSとiQIYIによるオーディション番組「STARLIGHT BOYS」に参加し、最終2位で｢POLARIX」のメンバーとしてデビュー。 |                                                   |
| 76位                                 | イ・ギュヒョン                       | WMエンターテインメント練習生                                                                                 | | イ・ギュヒョン (@9_d50) - Instagram               |
| 77位                                 | ウォン・ヒョンシク                   | HappyFaceEntertainment練習生→OCJ NEWBIES                                                                     | 2022年6月にOne Cool Jacsoエンターテインメントのデビューグループのメンバーとして2022下半期にデビュー予定であることが明らかになった。 | ウォン・ヒョンシク (@hs_won97) - Instagram        |
| 80位                                 | キム・グァヌ                         | ソロ活動(DYNO) (2020年 - )                                                                                   | 2020年、KRAZY Entertainmentを退社し、DYNOという名前でソロ活動をしている。 |                                                   |
| 81位                                 | パク・ジニョル                       | BLANK2Y (2022年 - )                                                                                          | KEYSTONE Entertainmentに所属し、本名をシウに改名。2022年にBLANK2Yとしてデビューするも、2023年6月27日に脱退。 2024年10月にSBSとiQIYIによるオーディション番組「STARLIGHT BOYS」に参加するも脱落。 |                                                   |
| 82位                                 | キム・ミンソ                         | N.TOP（2025年8月6日 - ）                                                                                     | 2025年8月6日、N.TOPのメンバーとしてデビュー予定。 |                                                   |
| 84位                                 | ファン・グムニュル                   | YUEHUAEntertainment練習生                                                                                    | | ファン・グムニュル (@geum_ryul_) - Instagram      |
| 85位                                 | ホン・ソンヒョン                     | SHOOTER-X (2020年 - )                                                                                        | 2020年2月、デビュー準備中の3人組ボーイズグループ「SHOOTER-X」のメンバーであることが発表された。デビュー日は未定だが、日本でも活動している。 2021年より日本でライブを開催予定。 |                                                   |
| 87位                                 | ソン・ミンソ                         | モデル | モデルとしてミラノファッションウィークに参加。 | ソン・ミンソ (@minseo3327) - Instagram            |
| 88位                                 | イ・サンホ                           | GostEntertainment練習生                                                                                      | | イ・サンホ (@sangho_duu) - Instagram              |
| 89位                                 | キム・スンファン                     | モデル | | キム・スンファン (@nawhgnues) - Instagram         |
| 91位                                 | 上原潤                               | ORβIT (2020年11月11日 - )                                                                                    | 2019年「PRODUCE 101 JAPAN」に練習生として出演。最終順位は20位。その後、同番組に参加した練習生達と共に「ORβIT」を結成し、2020年にデビュー。 | 上原潤 (@keepitjune) - Instagram                  |
| 92位                                 | ユン・ミングク                       | Source Music練習生→WAKER（2024年1月8日 - ）                                                                  | 2024年1月8日、WAKERのメンバーとしてデビュー。 | ユン・ミングク (@olo22o) - Instagram              |
| 94位                                 | キム・ジュンジェ                     | DJ | 2020年4月に自身のInstagramアカウントを開設。SoundCloudに自作制作曲を投稿している。 | キム・ジュンジェ (@xido_jj) - Instagram           |
| 96位                                 | ユン・ヒョンジョ                     | ソロ活動(E:Dan) (2020年1月16日 - )                                                                           | E:Danという名前でソロ活動をしている。2020年1月16日、デジタルシングル「Deep Dawn」でソロデビュー。 | ユン・ヒョンジョ (@eaf_m) - Instagram             |
| 98位                                 | チェ・ビョンフン                     | 練習生 | Majesty Entertainmentと練習生契約を結ぶ。 2024年10月にJTBCによるオーディション番組「PROJECT 7」に参加するも脱落。 | チェ・ビョンフン (@byunghoon__00) - Instagram     |
| 99位                                 | キム・ドンギュ                       | ダンサー | 現在はDNCEに所属するダンサー兼振付家である。 | キム・ドンギュ (@dongkyu_0521) - Instagram        |
| 降板                                 | チェ・ビョンチャン                   | VICTON (復帰)、俳優                                                                                          | 元々所属していたグループ、VICTONに復帰。2020年11月放送のドラマ「LIVE ON」にキャスティングされ、俳優としても活動する。 |                                                   |
| 降板                                 | ユン・ソビン                         | JYP→SUBLIME ARTIST AGENCY                                                                                    | JYPとの専属契約を解除されたのち、SUBLIME ARTIST AGENCYに専属契約。2019年12月15日に弘大アライブホールで初のファンミーティング「1st Fan Metting – Miracle」を開催。 | ユン・ソビン (@seobin.1214) - Instagram           |
| 降板                                 | イム・シウ                           | - | 2024年10月にJTBCによるオーディション番組「PROJECT 7」に参加するも脱落。 |                                                   |

## 投票操作問題

### 疑惑の発端
「PRODUCE X 101」最終回での投票集計について、練習生間の得票数の差が同一であること等から、恣意的な操作があったのではないかという疑惑がネット上に持ち上がり、Mnet側に明確な投票数とローデータ（原本データ）を公開を要求する声明がネットに掲載されたことが疑惑の発端となり、2019年7月22日に視聴者による「真相究明委員会」と名乗る団体が刑事告訴を視野にいれた弁護士費用のための資金調達（ファンディング）を始め、目標金額である330万ウォン（約30万円）を集めた。
一方で、放送審議委員会に対して番組に関する苦情が7月23日まで267件寄せられる事態となった。

### 報道後の捜査等の動き
疑惑の報道に対しMnet側は2019年7月24日に公式見解を発表し、「生放送中、投票の集計を担当した「PRODUCE X 101」の制作スタッフは得票数で順位を集計した後、各練習生の得票率も計算して、最終順位を複数の方法で検証しました。しかし、制作スタッフが順位を再度検証する過程で、得票率を小数点第二位で四捨五入し、この四捨五入された得票率に換算した得票数が生放送現場に伝えられた。」と説明し、エラーがあったことを謝罪した上で、順位に変動がないことを報告した。その上で、社内調査を行ったが、事実関係の把握に限界があると判断し、公信力のある捜査機関に捜査を依頼するとコメントした。
また、今回の投票結果に不満を感じる練習生があれば「X1」に追加入を認め、さらに脱落者した練習生が自主的にグループを制作しデビューする予定なら、これも支援すると提案したが、事務所側が拒否したという内容の記事が報道されたが、Mnet側は投票結果を捏造したという疑惑が浮上している点などについても説明し、もしこれによる被害者がいた場合の解決策について話し合い、意見を受けたとした上で、公式捜査依頼をするようになったという事実を所属事務所らに説明しただけで、懐柔は誤解だと主張した。
2019年7月31日午後にソウル地方警察庁サイバー捜査隊はCJ ENMの「PRODUCE X 101」制作陣の事務所に捜査官を送り、生放送での投票操作疑惑に関する資料確保、SMS投票を集計した業者に対する家宅捜索も行われた。これに関連しMnetは家宅捜査の事実を認める公式コメントを出し、「警察の捜査や家宅捜索は、CJ ENM、Mnet全体ではなく、「PRODUCE X 101」の制作陣に限ったもの」と説明した。
その後、8月12日にはCJ E＆Mのオフィスと制作陣の自宅を対象に、第2次家宅捜索が行われた。8月19日には7月31日に行われた1次家宅捜索で警察が確保した制作陣の携帯電話には、直接的に操作に言及した録音ファイルが入っていたことが確認され、人気があった最後のシーズン以外の他のシーズンについての操作も言及した内容も含まれていることが明らかとなった。
9月6日には「PRODUCE 48」を含むPRODUCE 101シリーズ、同じくMnetで放送された「アイドル学校」についても投票操作疑惑があるとして、捜査対象となっていることが明らかとなり、9月17日にはデビュー評価の投票だけでなく、1次投票及び2次投票のオンライン投票にも投票操作の疑いが浮上した。理由としては、１次投票・２次投票では11人を選択してから投票するシステムにもかかわらず、第2週以降の投票総数が11で割り切れない等の不審な点が指摘されているためである。
2019年10月に入り、警察側により、投票操作により実際の順位と番組の順位が入れ替わり、デビュー評価で脱落していた練習生の2～3人が実際には合格範囲にあったことが確認された。同時期にSTARSHIPエンターテインメント,Woollimエンターテインメント,MBKエンターテインメントに家宅捜索が行われ、「PRODUCE 48」に参加した一部芸能事務所も家宅捜査の対象となった。
MBCの調査報道番組「PD手帳」（2019年10月15日放送分）でも「PRODUCE X 101」の操作疑惑が取り上げられ、以下の内容が放送された。
- STARSHIPエンターテインメント所属の練習生が事前に振り付けの先生から事前に課題曲を教えられ、練習生側も所属事務所の人間から圧力を受けていた疑いがあること[158]
- 番組のタイトル曲「X1-MA(_ジマ)」の当初のセンターはソン・ドンピョではなく、別の練習生が練習生の投票でセンターに決まっていた。しかし、番組途中で視聴者投票で決められることに変更された（当初のセンターに選ばれた練習生はショックを受け、他の練習生も反発したとする練習生の匿名インタビューも併せて放送）[159]
- 練習生の中には途中で倒れて額を打ち出血し病院に行ったが、制作陣『絶対に口外するな』と言われる事例があり、他にも必ず1人、2人ずつ練習生が倒れる状態であった。夜明けまで練習して、きちんと眠れなかったある練習生が、朝怒りながら起こすスタッフに抗議した後、番組にほとんど映らなくする仕打ちをうけた[160]

### プロデューサーの逮捕
2019年11月5日午後、ソウル中央地裁のミョン・ジェグォン令状担当部長判事はアン・ジュニョンプロデューサー等2人の制作陣に対して逮捕状を発行した。裁判所は「犯罪の疑いのある相当な部分が疎明であり、事案が重大である」とし「犯行で被疑者の役割および現在までの捜査経過等をみたときに、拘束する理由と必要性が認められる」と拘束令状（逮捕状）を発行した理由だと語った 。Mnetは今回の発表で「7月末、自主的には事実関係の把握に限界があると判断し、警察に捜査を依頼した。これに関して「PRODUCE X 101」の一部制作陣に拘束令状（逮捕状）が申請された。「PRODUCE X 101」を愛してくださった視聴者とファン、出演者、関係者の皆さまに深くお詫び申し上げる」と述べている。また、「これから積極的に捜査に協力し、捜査結果によって責任を取る部分に対しては必ず責任を取る。ただ、今回の事件で被害を受けたアーティストに対する推測報道は控えてほしい」と呼びかけた。
2019年11月6日放送のSBS 8 ニュースではアン・ジュンヨンプロデューサーが警察の取り調べで「PRODUCE X 101」と「PRODUCE 48」の順位操作容疑を認めたと報道した。報道によると、警察はアン・ジュンヨンプロデューサーが2018年下半期から芸能事務所より江南の遊興施設で、40回以上にわたり接待を受けたとし、接待費は1億ウォン（約1000万円）を超えると把握しているという。ただし、アン・ジュンヨンプロデューサーは「PRODUCE 101」シーズン1とシーズン2に関しては操作容疑を否認した。
2019年11月12日、ソウル地方警察庁の関係者は「PRODUCE X 101」制作陣と芸能事務所の関係者を含めた約10人が立件されたと発表した。また、番組に参加した練習生に対し、参考人として聴取を予定していることも明らかにした。
2019年11月14日、ソウル地警サイバー安全課は「PRODUCE 101」シーズン1とシーズン2の最終回の投票結果と視聴者投票データとの間に差を発見し、捜査を行っていると発表した。また、アン・ジュンヨンプロデューサーとキムチーフプロデューサーは同日、起訴意見でソウル鍾路警察署内の留置所から検察に送致された。業務妨害、詐欺、背任収財、請託禁止法違反などの疑いがもたれている。アンプロデューサーは「投票操作の疑いを認めるのか？」という取材陣の質問に対して「申し訳ない」という一言だけを残して護送車に乗り込んだ 。
2019年12月3日、MnetはIZ*ONEとX1について、近日中に今後の計画について関係者との協議を通じて近日中に発表すると説明。何の罪もないアーティストや練習生に別の被害が及ばないよう配慮してほしいと呼びかけた。また、「当社の番組が物議を醸したことに対し、視聴者やファンの皆さん、練習生や芸能事務所の関係者の方々に心より謝罪する」とし、現在は当局の捜査に誠実に協力しており、結果にしたがって内部でも厳重な措置を取ると発表した。
2019年12月18日、カン・ジフンMnetコンテンツ運営戦略チーム長は、ソウル木洞放送会館放送通信審議委員会で開かれた第78回放送審議小委員会臨時会議に出席した。この日の臨時会議の参加者たちは、「PRODUCE 101」シリーズの操作事態を案件として扱った。カンチーム長は、制作陣の内部懲戒の有無について「プロデューサーたちが拘束されて調査を受けている。結果に基づいて適切な措置が行われる予定だ。人事規定にしたがって懲戒手続きを踏む予定だ」と明かした。また、Mnetが今後オーディション番組を追加制作する可能性について「オーディション番組は避けようと思う。音楽により一層集中したコンテンツを制作するために努力している」と明らかにした。
2019年12月30日、CJ ENMのホ・ミンフェ代表取締役が「PRODUCE 101」シリーズの順位操作についての謝罪記者会見に出席し、IZ*ONE、X1の活動再開について明らかにしたと各現地メディアが報じている。ホは会見で「Mnetに関する一連の事件で失望させてしまったことお詫びを申し上げたい。デビューという夢だけを追った練習生たちのことを考えると、実に心が痛む。本当に申し訳ない。貴重な時間を割いてメール投票を行ってくださったファンや視聴者の方々にも申し訳ない。弁解の余地もなく我々の過ちだ。代表として責任を痛感している」と謝罪。IZ*ONEとX1の活動再開に関しては、「メンバーの心的負担と、活動再開を支持するファンの応援を考慮し、活動再開のために継続的に協議する」と述べた。さらに「いかなる措置も十分ではないが、今からでも過ちを正し傷を最小化するために最善を尽くしたい。順位操作の被害を受けた練習生たちには金銭的補償はもちろん、今後、活動保障など実質的な補償を実施していく」とし「順位操作プログラムで発生した300億ウォン規模の資金を出し基金を作る。この基金やファンドは外部の独立機関に任せ、音楽産業の成長のために使うようにする。具体的な基金とファンド造成運営計画については、詳細案が確定し次第、お知らせする」と伝えた。また、両グループの今後の活動を通した自社の放送局「Mnet」の収益については、全てを放棄することを発表した。
最後に今回の事態について、「私たちの過ちであり、デビューしたアーティストや練習生1人1人のせいではない。彼らの保護を切にお願いする」と述べた。

### 出演者等の反応
- X1のリーダーのハン・スンウは2019年8月27日にソウルの高尺スカイドームで行われたデビュー記者懇談会の席において、疑惑報道に対し「僕たちは練習にまい進していた。そのため忙しいスケジュールもあって、それら（疑惑報道）に関して接することが多くなかった。結論的にX1を待ってくれたファンたちに良い姿をお見せすることで、恩返ししたい気持ちが大きい」とした上で、「負担よりも報答をしなければならないと思っている。今回のアルバム（デビューアルバム）を準備した理由も、ただ僕たちを愛してくださった方たちのためだ。今回のアルバムを通じてその部分を忘れられるように、洗い流して差し上げたい」とコメントした[171]。
- 当番組に出演していたキム・ドンビンは2019年10月4日に自身のInstagramにて、疑惑報道に対する自身への悪質なネットユーザーの書き込みに対し「悪質な書き込みではなく、忠告や批判は適度なレベルで受け入れるべきですが、度を越した悪質な書き込みに耐えなければならないというのは、誰が言ったことですか？ 彼らの表現の自由もそうです。しかし、家族に触れて周りの人々に触れて、デマを流して、僕の人格を貶める言動を表現の自由だと認めなければならないのでしょうか」とコメントした[172]。さらにプロデュ－サーが逮捕され、容疑者が番組の投票操作を認めた直後の2019年11月9日に、PRODUCE 101シリーズに参加した練習生に向けて「396人のプデュ（PRODUCE 101）参加者は全員、これから幸せな日になる。 私たちは夢をもっていた」とInstagramでメッセージを発した[173]。
- シーズン1に出演していた丹羽紫央里は、自身のTwitterにてシーズン１のタイトル曲「Pick Me」について具体的に言及して、「曲を初めて聞いた時も一部の事務所の子たちはすでに曲と振りを完璧に練習してきていました」と証言した上で、「あの番組に出て以来すごく辛い思いをたくさんしたので私みたいな練習生がほとんどな事、練習生に確実に非があるとは限らない事だけはみなさんに分かってほしい」とコメントした[174]。
- シーズン2に出演したイ・デフィはウェブドラマの制作発表会の記者会見で「心が痛い。練習生たちが一生懸命頑張ったことまで薄れてしまう印象を受けている。非常に残念だ。みなさん、しっかり乗り越えて欲しい」とコメントした[175]。また、同じくシーズン2に参加していたパク・ヒソクは自身のInstagramにて「番組に参加したすべてのプロデューサー、フロアディレクター、脚本家たちまで、悪い人だと言われそうで心配だ」とした上で、「本当に二度と一日一日を切に夢見る練習生たち、アーティストたちにこのようなことが繰り返されないでほしい。どうか二度とこのようなことが起きないことを願う」とコメントした[176]。

## 関連企画
- DEAR.101 - 番組公式サイトで視聴者が応援ボタンを押すことに、その応援状況に合わせて5段階に分けて練習生にプレゼントされる[177]。視聴者からの応援により、レベルが達成されるごとに練習生からお礼の動画が公式サイトに掲載される。この企画は、「PRODUCE 101 シーズン2」（2017年放送）の「MA BOY」 、「PRODUCE 48」（2018年放送）「国民プロデューサーのガーデン」から継続されている企画である。 
  - 練習生へのプレゼント内容
    - 1段階：ロッテのトウモロコシのお菓子ボックス
    - 2段階：ビタミンボックス
    - 3段階：フォレンコス（Forencos）の化粧品セット
    - 4段階：MCMの犬（金色）のぬいぐるみ
    - 5段階：お菓子詰め合わせ差し入れカー（ケータリングカー）

  - Find　trainees（11Q11A) - 11の質問に答えると回答者の好みに合った練習生が紹介される[178]。

DEAR.101 での結果は以下の通り。5段階まで達成したのは、キム・ヨハンとキム・ウソク
の2人。
| DEAR.101 の応援結果                 | DEAR.101 の応援結果 |
| 段階                                | メンバー（赤文字はX1選抜、青文字はファイナル選考進出者 ） |
| ----------------------------------- | --- |
| ５段階 おやつ差し入れカー           | キムヨハン、キムウソク |
| ４段階 MCMの犬(金色)のぬいぐるみ    | イ・ウンサン、ソン・ヒョンジュン、ナム・ドヒョン、ソン・ドンピョ、チャ・ジュノ、ハン・スンウ、チョ・スンヨン キム・ミンギュ、イ・ジニョク、ク・ジョンモ、ハム・ウォンジン |
| ３段階 フォレンコスの化粧品セット   | カン・ミニ、イ・ハンギョル ファン・ユンソン、クム・ドンヒョン、ソン・ユビン、イ・セジン、トニー キム・グクホン、イ・ジヌ、キム・ドンユン、イ・ヒョプ、カン・ヒョンス、キム・シフン、イ・ミダム、チェ・スファン、チュ・チャンウク、キム・ヒョンビン、チェ・ビョンチャン |
| ２段階 ビタミンボックス             | ムン・ヒョンビン、キム・ドンビン、カン・ソクファ、ペク・ジン、ユリ、日高真宙、ワン・グノ、ピーク、ハン・ギチャン、パク・ソンホ、キム・ソンヨン、キム・ミンソ、ユン・ジョンファン、ウィ・ジャウォル、キム・ソンヒョン、ムン・ジュノ、ナム・ドンヒョン、クォン・テウン、チョン・ジェフン、チェ・ジュンソン |
| １段階 トウモロコシのお菓子ボックス | イ・ウジン、イ・ウォンジュン、ホン・ソンジュン、イ・テスン、ウ・ジェウォン、パク・ユンソル、イ・ユジン、ウォン・ヒョク、アンザルディ・ティモシー、キム・ジンゴン、イ・ハミン、チョン・ヒョヌ、キム・ヨンサン、ビョン・ソンテ、イ・ファン、チョン・ヨンビン、オ・セボム、ユ・ゴンミン、チョン・ミョンフン、スティーブン・キム、ソン・チャンハ、チェ・ジナ、イ・ジュニョク、イ・ギュヒョン、ウォン・ヒョンシク、チェ・ガホ、チェ・シヒョク、キム・グァヌ、パク・ジニョル、キム・ミンソ（Urban）、ホ・ジノ、ファン・グムニュル、ホン・ソンヒョン、ユ・ソンジュン、ソン・ミンソ、イ・サンホ、キム・スンファン、キム・ヒョンミン、上原ジュン、ユン・ミングク、パク・シオン、キム・ジュンジェ、イ・ジェビン、ユン・ヒョンジョ、イム・ダフン、チェ・ビョンフン、キム・ドンギュ、ユン・ソビン |